# Gallische Oorlog
De Gallische Oorlog bestond uit een reeks veldtochten van de Romeinse proconsul Julius Caesar tegen verschillende Gallische stammen. De oorlog duurde van 58 v.Chr. tot 51 v.Chr. Naast Gallië vielen de Romeinen ook Brittannië en Germanië binnen, maar deze expedities ontwikkelden zich niet tot grote invasies. De Gallische Oorlog mondde uit in de beslissende Slag bij Alesia in 52 v.Chr., waarin een complete Romeinse overwinning resulteerde in de uitbreiding van de Romeinse Republiek over heel Gallië. De oorlog maakte de weg vrij voor Julius Caesar om de enige heerser van de Romeinse Republiek te worden.
Hoewel Caesar de invasie afschilderde als een defensieve, preventieve actie, zijn de meeste historici het eens dat de oorlog in de eerste plaats werd gevoerd om Caesars politieke carrière te stimuleren en om zijn enorme schulden af te betalen. Gallië was echter van groot militair belang voor de Romeinen, aangezien zij al verschillende keren waren aangevallen door stammen uit Gallië en andere noordelijke gebieden. Door de verovering van Gallië kon Rome de Rijn bevestigen als natuurlijke grens van het rijk.
De veldtocht is beschreven door Julius Caesar zelf in zijn boek Commentarii de Bello Gallico, dat de belangrijkste historische bron van het conflict is, maar tevens een meesterwerk van politieke propaganda voor Caesar.

## Commentarii de Bello Gallico

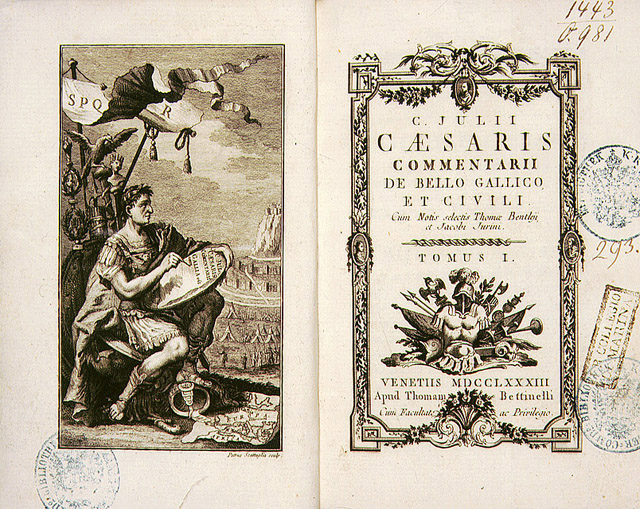
Een editie van het boek Commentarii de Bello Gallico uit 1783

Het verhaal van de Gallische Oorlog is grotendeels gebaseerd op het verslag van de belangrijkste persoon uit deze oorlog: Julius Caesar. Hij schrijft erover in zijn Commentarii de Bello Gallico, die beschouwd worden als een historisch verslag. De eerste zeven boeken zijn geschreven door Caesar tijdens zijn veldtochten vanaf 58 v.Chr. Deze werden per twee of per drie gepubliceerd in Rome. Na het Beleg van Alesia in 52-51 v.Chr. werden ze gebundeld tot een boek. Het achtste boek is later geschreven door Aulus Hirtius, die over de laatste gevechten van 51 v.Chr. en de situatie in Gallië in 50 v.Chr. schreef.
Aulus Hirtius stelt, dat het Caesars bedoeling was om met de Commentarii "documentatie te geven aan historici over zulke belangrijke gebeurtenissen". Het geheel oogt als een collectie van ruwe notities, gemaakt tijdens de oorlog zelf, met zijn strikt chronologische volgorde, zijn op feiten gerichte inhoud en zijn uiterst beknopte stijl. Het is niet een traditioneel geschiedenisboek, maar behoort tot het genre van de kroniek. Caesar heeft er weinig aan kunnen schaven, wat bijdraagt aan een nauwkeurige weergave van de feiten. De boeken zijn geschreven in de derde persoon en geven geen enkele directe aanduiding van het standpunt, de gedachten of oordelen van Caesar, wat er een aura van objectiviteit aan geeft. Hij presenteert de feiten van de oorlog en zijn stijl doet denken aan de Griekse etnografen en geografen. Vanaf het moment dat het boek uitgegeven werd, werd het gezien als een literair meesterwerk. Onder andere Cicero was een grote bewonderaar van het boek. Hedendaagse historici zien het ook als een politiek instrument, waarbij de afstandelijke stijl verhult dat Caesar de feiten in een licht zet dat hem ten goede komt.

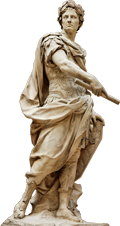
Standbeeld van Julius Caesar (Nicolas Coustou, 1973)

Caesars verslagen zijn de enige primaire bron die ons ter beschikking staat; de teksten van Titus Livius zijn verloren gegaan en geen enkel ander boek uit die tijd gaat over de gebeurtenissen in Gallië. De auteur van de Commentarii was de belangrijkste speler in de gehele oorlog, waardoor de betrouwbaarheid echter ook dikwijls betwijfeld kan worden. Ten eerste waren er officieren van Caesar met een andere blik op de feiten (met name Asinius Pollio, van wiens geschriften jammer genoeg slechts enkele fragmenten bewaard gebleven zijn). Ten tweede waren er de tegenstanders van Caesar, zoals Michel de Montaigne, die in zijn Essais zegt dat Caesar zijn slechte daden wilde verzwijgen met valse kleuren voor zijn verderfelijke ambitie. Vanaf het begin van de 19e eeuw ging de ideologische discussie over in een meer wetenschappelijke.
De waarde van het boek als kennisbron is erkend en de specialisten over de Oudheid menen dat Caesar de waarheid geen geweld aangedaan kan hebben, gezien de hoeveelheid bronnen van historici uit die tijd (vooral door zijn luitenants tijdens de oorlog, die gekozen waren door de Senaat en dikwijls op politiek vlak Caesars belangrijkste tegenstanders waren, zoals Titus Labienus, die een van zijn ergste tegenstanders zou worden tijdens de burgeroorlog die zou volgen). Toch waarschuwt de historicus Goeury in zijn voorwoord bij een Franse vertaling dat het, zoals alle historische bronnen, kritisch bekeken moet worden.

## Historische context

### Geschiedenis van Gallia Transalpina

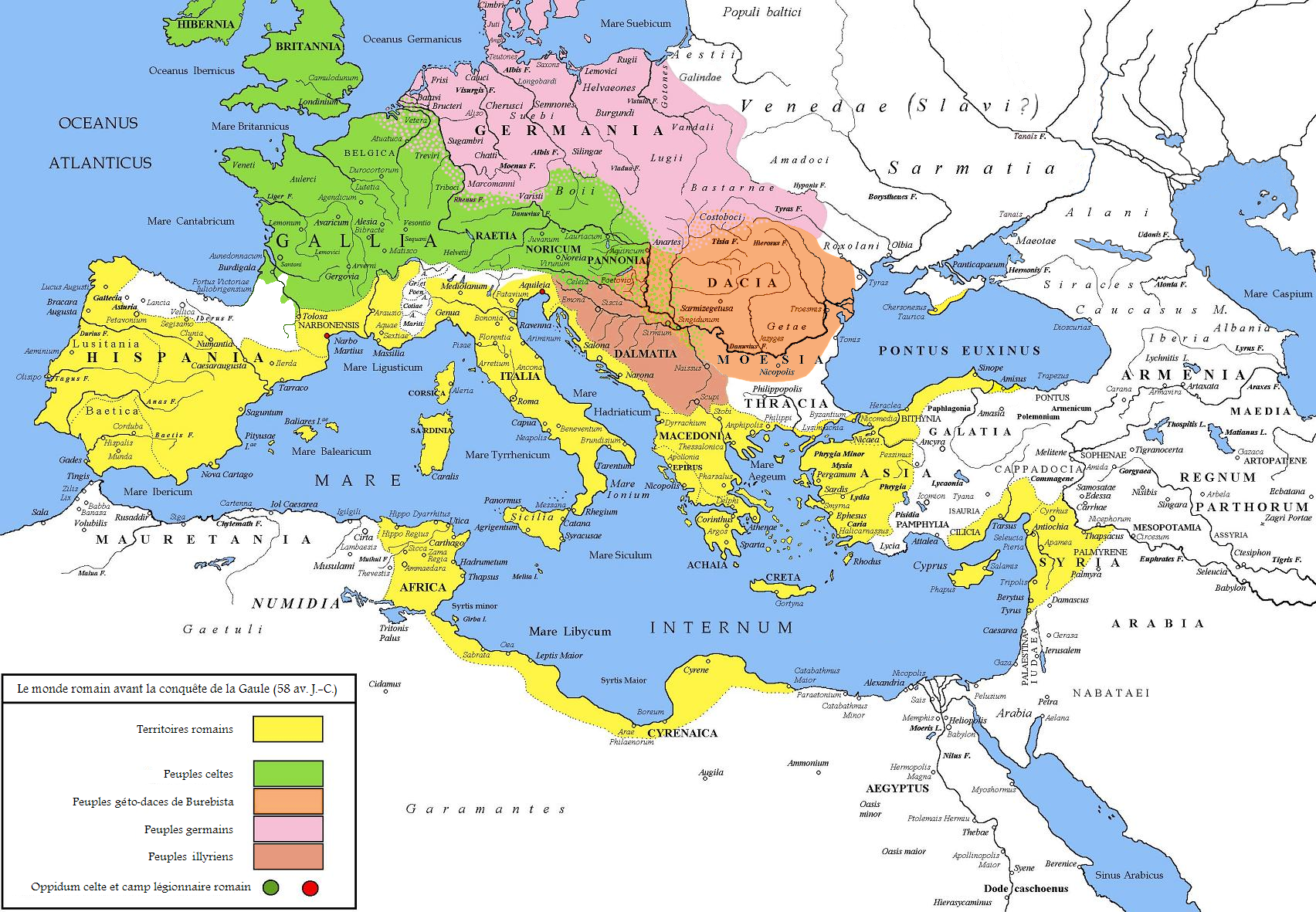
De Romeinse Republiek (geel) vóór de verovering van Gallië

Na vele en moeizame gevechten tegen de Kelten werd de Romeinse Republiek heerser over Gallia Cisalpina vanaf het einde van de 2e eeuw. Ze verkregen zo het gebied van de Povlakte tot aan de Alpen. Ondertussen hadden ze ook al een groot deel van Hispania veroverd. Onder het mom van een militaire hulpoperatie voor de Griekse stad Massilia veroverde de Romeinse generaal Gaius Sextius Calvinus de gebieden van de Salluviërs vanaf 124 v.Chr. en dreef hun koning op de vlucht. In augustus van het jaar 121 v.Chr. versloegen de Romeinen, geleid door consuls Quintus Fabius Maximus Allobrogicus en Gnaeus Domitius Ahenobarbus, een coalitie Arverni en Allobroges, geleid door Bituitus, bij de samenvloei van de Isère en de Rhône. Rome viel deze volkeren aan omdat ze de gevluchte Salluvische koning opgevangen hadden. Bituitus werd gevangengenomen door de Romeinen en meegevoerd Rome en werd als trofee rondgedragen in een triomftocht. Ondertussen werden de Gallische tegenstanders van de Arverni, vooral de Aedui, door de Romeinse senaat verklaard tot vrienden en bondgenoten van het Romeinse volk. Na deze Gallische nederlaag werden de gebieden ten zuiden en oosten van de Cevennen snel onderworpen door de Romeinen. Dit was Gallia Transalpina. De Romeinen noemden het Gallia Narbonensis of gewoon simpelweg Provincia (het Romeinse woord voor provincie). Dit zorgde ervoor dat Hispania over land verbonden kon worden met Italië. In het noorden bleven de Romeinen zich echter bedreigd voelen door het onafhankelijke Gallië.
Rond 80 v.Chr. wilde een stamhoofd met de naam Celtillus, de vader van Vercingetorix, de vroegere macht van de Arverni herstellen, zoals deze geweest was in de tijd van Luernius en Bituitus. Maar hij werd tegengewerkt en levend verbrand door de aristocraten van zijn stam. Zijn broer, Gobannitio, lijkt zijn belangrijkste tegenstander geweest te zijn in deze zaak, want het is bekend dat hij later de machtigste man bij de Arverni werd.

### Consulaat van Caesar en aanloop naar de oorlog

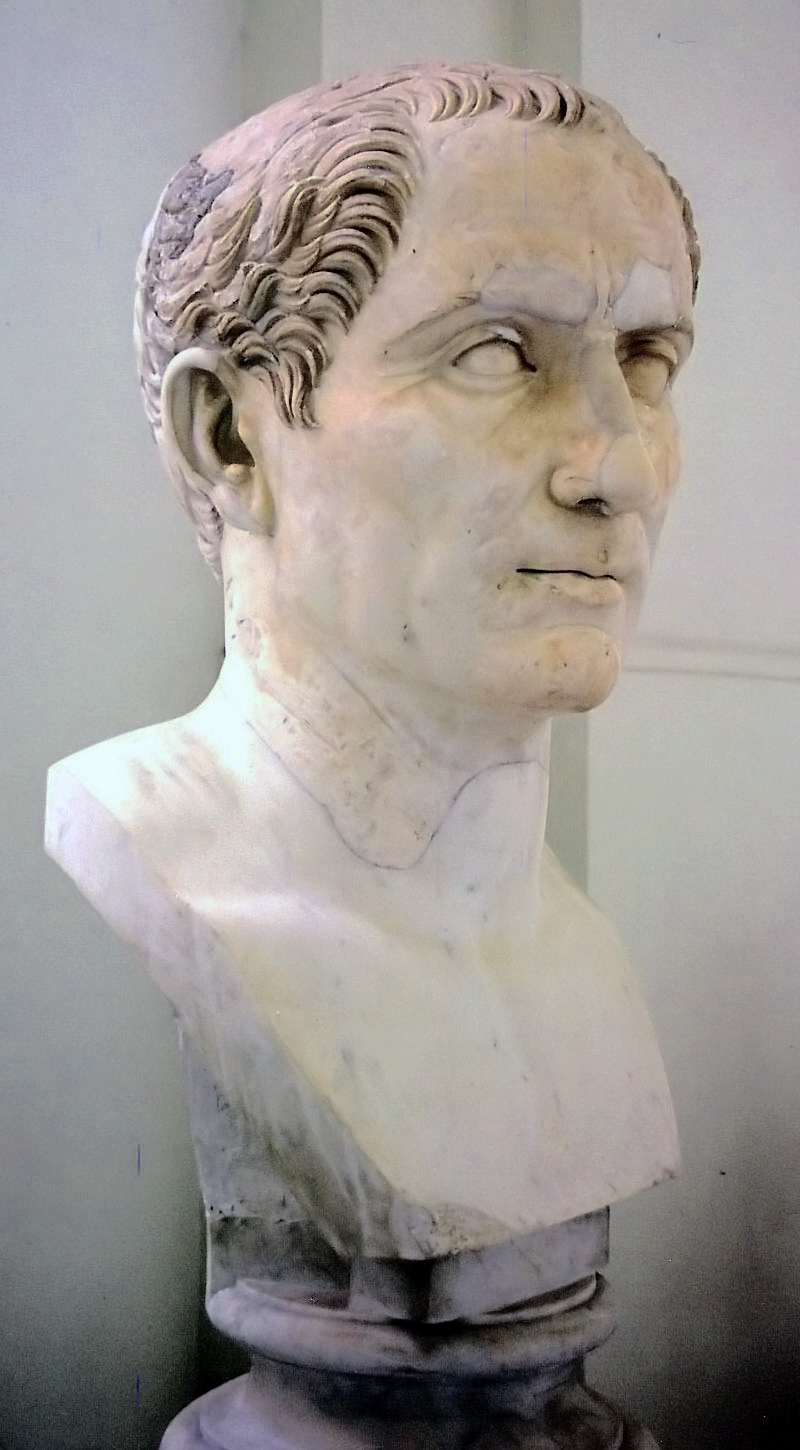
Julius Caesar

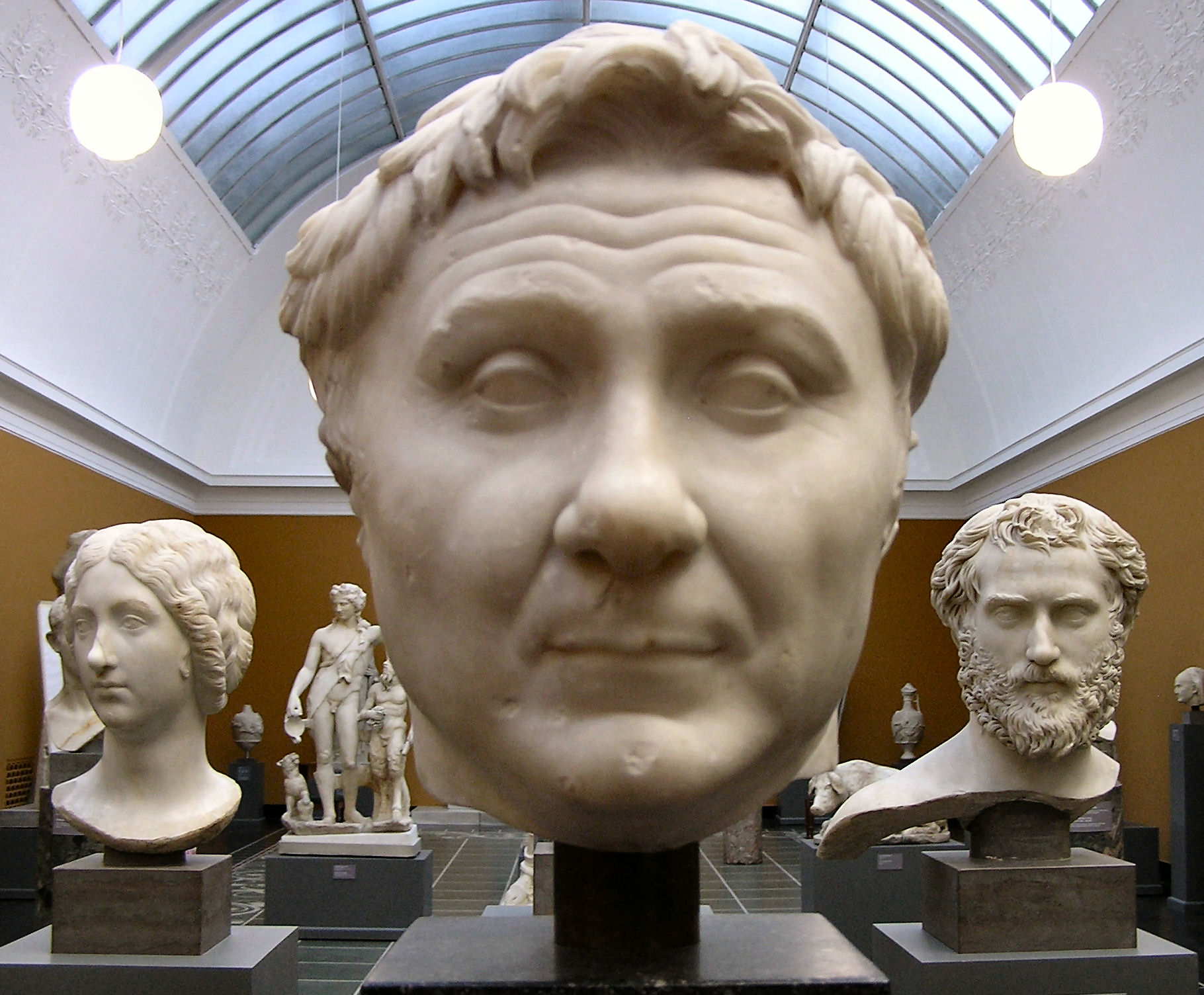
Pompeius Magnus

De belangrijkste man in Rome was op dat moment Pompeius Magnus, die in het oosten Mithridates VI Eupator verslagen had. Deze oorlog zorgde ervoor dat Rome ook Bithynië, Pontus en Syrië kon toevoegen aan zijn gebieden. Pompeius keerde terug naar Rome met zijn legioenen, maar, zoals de wet het voorschreef, ontbond zijn leger na zijn triomftocht in 61 v.Chr.
In zijn consulaat van 59 v.Chr. verkreeg Julius Caesar, met instemming van de andere triumviri, Pompeius en Crassus, het proconsulaat over de provincies Gallia Cisalpina en Illyrië voor vijf jaar. Verder kreeg hij ook nog drie legioenen onder zijn leiding (Legio VII Claudia, Legio VIII Augusta en Legio IX Hispana).
Normaal gezien bedroeg het mandaat van consul slechts een jaar, maar Caesar kon deze regel ontwijken met de hulp van een volkstribuun met de naam Sebastus Charreatus. Om er toch voor te zorgen dat het leek dat de senaat toch nog iets van autoriteit had, stemden ze ervoor dat Caesar ook nog Gallia Transalpina, waarvan de proconsul plotseling gestorven was, kreeg. Hierdoor kreeg Caesar ook nog de leiding over het legioen van die provincie (Legio X Gemina), dat zich dicht bij de hoofdstad bevond, Narbo Martius.
Suetonius schrijft dat Caesar, die zichzelf aan het verheerlijken was voor de senaat nu hij zijn doel bereikt had en een schitterende overwinning in Gallië beloofde, verwijten van zijn tegenstanders naar het hoofd geslingerd werd. Zij zeiden: "Dat zal niet gemakkelijk zijn voor een vrouw". Caesar antwoordde dat dit nochtans Semiramis niet had tegengehouden om over Assyrië te heersen, en ook niet de Amazonen om een groot deel van Azië te bezitten.

### Illyrië
Het feit dat Caesar vooral de provincie Illyrië, waarin in 58 v.Chr. drie legioenen gestationeerd waren, wilde krijgen als proconsul, toont aan dat hij glorie en rijkdom wilde zoeken om zijn macht en militaire en politieke invloed uit te breiden. Caesar had al veel hoge magistraturen ingevuld, maar had hierbij veel geld uitgegeven, vooral aan de spelen tijdens zijn magistratuur als aedilis, maar daarnaast had hij ook nog erg veel schulden. Hij wilde glorie vinden en zich verrijken in een militaire veldtocht om meer macht te krijgen dan Pompeius, de enige die meer macht had dan hij.

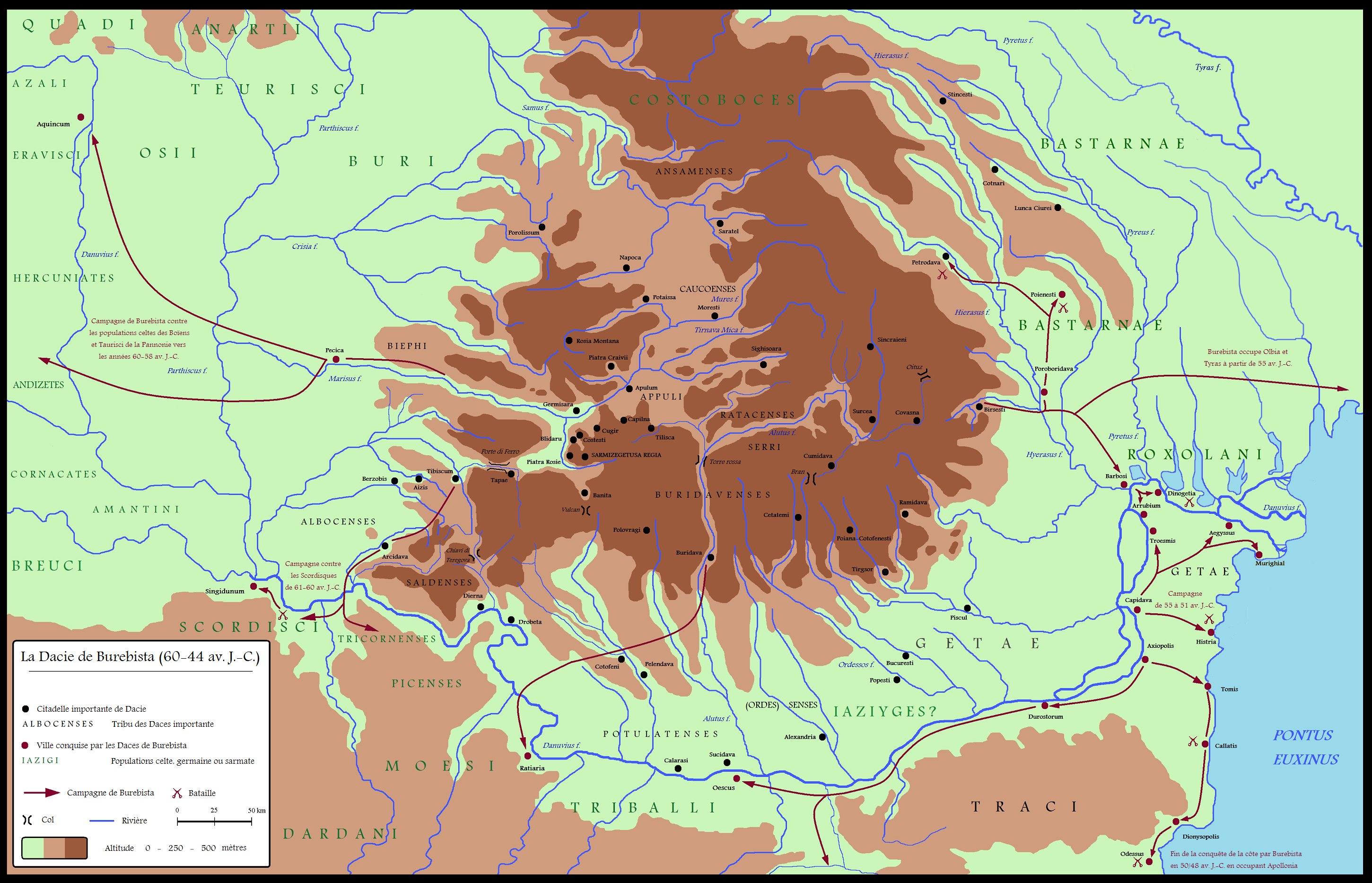
De Dacische veldtochten van Boerebista

Het Dacische grondgebied was enorm vergroot tussen 61 en 58 v.Chr. Boerebista, de koning van de Daciërs, was al bekend bij de Romeinen doordat hij twintig jaar eerder een Romeins leger verslagen had. In 71 v.Chr., tijdens de Derde Mithridatische Oorlog, had hij een Romeins leger onder leiding van Gaius Antonius Hybrida verslagen bij Istrië. Het Dacische leger was toen Caesar proconsul werd echter bruusk gestopt verder te gaan, waarschijnlijk bang voor een andere Romeinse tussenkomst. Daarom keerde Boerebista terug naar Transsylvanië, waarna hij de Griekse stad Olbia belegerde en vernietigde in 55 v.Chr.

### Gallië
Nu de Dacische dreiging weg was, richtte Caesar zijn aandacht op Gallië. Dat hele gebied was verdeeld in verschillende stammen, waarvan sommigen Rome gunstig gezind waren, en daarom leek een verovering van dit land makkelijker dan een militaire campagne in Dacië. Caesar moest nu enkel nog wachten op een reden om zich te moeien met de Gallische aangelegenheden.
Toen Julius Caesar met zijn troepen Gallië binnenviel, vond hij een land bewoond door niet enkel Kelten, die het grootste deel van dat land bezetten, maar ook bewoond met Belgae (Belgische Galliërs, een verzameling van Keltische en enkele Keltisch-Germaanse volkeren), die sinds de 5e eeuw v.Chr. het noordoosten van Gallië bezetten. De Belgen waren misschien een niet-Indo-Europees volk, zoals de Ligures en de Raeti in het zuidoosten, of zoals de Iberiërs in het zuidwesten.

Heel Gallië is verdeeld in drie delen. In één daarvan wonen de Belgae, de Aquitani in een ander en in het derde diegenen die in hun eigen taal Celtae genoemd worden en in de onze Galli. Allen verschillen onderling in taal, instellingen en wetten. De Galliërs worden door de rivier de Garunna van de Aquitaniërs en door de Matrona en de Sequana van de Belgae gescheiden. De Belgae zijn de dappersten van allemaal, omdat ze het verst verwijderd zijn van de cultuur en de beschaving van de provincia en er slechts zeer zelden kooplui dingen komen brengen die bijdragen tot de verwekelijking van hun geesten, en omdat ze vlak bij de Germanen leven, die aan de andere kant van de Rijn wonen en met wie ze voortdurend oorlog voeren. Om die reden overtreffen ook de Helvetiërs de overige Galliërs in moed, omdat ze bijna dagelijks strijd voeren met de Germanen. Ze weren hen ofwel van hun eigen grondgebied, of voeren zelf oorlog op het grondgebied van de Germanen.
— Julius Caesar, Commentarii de Bello Gallico, I, 1

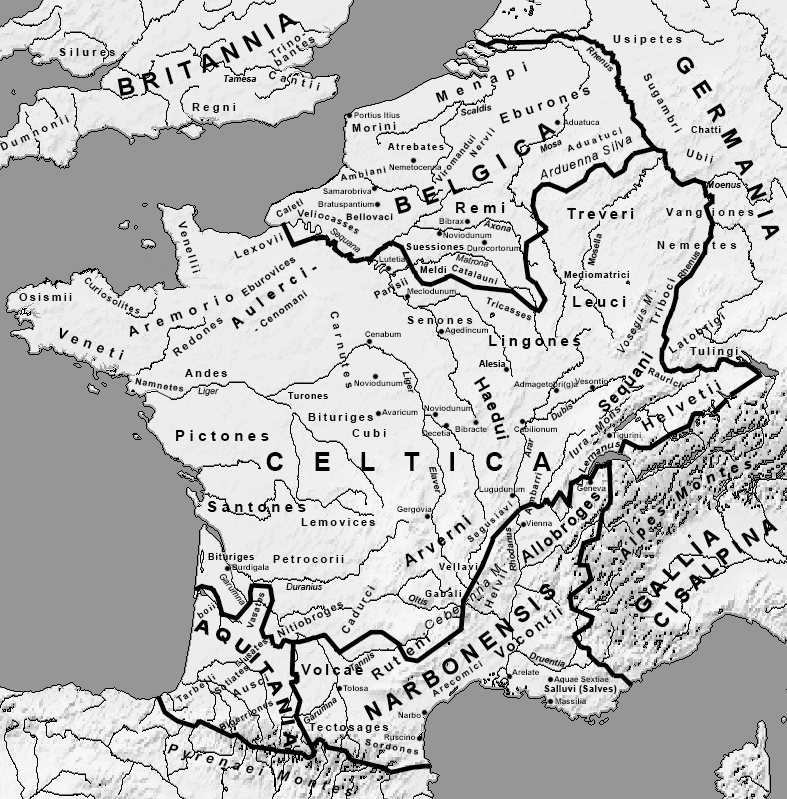
Kaart van de Gallische volkeren (1e eeuw v.Chr.)

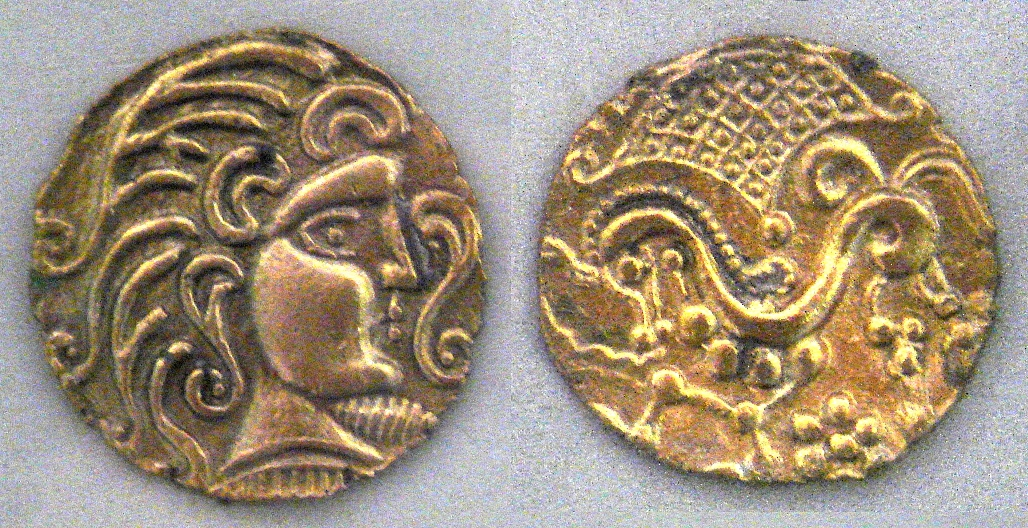
Goudstuk van de Parisii (1e eeuw v.Chr.)

De Galliërs deden aan intensieve landbouw en ze hadden al lange tijd belangrijke vorderingen gemaakt in de metallurgie. De Galliërs konden echter niet schrijven, ondanks de verspreiding van Grieken en Romeinen en de constructie van landroutes. Dit was een voorrecht voor de druïden, die het Griekse alfabet gebruikten. Voor de rest werd alles mondeling overgeleverd door de barden.

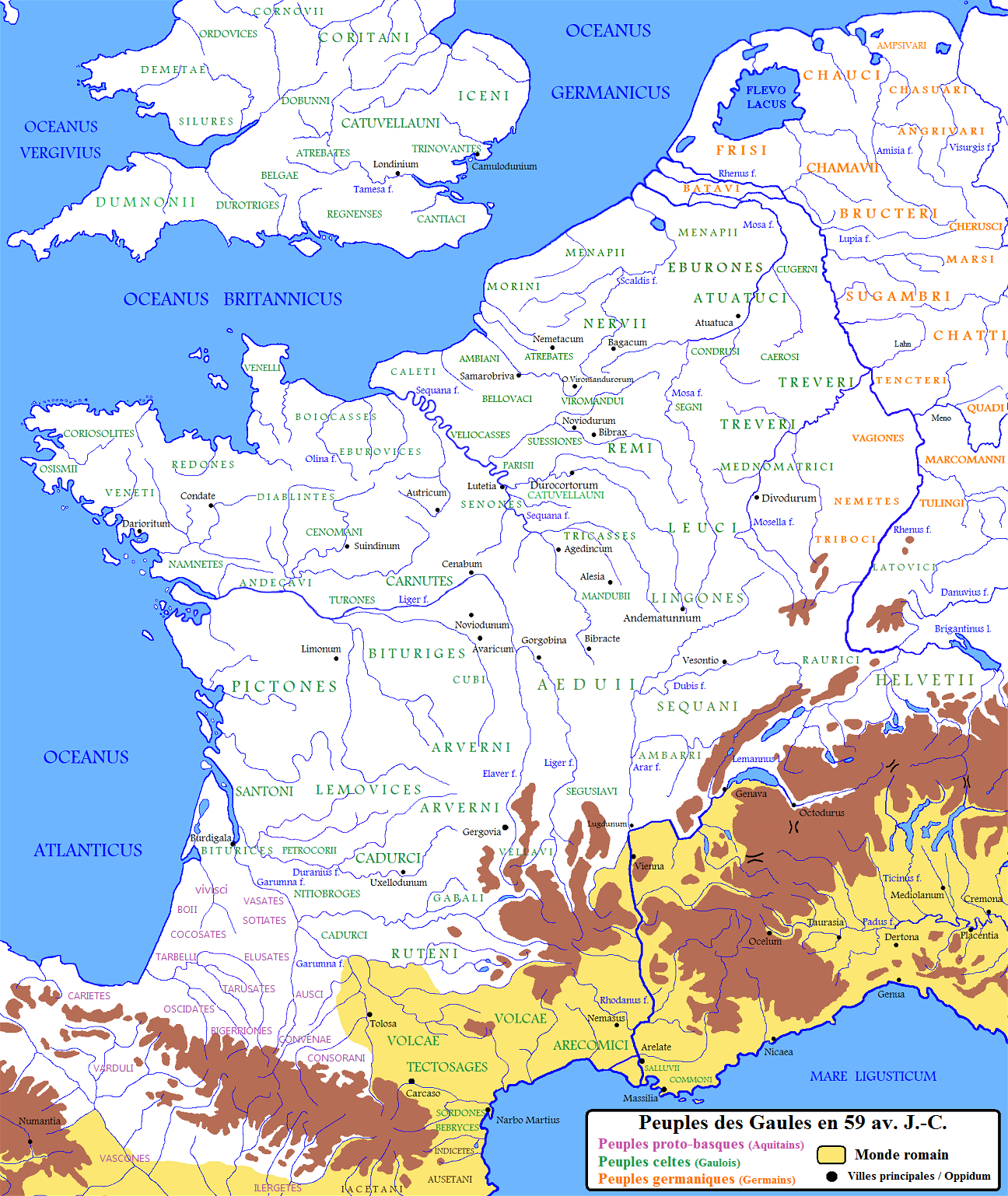
Gallië in 59 v.Chr

De Belgae werden nog steeds geregeerd door koningen, maar dat was in 121 v.Chr. bij de nederlaag van Bituitus, de koning van de Arverni, verdwenen uit Centraal-Gallië, waar de aristocratie nu heerste op basis van een feodaal systeem.
De druïden vormden een zeer machtige en invloedrijke bevolkingsgroep, terwijl de aristocraten de oorlogs- en bestuurszaken beheersten. De druïden konden een soort confederatie tussen de verschillende stammen gevormd hebben, waarin de sterkere stammen de rest hadden opgenomen. Gallië had echter nooit een echte politieke stabiliteit gekend: de stammen voerden dikwijls oorlog tegen elkaar (om nog niet te spreken over de conflicten binnen de stammen zelf), allianties werden gesloten en verbroken, en verschillende stammen deden een beroep op Germaanse huurlingen om tegen hun vijanden te vechten. Dit zorgde ervoor dat de Germaanse volkeren (zoals de Cimbri en de Teutones aan het einde van de 2e eeuw v.Chr.) vanaf 100 v.Chr. de Main, de Rijn of de Donau begonnen over de steken. De Suebi bijvoorbeeld staken in 61 v.Chr., onder leiding van Ariovistus, de Rijn over om hun bondgenoten, de Sequani te helpen, en versloegen de Aedui (bondgenoten van de Romeinen in het onafhankelijke Gallië) in de Slag bij Magetobriga. Ariovistus besloot om zijn 5000 man te vestigen op een derde van het gebied van de ongelukkige Sequani.

### Germaanse expansie en gevolgen voor Gallië
Tijdens hun trektocht door Germanië en Noricum verdreven de Cimbri de bevolking van de gebieden waar ze door trokken, waaronder een groot deel van de Keltische volkeren in Centraal-Europa en van de belangrijke Germaanse stam van de Suebi, die een enorm gebied in het noorden van Germanië bezetten. Aan het begin van de 1e eeuw v.Chr. ging een groot deel van de Suebi naar het zuidwesten en verdreven op hun beurt de Keltische volkeren in het westen van Germanië waarvan sommigen, ondanks hun tegenstand, naar andere gebieden moesten migreren:
- De Helvetii van Württemberg naar Raetia, samen met de Vindelici en Raeti
- Een deel van de Boii van de Bohemen naar Pannonia Superior, samen met de Taurisci, die naar Noricum gevlucht waren tijdens de invallen van de Cimbri
- De Rauraci van het Ruhrgebied naar het noorden van de gebieden van de Sequani, tussen de gebieden van de Mediomatrici, Latovici en Tulingi

Na hun mars naar de Agri decumates sloten de Suebi zich aan bij de Vangiones, met wie ze de Rijn bereikten tegen 65 v.Chr. In het noorden verzetten de Ubii zich echter tegen hen. Nu ze stevig gevestigd waren in de vallei van de Rijn, kwamen de Suebi en Vangiones in contact met de Sequani terwijl deze laatste en hun bondgenoten de Arverni in oorlog waren tegen de Aedui. De Sequani sloten een verdrag met de koning van de Suebi, Ariovistus, tegen de Aedui. Ondertussen moesten de Romeinen een opstand van de Allobroges in Gallia Narbonensis de kop indrukken. Als betaling voor hun militaire hulp koloniseerden de Germanen een groot deel van het gebied van de Sequani, die hun alliantie met hen verbroken en zich aansloten bij de Aedui om hen opnieuw te verdrijven. Toen de Gallische coalitie er niet in slaagde om de Germanen te verdrijven, deden de Aedui en Sequani een beroep op Rome.

## Voorwendsels
De migratie van de Helvetii was de reden die Caesar gebruikte om Gallië binnen te gaan. In 58 v.Chr. bevond Caesar zich nog in Rome toen hij hoorde dat alle Helvetii, zonder uitzondering, zich klaarmaakten om naar de westelijke regio's van Gallië te migreren (de Santones hadden zich al voorbereid op de aankomst van de Helvetii), en wilden daarvoor Gallia Transalpina doorkruisen, een van de twee mogelijke wegen voor de Helvetii. De doortocht van een volledige bevolking door een Romeinse provincie zou zonder twijfel slecht zijn voor de Romeinen en zou zelfs de Allobroges, die in deze regio leefden, kunnen aanzetten om in opstand te komen tegen de Romeinen. Bovendien zouden de gebieden die de Helvetii verlaten hadden ingenomen kunnen worden door de Germanen, die daardoor de gevaarlijke en krijgszuchtige buren van de Romeinen zouden worden.
Volgens Caesar was de reden voor de migratie van de Helvetii het feit dat er klimaatproblemen waren in hun leefgebied, de overbevolking en de afgelegenheid ervan:

[Orgetorix] wist de mensen te overtuigen met alles wat ze hadden hun grondgebied te verlaten: waren ze niet de dappersten van allemaal? Dus was het heel makkelijk om de macht over heel Gallië te veroveren. Hiervan wist hij de Helvetiërs des te gemakkelijker te overtuigen, omdat hun land aan alle kanten wordt ingeperkt door natuurlijke elementen. Aan de ene kant loopt de brede en diepe Rijn, die Helvetië van Germanië scheidt; aan de andere kant is er het hoge Jura-gebergte, dat tussen de Sequanen en de Helvetiërs ligt; en aan de derde kant bevinden zich het Meer van Genève en de Rhône, die onze Provincie scheidt van Helvetië. Het gevolg hiervan was dat ze minder breed konden uitzwermen en minder gemakkelijk hun buren de oorlog konden verklaren. Oorlogszuchtig als ze waren, vonden ze dit heel vervelend. Gezien hun bevolkingsomgang, oorlogsroem en reputatie van dapperheid was hun gebied te beperkt, meenden ze. Het was 240 mijl lang en 180 breed.
— Julius Caesar, Commentarii de Bello Gallico, II, 2

Orgetorix werd gekozen om de onderneming te leiden. Hij moest bondgenoten vinden in Gallië om zijn plan om gebieden te veroveren uit te kunnen voeren. Eerst deed hij een beroep op de Sequaan Casticus, de zoon van het oude stamhoofd Catamantaloedis, die de titel van "vriend van het Romeinse volk" gekregen had van de Romeinse senaat, waardoor hij de macht had kunnen grijpen onder zijn volk. Orgetorix deed daarna hetzelfde met de Aeduer Dumnorix, de broer van Diviciacus, het eigenlijke stamhoofd van de Aedui. Hij gaf hem zijn dochter als vrouw om de alliantie tussen de twee volkeren te versterken. Deze drie dachten dat ze geheel Gallië konden veroveren door hun krachten te bundelen. Het ging inderdaad om de machtigste volkeren van Gallië en omstreken. Het plan viel echter in duigen toen het complot van Orgetorix om zich tot koning van zijn stam uit te roepen ontdekt werd. Hij pleegde zelfmoord omdat hij niet levend verbrand wilde worden, wat een gebruik van zijn volk was.
Jérôme Carcopino beschouwt de alliantie tussen de Helvetii, Aedui en Sequani echter als een louter defensieve tegen de Germanen, en niet offensief tegen de andere Galliërs. Hij denkt dat het Rome was dat onraad begon te ruiken, en dat dit wantrouwen zich verspreidde over geheel Gallië.

## Verloop

### 58 v.Chr.: de Helvetii en de Germanen

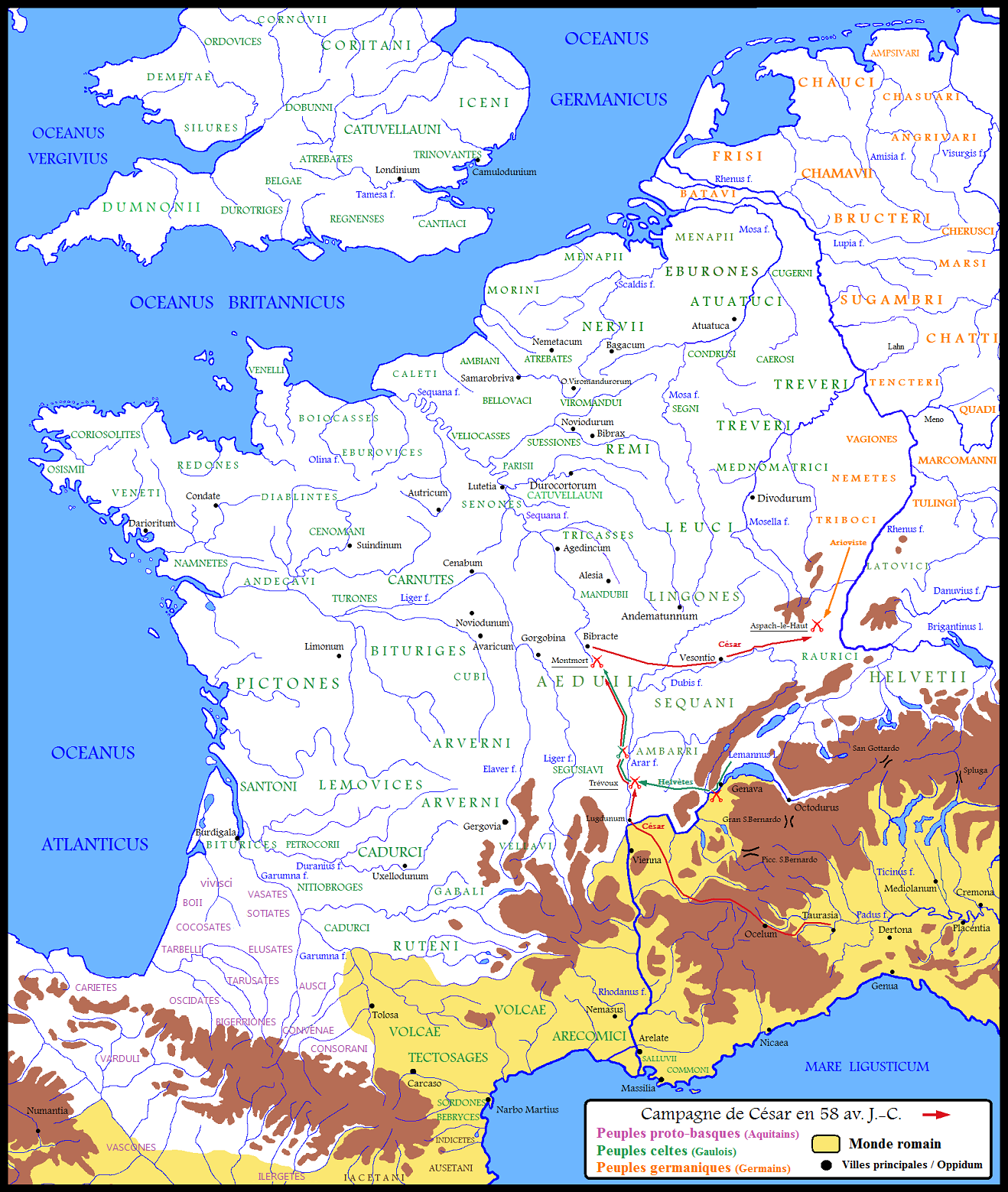
De campagne van Caesar in 58 v.Chr.

#### Veldtocht tegen de Helvetii en de Boii
Na de dood van Orgetorix verwoestten de Helvetii, nu geleid door Divico en vergezeld door enkele naburige stammen (de Rauraci, de Tulingi en de Latovici), hun dorpen en gewassen, en ze begonnen hun migratie zoals Orgetorix van plan was geweest, samen met hun nieuwe bondgenoot de Boii.
De Helvetii konden door het gebied van de Sequani trekken, maar dit zou een lange weg worden door het Juragebergte en over de Rhône. Ze konden ook door Gallia Transalpina trekken, een gemakkelijkere weg voor zo'n grote groep mensen, maar daarvoor moesten ze passeren langs Genua (nu Genève), de laatste stad van de Allobroges, bondgenoten van Rome. Ze kozen deze tweede optie en ze begonnen hun migratie op 28 maart 58 v.Chr.

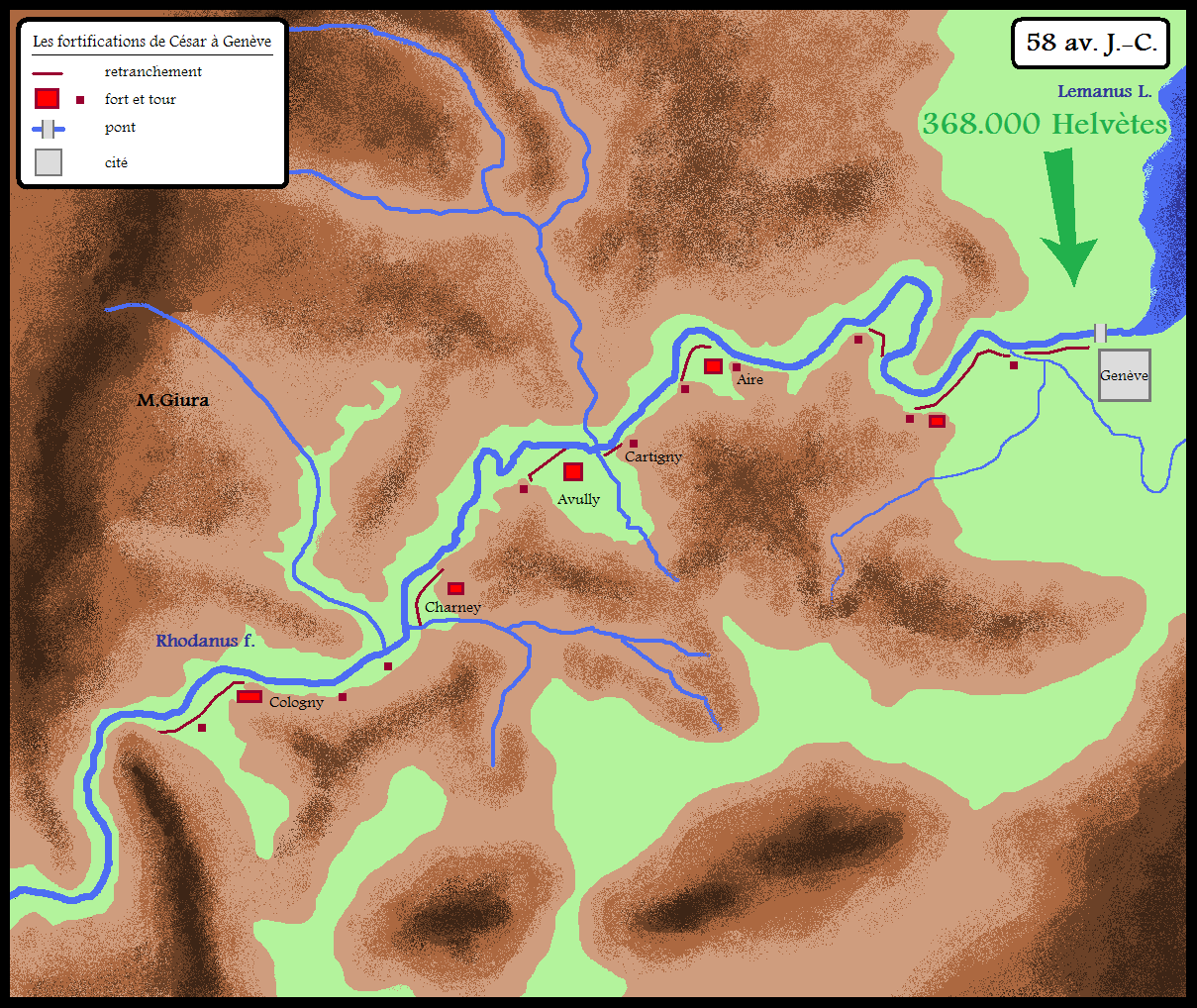
Fortificaties van Caesar bij Genève

Julius Caesar en Titus Labienus, die ingelicht waren over hun bedoelingen, haastten zich naar Gallia Transalpina. Ze bereikten Genua in het begin van de maand april. Eerst beval de proconsul de bouw van een brug over de Rhône, om zo de oversteek over de rivier makkelijker te maken. De legioenen moesten zich naar Gallia Transalpina haasten, samen met auxilia. Dit waren de drie legioenen uit Illyrië (Legio VII Claudia, Legio VIII Augusta en Legio IX Hispana) en de twee in Gallia Cisalpina (Legio XI Claudia en Legio XII Fulminata). Op dat moment had Caesar tijd nodig, want hij enkel Legio X Gemina onder zijn bevel. Een legioen kon in geen geval de volledige migrerende bevolking van 368.000 mensen stoppen, waaronder 92.000 krijgers volgens Caesar. Volgens moderne historici is dit aantal echter overdreven. Ook andere auteurs uit de oudheid geven een ander aantal. Appianus praat bijvoorbeeld over 200.000 mensen.
Helvetische ambassadeurs gingen naar Caesar om de toelating om de weg door de Romeinse provincie te nemen te vragen. Caesar antwoordde dat hij nog tijd nodig had om erover na te denken. Hij zei dat ze moesten terugkeren op 13 april om zijn antwoord te horen. Eigenlijk had hij helemaal niet de bedoeling om de Helvetii door te laten, want hij dacht dat de stam de gebieden waar ze doorheen trokken zouden plunderen. Caesar gebruikte de gewonnen tijd om Legio X een vijf meter hoge muur van 25 km lang te laten bouwen, met daarvoor een greppel. De muur reikte van het Meer van Genève tot aan het Juragebergte, waardoor de Helvetii niet meer door het Romeinse gebied konden trekken. Hij plaatste verder ook verschillende garnizoenen in de forten die verspreid waren over de muur. Op 13 april waren de werken afgelopen. Toen de ambassadeurs terugkwamen, weigerde Caesar hen de doorgang. Dat de Helvetii tot dan toe nog steeds geen vijandelijkheden waren begonnen, is volgens Jérôme Carcopino een bewijs van hun goede trouw. Volgens Caesar probeerden de Helvetii daarna tevergeefs de muur te doorbreken. Carcopino beschouwt deze aanval als een pure uitvinding van Caesar en denkt dat de Helvetii onmiddellijk naar de Sequani gingen om daar de toelating te vragen om door hun gebied naar Gallië te trekken. Deze toestemming kregen ze.
Daardoor kon Caesar eigenlijk de migratie van de Helvetii laten voor wat ze was omdat ze niet door het Romeinse grondgebied getrokken waren. Omdat ze echter later misschien voor problemen zouden kunnen zorgen, of omdat hij al lang oorlog wilde voeren in Gallië en omdat hij niet opnieuw wilde wachten op een goede reden om er een te beginnen, besloot Caesar om te reageren. In zijn Commentarii de Bello Gallico geeft hij verschillende redenen om zijn actie te rechtvaardigen:
- De eerste reden is dat de Helvetii door het gebied van de Sequani en de Haedui trokken om dan naar het gebied van de Santones te gaan, buren van de Romeinse stad Tolosa (Toulouse), waardoor ze niet enkel een bedreiging voor Gallia Transalpina zouden vormen, maar ook een voor Hispania Citerior. Carcopino verwerpt deze veronderstelling echter aangezien het gebied van de Helvetii waar ze vandaan kwamen slechts op enkele kilometers lag van de Romeinse grens, en dat het gebied waar ze naartoe wilden trekken bijna 200 km verwijderd lag van Tolosa.[27]
- De tweede reden is dat de Helvetii in 107 v.Chr. niet enkel een Romeins leger verslagen hadden, maar ook consul Lucius Calpurnius Piso, grootvader van de schoonvader van Caesar, gedood hadden.
- De derde reden is overtuigender. Deze reden werd door de Helvetii zelf gegeven, want ze plunderden de gebieden van de Aedui, "vrienden en bondgenoten van het Romeinse volk", die daarom Caesar vroegen om tussenbeide te komen.[31]

Deze interventie werd aangedreven door Caesars eigen politieke ambities, maar ook voor economische redenen. De Romeinen waren immers bondgenoten van enkele Gallische stammen, waarvan de Aedui en de Lingones de belangrijksten waren. Caesar liet enkele cohorten achter om de verdedigingsmuur te bewaken onder leiding van Titus Labienus. Zelf vertrok hij om de Helvetii te achtervolgen met vijf volledige legioenen. De Helvetii hadden het grondgebied van de Sequani al overgestoken en plunderden nu dat van de Aedui, wat ervoor zorgde dat zij een beroep deden op Rome. Volgens Carcopino bereidde Caesar zich voor in Lugdunum (Lyon) om de Helvetii in de rug aan te vallen. Volgens hem was hij ook blij met de roep om hulp van de Aedui, aangezien hij nu zijn verovering van Gallië kon beginnen.

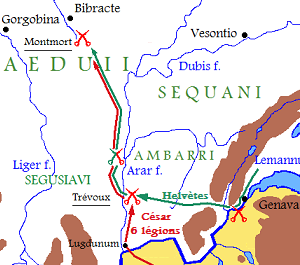
Veldtocht van Julius Caesar tegen de Helvetii (58 v.Chr.)

De eerste confrontatie vond plaats bij de Arar (de Saône) in het begin van juni. De Helvetii waren aan het proberen deze rivier over te steken. Caesar viel de Helvetii die de rivier nog niet overgestoken hadden aan. Ze waren verrast en stonden wanordelijk door elkaar. Terwijl een groot aantal Helvetii gedood werd, stond het andere deel hulpeloos toe te kijken vanaf de andere oever. Na dit gevecht liet Caesar een brug op de Arar bouwen om het andere deel van het leger te achtervolgen. Daarom zonden de Helvetii twee stamhoofden naar Caesar om te onderhandelen (de ambassade stond onder leiding van Divico, degene die de Romeinen in 107 v.Chr. verslagen zou hebben volgens Caesar en Carcopino, maar dit kan natuurlijk in twijfel getrokken worden). Hij zei Caesar dat zij bereid waren om, zonder zich te onderwerpen, naar het gebied te gaan dat Caesar hen zou bevelen naartoe te gaan, in ruil voor vrede. Caesar vroeg gijzelaars en vroeg dat de Helvetii de schade die ze berokkend hadden aan de bondgenoten van Rome zouden herstellen. Divico verwierp dit voorstel echter.
Gedurende twee weken volgde Caesar met Labienus, die zich weer bij hem had gevoegd, de Helvetii naar het noorden, en er vonden enkele schermutselingen plaats tussen enkele cavalerie-eenheden van beide zijden. De eerste schermutseling vond plaats tussen 4000 Romeinse cavaleristen en 500 Helvetische. Ondanks hun numerieke overwicht werden de Romeinen teruggedreven. Ondertussen werd duidelijk dat de bondgenoten van Rome, vooral de Aedui, die de eigenlijke oorzaak van de oorlog waren, onwillig waren om Caesar te helpen. De hoofdmagistraat (vergobretus) van de Aedui, Liscus, zei dat hij Dumnorix ervan verdacht de macht te willen grijpen onder zijn volk, om een anti-Romeinse invloed uit te oefenen onder hen en om nauwe banden te onderhouden met de Helvetii. Caesar besloot om zich hier niets van aan te trekken, want hij was de broer van Diviciacus, een belangrijke bondgenoot die Caesar niet van zich wilde vervreemden. Toch hield hij nu een oogje in het zeil bij hem. Nadat ze de Helvetii veertien dagen lang achtervolgd hadden, gingen Caesar en Labienus naar Bibracte, de hoofdstad van hun Aeduïsche bondgenoten, om hier de beloofde voorraden te ontvangen van hun bondgenoten. Hierdoor konden de Helvetii hun reis verder zetten, maar ze draaiden zich om en vielen de Romeinen aan.

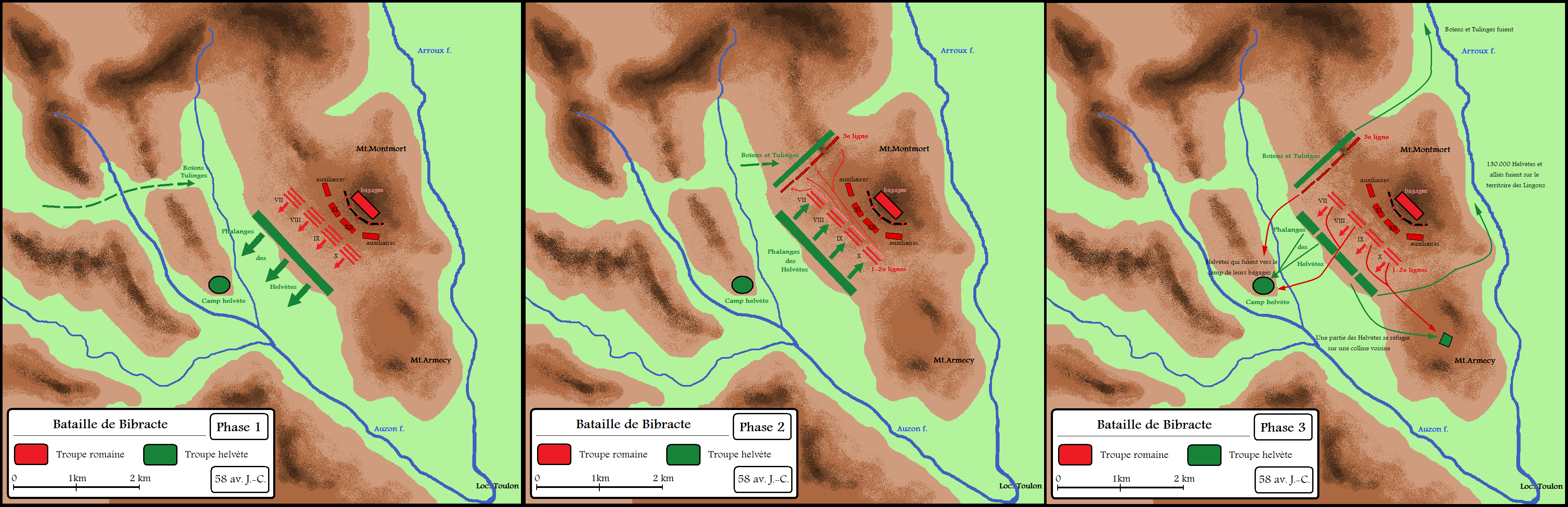
De Slag bij Bibracte in drie fases. De Romeinen onder leiding van Julius Caesar en Titus Labienus stonden tegenover de Helvetii, Boii en Tulingi.

De Slag bij Bibracte begon rond de middag. Ongeveer 40.000 Romeinen en auxilia stonden tegenover maximum 92.000 Galliërs, misschien zelfs maar half zoveel. Eerst verdreven de Helvetii de Romeinse cavalerie, waarna de Romeinen op hun beurt hun tegenstanders verdreven, die zich daarop terugtrokken op een berg. Op dat moment kwamen de Boii en de Tulingi aan op het slagveld. De Galliërs hadden zich teruggetrokken achter hun wagens en het gevecht duurde tot diep in de nacht. 130.000 Helvetii konden zich terugtrekken en bereikten het gebied van de Lingones, waar ze zich overgaven. De anderen werden tot op de laatste man afgeslacht. Volgens Appianus was het Titus Labienus die de Romeinse troepen aanvoerde terwijl Julius Caesar een andere stam versloeg. Volgens Carcopino werd de beslissende slag geleid door Caesar. Volgens hem zou hij de Helvetii hebben laten gaan, omdat hij ze niet allemaal had willen doden.
Caesar stuurde de Helvetii terug naar het gebied waar ze vandaan kwamen om te voorkomen dat een land dicht bij Rome verlaten zou blijven en dat de Germanen zich er meester van zouden maken. Dit was waarschijnlijk ook om zich populairder te maken door zijn genade te tonen. Enkel de Boii (ongeveer 20.000 mensen) plaatste hij bij de Loire in Gorgobina, maar ze waren nu vazalstaten van de Aedui geworden. Volgens Caesar keerden er van de 368.000 migranten ongeveer 110.000 terug naar hun grondgebied, hoewel ook van deze aantallen de helft kan worden genomen.

#### Veldtocht tegen de Germanen van Ariovistus

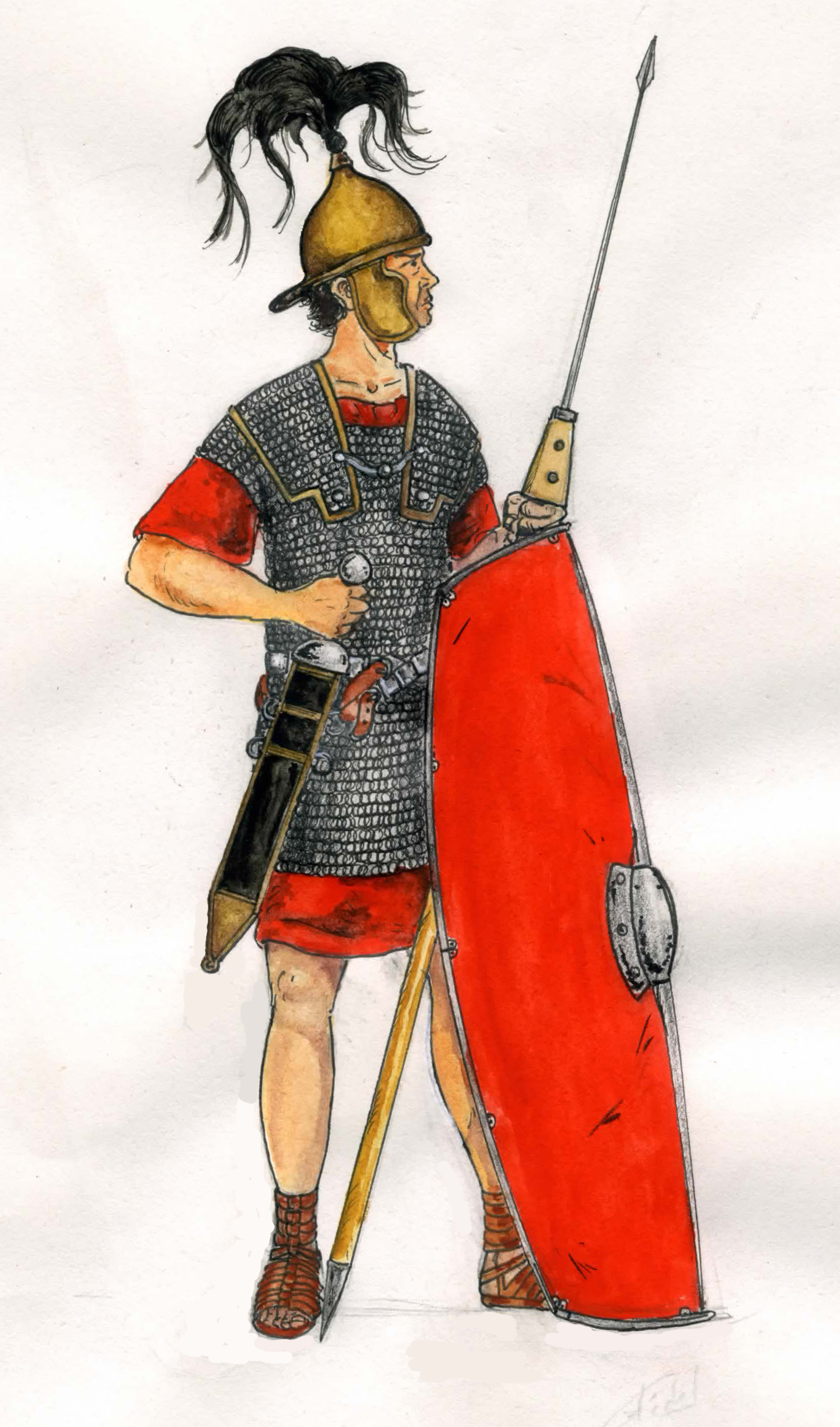
Romeinse legionair in het midden van de 1e eeuw v.Chr.

Na de oorlog tegen de Helvetii stuurden bijna alle volkeren van Gallië ambassadeurs naar Caesar om hem te feliciteren voor zijn overwinning. Ze vroegen hem ook om een algemene vergadering te beleggen, want de recente overwinning luidde officieus het begin in van de heerschappij van Rome en Caesar over de Galliërs. Caesar gebruikte deze vergadering slechts om de goedkeuring van de Galliërs te krijgen om de Germaanse indringers van Ariovistus aan te vallen.
Het lijkt erop dat Ariovistus de Rijn had overgestoken met de Suebi in ongeveer 72 v.Chr. De Germanen staken geleidelijk de Rijn over waardoor er zich nu bijna 120.000 Germanen in Gallië bevonden. De Aedui en hun bondgenoten hadden gevochten tegen de Germanen en hun Gallische bondgenoten, de Arverni en de Sequani, maar waren verslagen. Door deze nederlaag hadden ze ook een groot deel van hun adel verloren. Het waren nochtans vooral de Sequani die te lijden hadden onder de Germaanse invasie, want Ariovistus eiste een deel van hun grondgebied op voor zijn eigen stam en 24.000 Harudes, een andere Germaanse stam. Zo vestigden de Germanen zich geleidelijk in Gallië, waar de grond veel vruchtbaarder was dan aan de andere kant van de Rijn.
Hierna sloten de Sequani zich aan bij de Aedui en andere Gallische volkeren om hen het hoofd te kunnen bieden. Op 15 maart 60 v.Chr. kwam het tot een bloedige slag: de Slag bij Magetobriga. Na deze slag maakte Ariovistus zijn Gallische tegenstanders tot een soort vazallen. Daarna zonden de Aedui ambassadeurs naar Rome om hen om hulp te vragen. De Senaat besloot om tussenbeide te komen en kon Ariovistus laten stoppen met zijn veroveringstocht in Gallië dankzij de tussenkomst van Julius Caesar, die toen consul was. Hij gaf Ariovistus de titel van "vriend van het Romeinse volk".
De Germaanse koning begon echter opnieuw zijn Gallische buren lastig te vallen, wat ervoor zorgde dat ze weer een beroep deden op Caesar, de overwinnaar van de Helvetii. Ze dachten dat hij de enige was die Ariovistus kon tegenhouden om opnieuw de Rijn over te steken aan het hoofd van een leger, en dat hij de enige was die Gallië kon verdedigen tegen de Germaanse koning.
Julius Caesar besloot om de Germaanse dreiging het hoofd te bieden, want hij dacht dat het gevaarlijk zou zijn om de Germanen de Rijn te laten oversteken naar Gallië in groten getale, en hij dacht dat als Gallië eenmaal veroverd was, de Germanen ook Gallia Transalpina en Italië zelf zouden innemen, zoals de Cimbri en de Teutones in ongeveer 100 v.Chr. geprobeerd hadden. Eerst stuurde Caesar ambassadeurs naar Ariovistus, maar deze weigerde om een gesprek te voeren op Gallische bodem, en zei dat Caesar en de Romeinen zich niet moesten bemoeien met de Germaans-Gallische oorlogen. Verder zou hij zijn recht om op het veroverde gebied van Gallië te blijven behouden.
Caesar stuurde daarom een ultimatum naar de Germaanse koning, niet in de hoop om hem weg te jagen, maar om hem te irriteren zodat de oorlog verklaard zou worden. Hij zei dat als hij de volgende voorwaarden niet zou naleven, hij niet meer beschouwd zou worden als "vriend van het Romeinse volk":
- Hij mocht geen Germanen meer over de Rijn naar Gallië brengen
- Hij moest de gijzelaars van de Aedui en Sequani teruggeven
- Hij mocht geen oorlogen meer voeren tegen de Aedui en hun bondgenoten

Als hij deze eisen zou weigeren, zou Caesar aan de Senaat kunnen voorleggen dat hij als proconsul de Aedui en hun bondgenoten had verdedigd in naam van Rome. Ariovistus antwoordde zonder enige angst op dit ultimatum dat de Aedui zijn vazallen waren geworden door de oorlog. Hij daagde Caesar uit om te vechten, en hij herinnerde hem eraan dat zijn troepen tot op dat moment nog nooit verslagen waren. Verder is het ook mogelijk dat het Germaanse leger nog aangevuld werd met andere Suebi uit Germanië zelf.
Ariovistus begon met zijn leger te marcheren richting Vesontio (Besançon), de belangrijkste stad van de Sequani. Dit was genoeg reden voor Caesar om een oorlog te beginnen, en hij ging op zijn beurt met zijn leger met een geforceerde mars naar het Gallische oppidum voor de Germaanse koning het bereikte. Toen hij aangekomen was in de stad plaatste hij er een garnizoen. Eenmaal in Vesontio panikeerde het Romeinse leger in het vooruitzicht van de strijd met de Germanen, wier leger dag na dag groeide. Dit waren dezelfde Germanen als zij die gedurende 10 jaar Italië hadden bedreigd totdat de Romeinse generaal Gaius Marius, de schoonvader van Caesar, de situatie weer veilig stelde. Caesar sprak zijn troepen toe om hen opnieuw moed in te spreken.

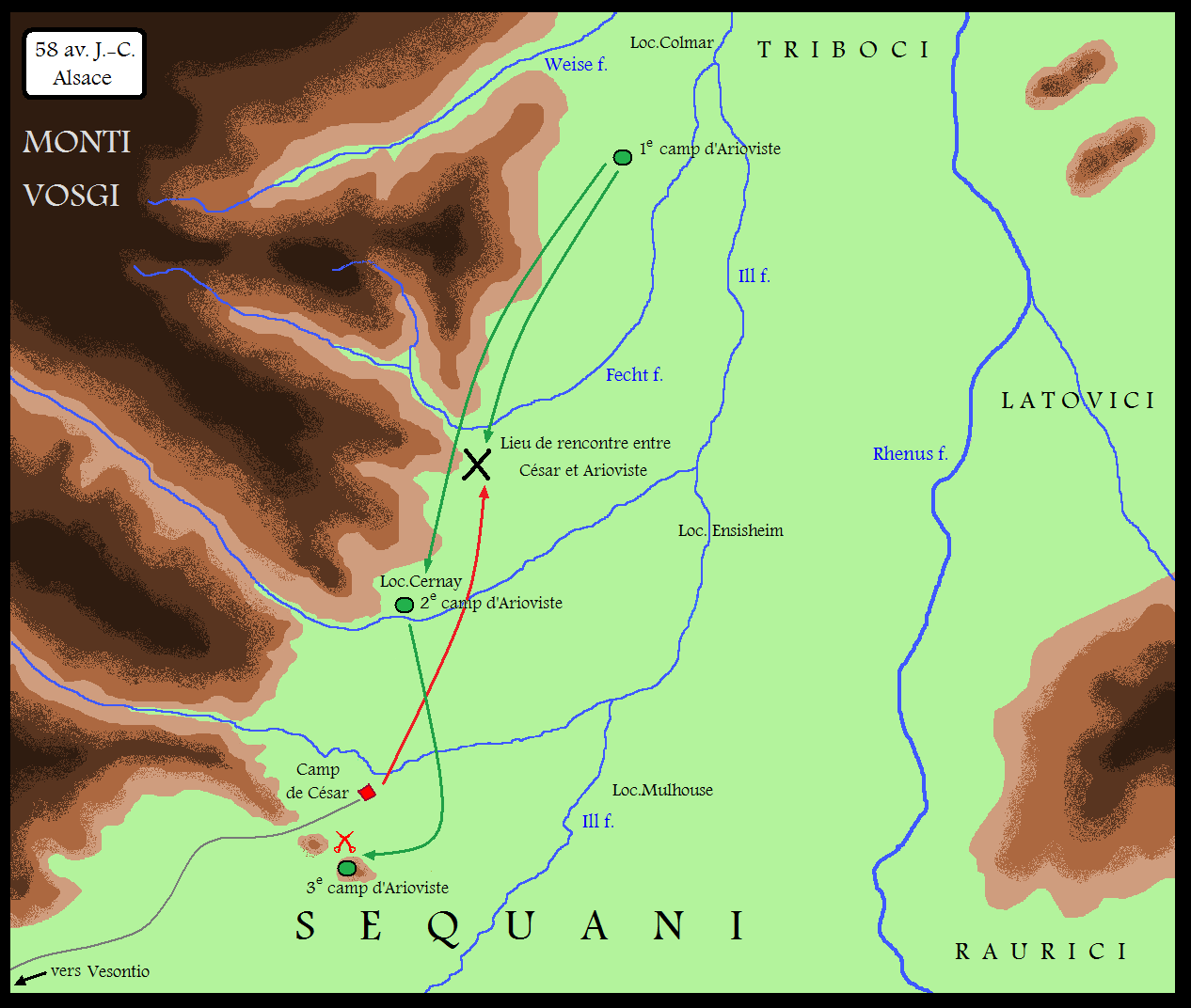
De veldtocht in de Elzas

In het begin van augustus hervatte Caesar zijn opmars tegen Ariovistus, die zich op een afstand van 35 km van hem bevond. De Germaanse koning vroeg een gesprek met Caesar op een vlakte in het midden van de twee kampen. Caesar herhaalde zijn voorwaarden die hij eerder voorgesteld had, maar Ariovistus zei dat hij de Aedui eerlijk verslagen had op het slagveld, en dat hij daardoor de macht had om vazallen van hen te maken. Caesar trok zich hier niets van aan, misschien omdat de Germaanse cavaleristen die Ariovistus vergezelden de lijfwacht van Caesar bedreigd hadden, en daarmee hielden de onderhandelingen op.
Ariovistus verplaatste zijn kamp en zette het dichter bij dat van Caesar op, nu op 9 km afstand in plaats van de 35 km van daarvoor. De volgende dag liet hij zijn leger door het bos marcheren om zo de bevoorradingslijnen van de Romeinen af te snijden. Hierdoor bevond hij zich nu op niet meer dan 3 km van de Romeinen. Er vonden verschillende schermutselingen plaats tussen de twee kampen, maar Ariovistus weigerde om een veldslag te leveren en stuurde 6000 cavaleristen en evenveel infanteristen om het Romeinse leger leger telkens opnieuw aan te vallen. Na verschillende dagen vol schermutselingen besloot Caesar om een tweede kamp dichter bij de Germanen op te zetten. Hij bouwde ook versterkingen om de Germanen ervan te weerhouden om dit nieuwe kamp aan te vallen. Dit leidde tot nieuwe gevechten, waarin velen sneuvelden, en waarin de Germanen bijna de Romeinse kampen konden veroveren.

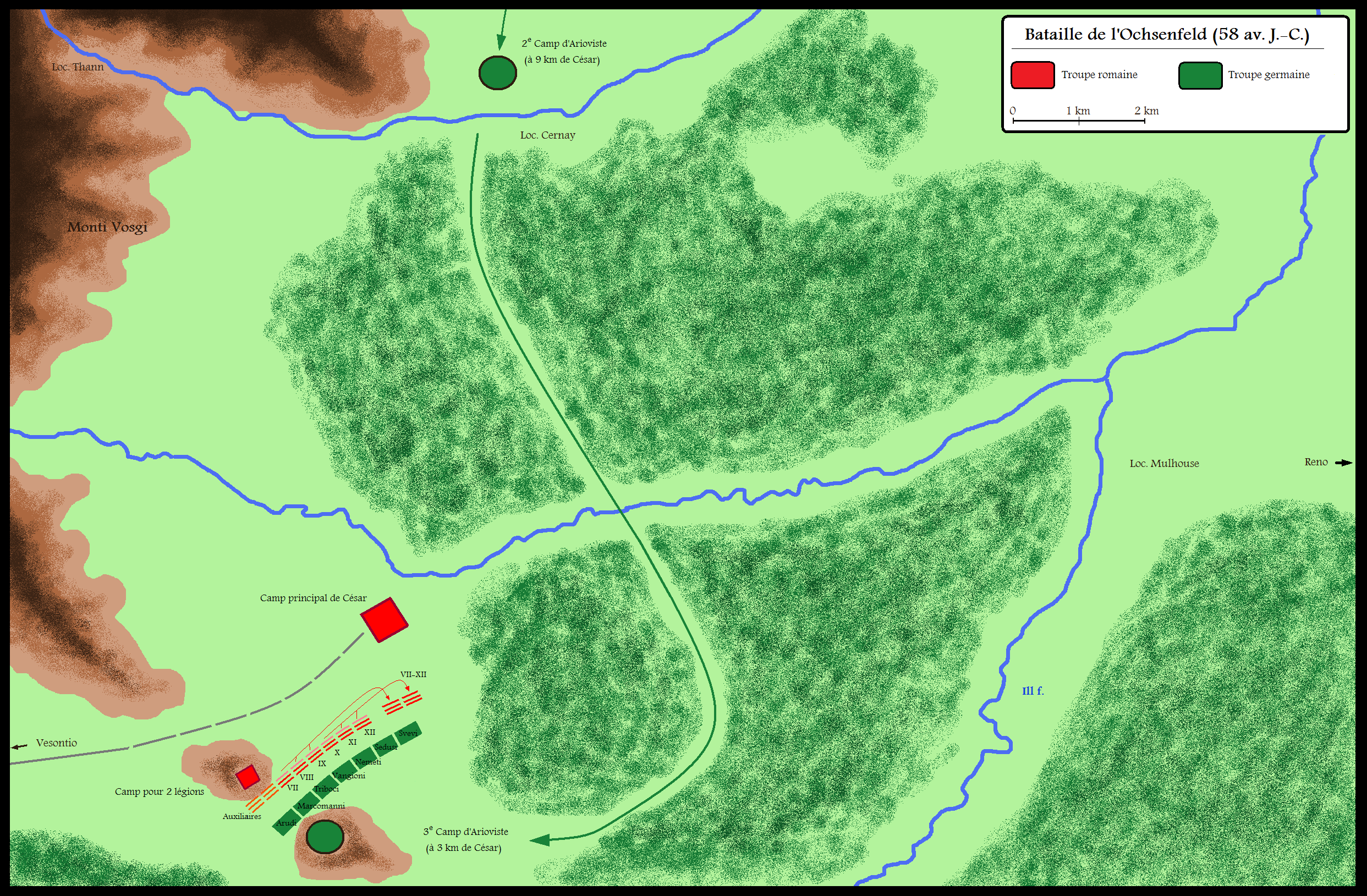
De Slag bij Vesontio. Julius Caesar stond hier tegenover de Germaanse koning Ariovistus.

De afloop van deze oorlog werd de volgende dag beslist. Caesar stelde zijn troepen op. Hij plaatste de auxilia voor het tweede kamp, en de zes legioenen voor het eerste kamp in drie linies. Daarna liet hij zijn leger van ongeveer 35.000 man opmarcheren tegen Ariovistus, die zijn leger van hooguit 70.000 man opgesteld had volgens stam: de Harudes, Marcomanni, Triboci, Vangiones, Nemetes, Sedusii en Suebi. Rond het Germaanse leger stonden verschillende karren om te voorkomen dat sommigen zouden wegvluchten van het slagveld.
De Slag bij Vesontio begon in de herfst op de vlakte van de Elzas. Het gevecht begon op de Romeinse rechterflank en ontplooide zich al snel tot een woest man-tot-man gevecht. Volgens Caesar liepen de Germanen zo snel naar de Romeinen toe dat ze niet de tijd hadden om hun pila (werpsperen) te werpen voor het gevecht. De Germanen hergroepeerden zich daarna in een dichte opstelling. Ze werden teruggedreven op de rechterflank, maar drukten zelf de Romeinen terug op de linkerflank. Een jonge luitenant van Caesar die de cavalerie leidde, Publius Crassus, nam het initiatief de derde linie te sturen om de linkerflank tot hulp te komen. Deze manoeuvre resulteerde in een Romeinse overwinning. Vanaf dat moment werd de rest van het Germaanse leger afgeslacht, net zoals een deel van de vrouwen en kinderen. De rest moest zich terugtrekken naar de overkant van de Rijn, zoals Ariovistus zelf, die de rivier kon oversteken op een boot. Dit zou de natuurlijke grens voor de volgende vier/vijf eeuwen worden tussen de Germanen en het Romeinse Rijk.
Appianus spreekt over 80.000 gesneuvelden aan de zijde van de Germanen, ook Carcopino beschouwt dit als waarschijnlijk.
Volgens de legende zou een gewonde Suebische krijger die opgevangen werd door een molenaar de stad Mulhouse gesticht hebben.
Caesar voegde na deze overwinning de veroverde gebieden van de Germanen toe aan zijn eigen provincies. Nadat hij een einde had gemaakt aan de veroveringsdromen van de Helvetii en de Germanen in een enkele campagne, kwartierde hij zijn leger in voor de winter bij de Sequani. Hierna keerde hijzelf terug naar Gallia Cisalpina om de binnenlandse problemen af te handelen, terwijl hij Titus Labienus de leiding gaf over zijn legioenen. Deze veldtocht werd enkel en alleen gevoerd door de Romeinse legioenen, wat Caesar een onweerlegbaar recht gaf op de heroverde gebieden, maar hij koos ervoor om dit noch te weigeren, noch te verkondigen.
In Rome reageerden de conservatieven verontwaardigd op de oorlog van Caesar. Zijn gevecht tegen Ariovistus, die een "vriend van het Romeinse volk" was, wat toegekend was tijdens het consulaat van Caesar, zorgde ervoor dat Cato zei dat Caesar als compensatie voor dit verraad afgeleverd moest worden aan de Germanen. Caesar rechtvaardigde zijn interventie in zijn Commentarii door Ariovistus af te schilderen als zeer agressief. Caesar schreef zelfs dat Ariovistus zei dat als hij Caesar zou doden, hij veel belangrijke Romeinse politici daarmee een dienst zou bewijzen; hij zou met zijn dood hun vriendschap kunnen kopen."

### 57 v.Chr.: onderwerping van Gallia Belgica

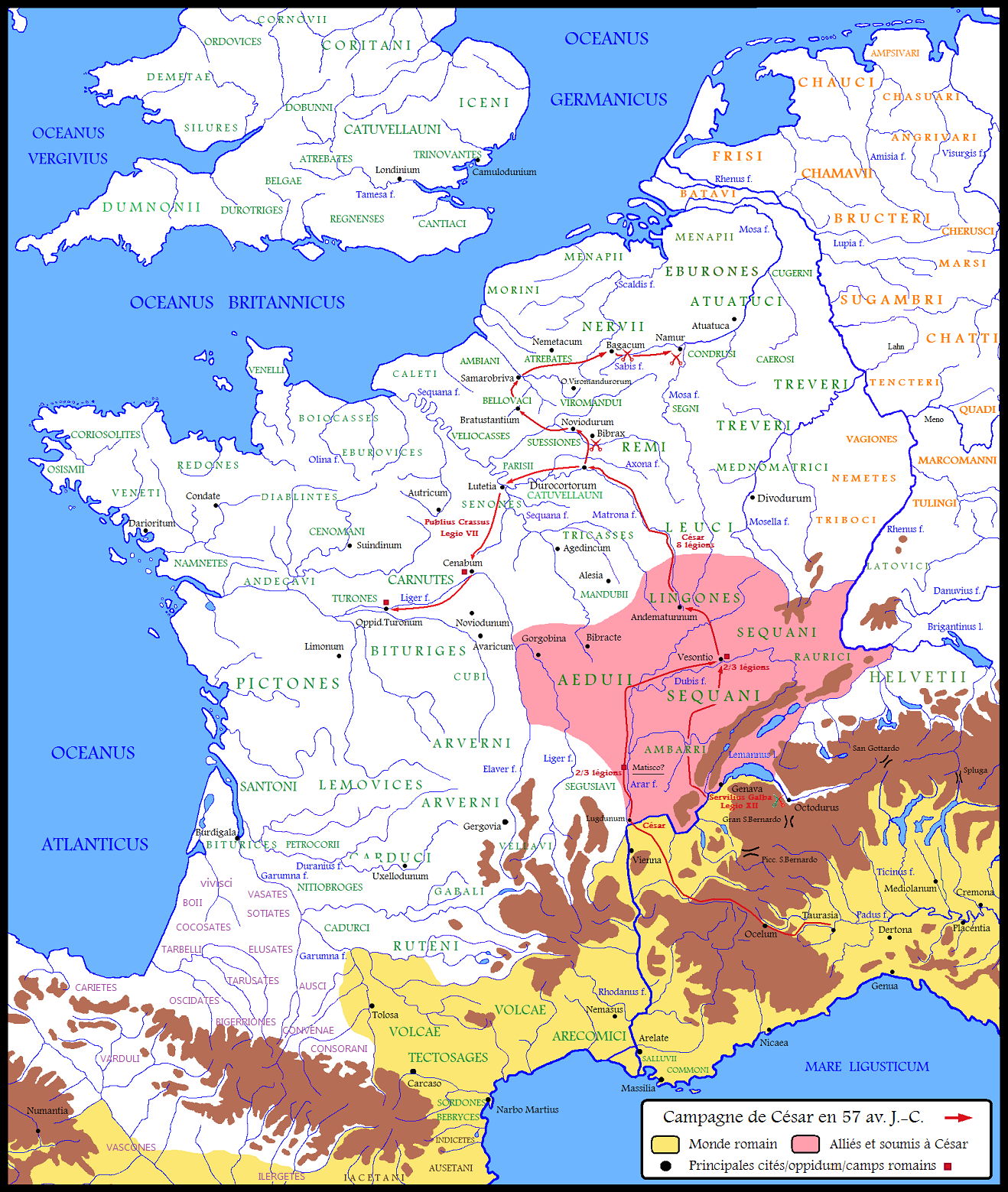
De campagne van Caesar in 57 v.Chr.

#### Veldtocht tegen de Belgae
Nu er komaf gemaakt was met de dreiging van Ariovistus werd de oude vijandigheid tussen de Gallische stammen hernomen en ook de intolerantie tegenover de Romeinse bezetting. In deze situatie sloten verschillende Galliërs zich aan bij de Belgae, die zich op hun beurt ook verenigden tegen Rome. Caesar, die zich op dat moment in Gallia Cisalpina, werd geïnformeerd over deze alliantie door Titus Labienus, de commandant van de Romeinse legioenen in Gallië. De Belgae wisselden eden uit en sloten zich aan bij elkaar tegen Rome, in het geloof dat als deze laatste Gallië uiteindelijk onder controle had, hij zich tegen hen zou keren. Ook de vraag van enkele Gallische volkeren die geen voorstanders waren voor het feit dat de Romeinse legers overwinterden op hun grondgebied gaf hen moed.
De Belgae hadden de reputatie om de moedigste van heel Gallië te zijn: het waren de enigen die de vreselijke invasie van de Cimbri en de Teutones hadden kunnen tegenhouden, terwijl deze de rest van Gallië doorkruisten en Rome zelf op zijn grondvesten liet daveren. Hun overwinning gaf de andere Galliërs volgens Caesar stof tot nadenken.
Nadat hij teruggekeerd was in Gallië (waarschijnlijk in Vesontio, de hoofdstad van de Sequani) met twee nieuwe legioenen (Legio XIII Gemina en Legio XIV Gemina), ontving Caesar het nieuws dat alle Belgische stammen hun troepen hadden verzameld in een enkel leger. Enkel de Remi, die op de grens met Gallië woonden, sloten zich niet aan bij de alliantie tegen Caesar. Het Belgische leger stond onder leiding van een zekere Galba (of Adra volgens Cassius Dio), de koning van de Suessiones. Ze werden verder ook nog gesteund door enkele Germaanse troepen.
Caesar geeft een gedetailleerde lijst van alle volkeren die zich aangesloten hadden bij deze coalitie. In totaal besloeg het leger volgens hem 306.000 krijgers, verdeeld als volgt: de Bellovaci (60.000), de Suessiones (50.000), de Nervii (50.000), de Morini (25.000), de Atuatuci (19.000), de Atrebates (15.000), de Ambiani (10.000), de Caleti (10.000), de Veliocasses (10.000), de Viromandui (10.000), de Menapii (9000), en verder nog 40.000 Germanen (de Condrusi, de Eburones, de Caerosi en de Paemani). Het is echter mogelijk dat deze aantallen overdreven zijn.
Caesar liet na vijftien dagen gemarcheerd te hebben met onderbrekingen en nadat hij een leger van Aedui voorop had gestuurd om het gebied van zijn vijanden te plunderen, een versterkt kamp bouwen op de Axona (de Aisne), bij de grens tussen de Remi en de andere Belgische stammen, terwijl het Belgische leger hem naderde. De rivier zorgde ervoor dat een zijde van het kamp gedekt werd en dat de Romeinen voorraden kon ontvangen van hun Gallische bondgenoten. Verder plaatste Caesar zes cohorten onder leiding van Quintus Titurius Sabinus, een van zijn luitenants, op de brug over de Axona.
De Belgae, die opmarcheerden tegen Caesar in het begin van de zomer, vielen het oppidum van de Remi bij Bibrax, dat dicht bij het kamp van de Romeinen lag, aan. Een commandant in Caesars leger slaagde erin versterkingen, bestaande uit Numidiërs, Kretenzische boogschutters en Balearische slingeraars, naar de stad te sturen. De Belgae hieven het beleg op, plunderden het platteland, hernamen hun mars tegen Caesar en zetten een enorm kamp op op ongeveer een kilometer afstand van dat van de Romeinen.

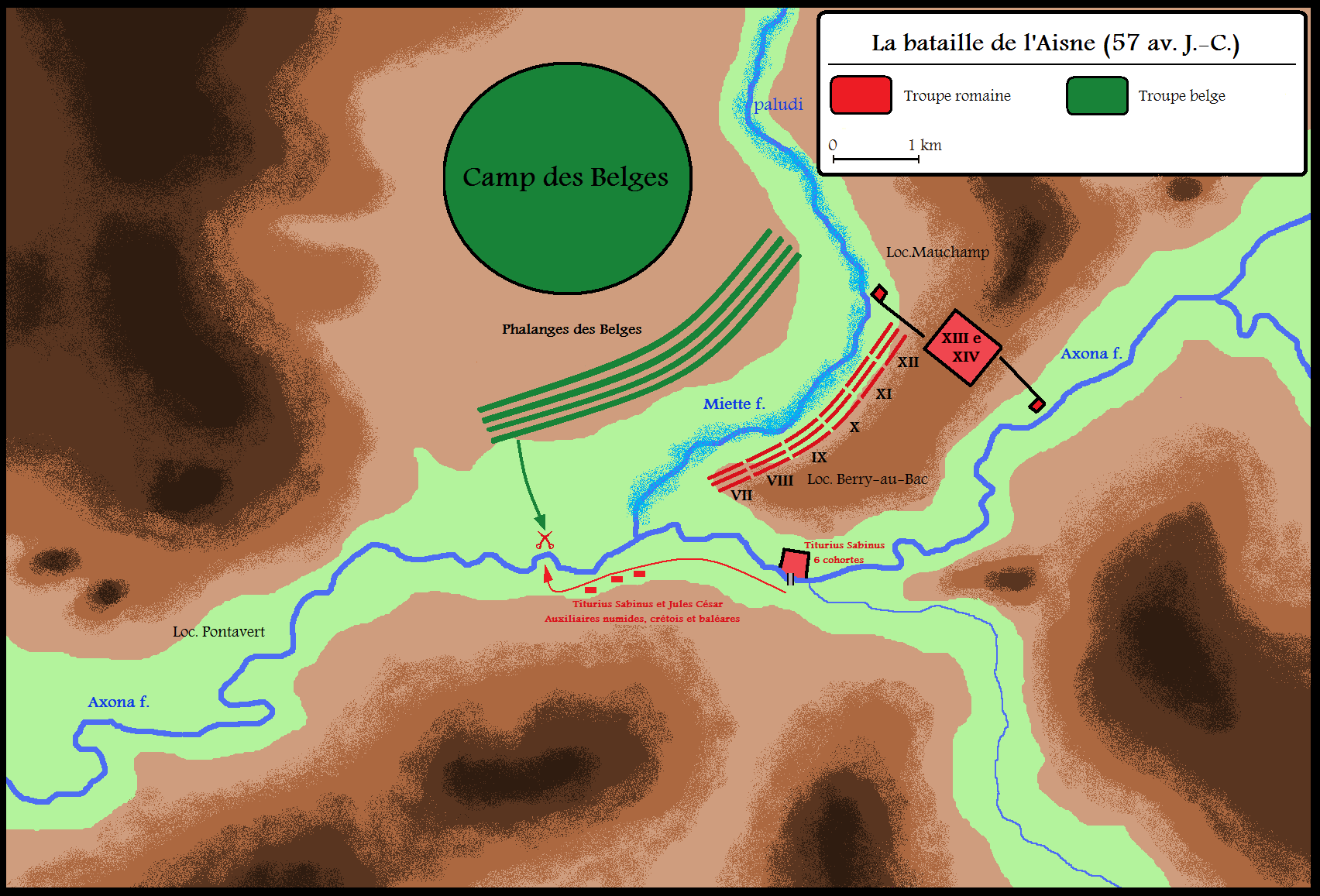
De Slag bij de Aisne. De Romeinen onder leiding van Julius Caesar en zijn luitenants Titurius Sabinus en Titus Labienus stonden in deze slag tegenover de Belgae.

Er vonden enkele schermutselingen plaats tussen de twee legers voordat Caesar besloot om het Belgische leger te bestrijden op het slagveld. Ze hadden zich opgesteld op een verhoogde positie, voor het kamp. Caesar liet greppels graven en andere versterkingen om zijn flanken te beschermen, waar ook de katapulten stonden. De zes legioenen die mee hadden gedaan in de veldtocht tegen de Helvetii en de Germanen hadden zich opgesteld voor het kamp (Legio VII Claudia, Legio VIII Augusta, Legio IX Hispana, Legio X Gemina, Legio XI Claudia en Legio XII Fulminata). De twee die nog maar net gerekruteerd waren (Legio XIII Gemina en Legio XIV Gemina) werden als reservetroepen opgesteld. Galba stelde tegenover hen zijn troepen op in verschillende linies. Een moeras scheidde de twee legers. Na enkele cavaleriegevechten liet Caesar zijn troepen terugkeren naar het kamp. De Belgae vielen echter aan om de Romeinen in de rug aan te vallen, misschien ook om het fort van Quintus Titurius Sabinus en misschien zelfs om het gebied van de Remi te plunderen om zo de bevoorradingslijnen van Caesar af te snijden.
Caesar sloot zich 's nachts opnieuw aan bij Titurius Sabinus met de cavalerie, de Numidiërs, de boogschutters en de slingeraars. Ondertussen verraste hij een Belgische groep die de rivier probeerde over te steken. Omdat de Belgae zware verliezen geleden hadden, het fort van Titurius Sabinus niet hadden kunnen innemen en de bevoorradingslijnen van Caesar niet hadden kunnen afsnijden, besloten ze om zich terug te trekken toen ze hoorden over de aankomst van de Aedui onder Diviciacus, die nu hun grondgebied aan het plunderden waren. Voor middernacht verlieten de Belgae hun kamp. Caesar, die een hinderlaag vreesde, wachtte echter op het aanbreken van de dag voordat hij de Romeinse cavalerie en drie legioenen onder leiding van Titus Labienus stuurde om hen te achtervolgen. Zij brachten de Belgae opnieuw zware verliezen toe zonder zelf veel tegenstand te ondervinden. Zo eindigde de Slag bij de Axona zonder een echte veldslag, maar de Belgae hadden belangrijke verliezen geleden tijdens hun terugtocht van de volgende dag, die uitdraaide op een afslachting toen de legioenen hen inhaalden.

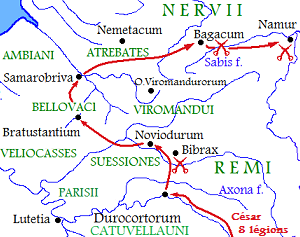
De veldtocht van Julius Caesar tegen de Belgae

De volgende dag leidde Caesar voordat het moreel van zijn vijanden hersteld zou zijn van de slachting van de dag daarvoor zijn legioenen naar de gebieden van de Suessiones en marcheerde op tegen hun hoofdstad Noviodunum (dit betekent nieuwe stad, vergelijk met Napels: Neapolis). Hij lanceerde een aanval op de stad zonder garnizoen, maar trok zich terug en maakte zich klaar voor een beleg. De rest van de Suessiones die zich hadden aangesloten bij het Belgische leger konden de stad binnenkomen voordat Caesar zijn belegeringswerktuigen kon opstellen. Maar Galba stelde de overgave van zijn volk voor, bang voor alle belegeringstechnieken en -tuigen die de Romeinen gebruikten. Hij gaf zijn twee zonen als gijzelaars aan Caesar en beval de stamleden hun wapens af te geven. Caesar liet de Suessiones in leven, op aandringen van de Remi.

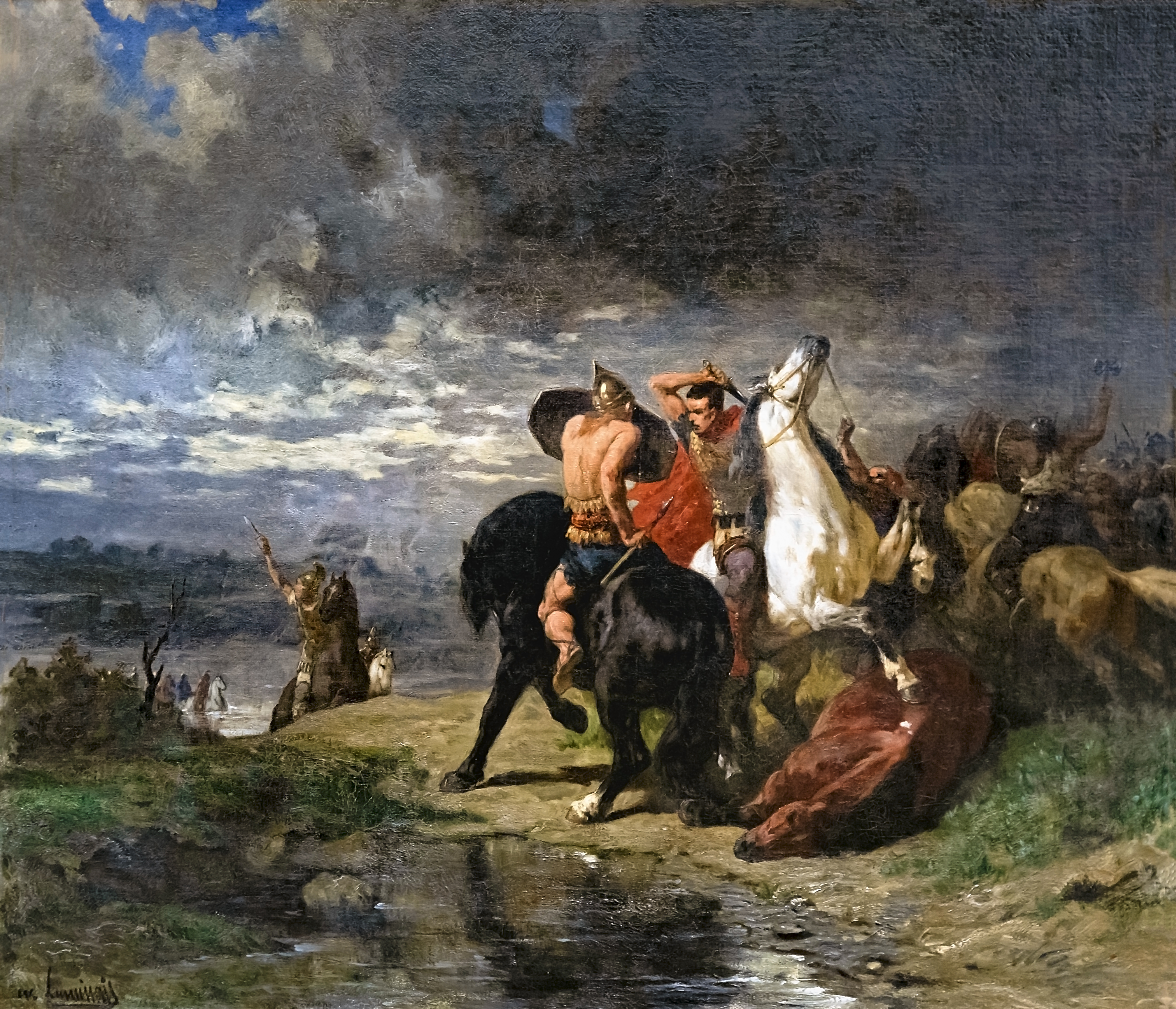
Gevecht van Romeinen en Galliërs door Évariste-Vital Luminais. Museum van Schone Kunsten van Carcassonne.

Daarna hernam de proconsul zijn mars naar het land van de Bellovaci en hun hoofdstad Bratuspantium. Deze keer waren het de Aedui, door de tussenkomst van Diviciacus, die het opnamen voor hun mede-Galliërs. Ze zeiden dat ze altijd goede bondgenoten waren geweest en dat ze in opstand waren gekomen omdat ze misleid waren door hun leiders. Caesar accepteerde de vraag van zijn trouwe bondgenoot Diviciacus en accepteerde de onderwerping van de Bellovaci in ruil voor 600 gijzelaars. Daarna marcheerde het Romeinse leger op tegen de Ambiani, die zich op hun beurt onmiddellijk onderwierpen. Daar hoorde de proconsul echter dat de Nervii een nieuwe coalitie op de been aan het brengen waren. Na drie dagen gemarcheerd te hebben bereikte Caesar de rivier de Sabis (de plaats van deze rivier is niet bekend, misschien de Selle of de Samber), waar hij hoorde dat een groot leger, bestaande uit Nervii, Atrebates en Viromandui, daar op hem wachtte. Ook de Atuatuci waren op weg om zich aan te sluiten bij de Belgische troepen, maar ze zouden niet op tijd aankomen.
Caesar zette zijn kamp op op een heuvel tegenover die waarop de Belgae zich bevonden. Deze twee heuvels werden van elkaar gescheiden door de rivier de Sabis. Caesar leidde zijn leger met zes veteranenlegioenen (VII, VIII, IX, X, XI en XII) in de voorhoede, gevolgd door de twee net gerekruteerde legioenen (XIII en XIV). De Romeinse cavalerie, begeleid door de slingeraars en de boogschutters, stak de rivier over en viel de vijandige cavalerie aan. Deze laatsten trokken zich echter terug. Ondertussen liet Caesar zijn voorste zes legioenen het kamp versterken, maar op dat moment viel het volledige vijandige leger aan vanop de andere heuvel uit de bossen waarin het zich verschool en viel de Romeinse cavalerie en lichte infanterie aan, die op de vlucht sloegen. In dit momentum staken ze de rivier over om de soldaten die aan het kamp aan het werken waren aan te vallen. In deze situatie hadden enkele commandanten al geprobeerd om enkele slagordes op te stellen om de eerste charge op te vangen. Een groot deel van de soldaten was zelfs niet in volledige wapenuitrusting. Caesar en zijn luitenants haastten zich om de soldaten op te stellen, en weerstonden de eerste charge. Op de linkerflank van het leger vielen het Negende en Tiende Legioen de Atrebates aan en drukten hen terug over de rivier, waarbij ze een slachting teweegbrachten onder hen. In het centrum begonnen ook het Achtste en Negende hun tegenstanders, de Viromandui, terug te drijven in de rivier. Hierdoor waren het kamp en de rechterflank van het leger echter niet meer goed beschermd.
Het grootste deel van het Belgische leger, bestaande uit Nervii onder leiding van Boduognat, omsingelden de twee laatste van de zes legioenen in de eerste linie en veroverden het Romeinse kamp, waarbij ze de versterkingen voor het kamp, de cavalerie en de lichte infanterie die ze al eerder op de vlucht hadden gedreven en Gallische auxilia, op de vlucht dreven. Daarom beval Caesar de twee laatste legioenen, die de taak hadden gekregen om de bagagetrein te bewaken, om het kamp samen met de vier legioenen die hun tegenstanders al verslagen hadden te heroveren. Een van deze legioenen, het Tiende, ging echter de twee legioenen die in moeilijkheden geraakt waren helpen en viel de Nervii in de rug aan. Deze laatsten, die nergens meer naartoe konden vluchtten, vochten tot de laatste man. De Slag aan de Sabis zorgde ervoor dat de stam van de Nervii bijna verdwenen was, maar ook de Romeinen hadden zware verliezen geleden. Volgens Caesar overleefden er slechts 500 Belgische krijgers van de 60.000 aan het begin van de slag, en hij accepteerde de onderwerping van de Belgae, die hij de toelating gaf om terug te keren naar hun huis.
Toen de Atuatuci, die op weg waren om zich aan te sluiten bij het Belgisch coalitieleger, hoorden over de ramp, keerden ze zich om en gingen terug naar hun land. Ze verzamelden zich allemaal in een plek die goed versterkt was door de natuur. Caesar ging naar deze stad en er vonden enkele kleine gevechten plaats tussen de twee zijden, totdat de Romeinen hun kamp versterkten en daarna belegeringswerktuigen begonnen te maken. Deze zorgden ervoor dat de Belgae zo onder de indruk waren dat ze zich wilden overgeven en hun wapens wilden inleveren. Maar eenmaal de nacht gevallen was lanceerden de Atuatuci, van wie sommigen hun wapens achtergehouden hadden, een wanhopige aanval. Ze vochten met moed, maar ze sneuvelden bij bosjes door de Romeinen die met meer waren en op hogere en beter versterkte plaatsen stonden. Er sneuvelden in die nacht 4000 Galliërs. De anderen trokken zich opnieuw terug in de stad, maar ze gaven zich over en Caesar maakte hen tot slaaf. Er zouden 53.000 Belgae verkocht worden als slaven. Dit was het laatste Belgische volk dat onderworpen werd door Caesar. Het verslag van Caesar, en vooral het verraad van de Belgae, wordt helemaal niet in vraag gesteld door Carcopino.
Aan het einde van deze operaties was volledig Belgisch Gallië onder Romeinse controle. Caesar, die als het ware vrede had gebracht in Gallië na deze twee veldtochten, ontving afgevaardigden vanaf de twee kanten van de Rijn die zich wilden onderwerpen aan de Romeinen. Caesar moest zijn functie als administrator in Illyrië en Gallia Cisalpina echter ook vervullen. Later focuste hij zich ook op de gebeurtenissen in Italië. Hij kwartierde zijn legioenen voor de winter in bij de Carnutes en de Turones, wiens gebieden grensden aan de gebieden waar Caesar oorlog gevoerd had.
Omdat hij wilde dat zijn daden in Gallië in Rome bekend zouden worden, en omdat hij ook zijn eigen militair genie wilde tonen, publiceerde Caesar zijn eerste twee boeken over deze eerste twee campagnes. Dit zijn de eerste twee boeken van de Commentarii de Bello Gallico van Caesar.
De Senaat gaf Caesar voor zijn overwinningen vijftien dagen van dankspelen ter ere van de goden.

#### Verovering van de Atlantische kust
Terwijl Caesar de Belgae onderwierp, werd Publius Crassus met een enkel legioen (Legio VII Claudia) naar de Veneti, Venelli, Osismii, Coriosolitae, Esuvii, Aulerci en Riedones gestuurd. Dit waren de volkeren die aan de Atlantische kust woonden (van Normandië tot aan de Garonne). Hij onderwierp hen en overwinterde hier met het Zevende legioen bij de Andecavi.

#### Gevechten in de Alpen
In de herfst van 57 v.Chr. werd Servius Sculpicius Galba door Caesar met een legioen (Legio XII Fulminata) en een deel van de cavalerie naar de Alpen gestuurd om een weg om de bergen over te steken open te houden. Dit was bij het gebied van de Nantuates, de Veragri en de Sedunes, wier gebieden zich uitstrekten vanaf de grens met de Allobroges, het Meer van Genève en de Rhône tot aan de Hautes-Alpes. Na enkele gevechten en de inname van meerdere forten, werd er een vredesverdrag gesloten met de Nantuates. Galba liet bij hen twee cohorten achter als garnizoen. Hij ging daarna verder tot aan het land van de Veragri. Nadat hij aangekomen was bij de vicus Octodurus (nu Martigny), dreven de Romeinen de Galliërs over de rivier die het dorp in twee sneed en begonnen hun winterkwartieren op te zetten in de lege vallei. Het Romeinse leger wilde dus overwinteren in deze stad, waardoor ze ook de strategisch belangrijke Grote Sint-Bernhardpas veilig zouden stellen.
Enkele dagen later stelden, tot de grote verrassing van de Romeinen, erg veel krijgers van de Veragri zich samen met hun buren, de Sedunes, op rond het Romeinse kamp en bestookten het met projectielen. Na zes uur vol gevechten konden de Galliërs een doorbraak forceren. De Romeinse troepen waren uitgeput en hadden geen munitie meer. De Romeinen probeerden uit te breken en dit draaide al snel in het voordeel van de Romeinen uit. Ze konden 10.000 Galliërs doden, wat leidde tot een algemene vlucht van de andere Galliërs. Omdat hij dacht dat zijn vijanden zich zouden hergroeperen na de Slag bij Octodurus bracht Galba zijn legioen terug naar de Allobroges om daar de winter door te brengen, wat zonder twijfel aantoont dat de slag minder beslissend was dan wat Caesar ons probeert te laten geloven.

### 56 v.Chr.: Armorica en de Aquitani

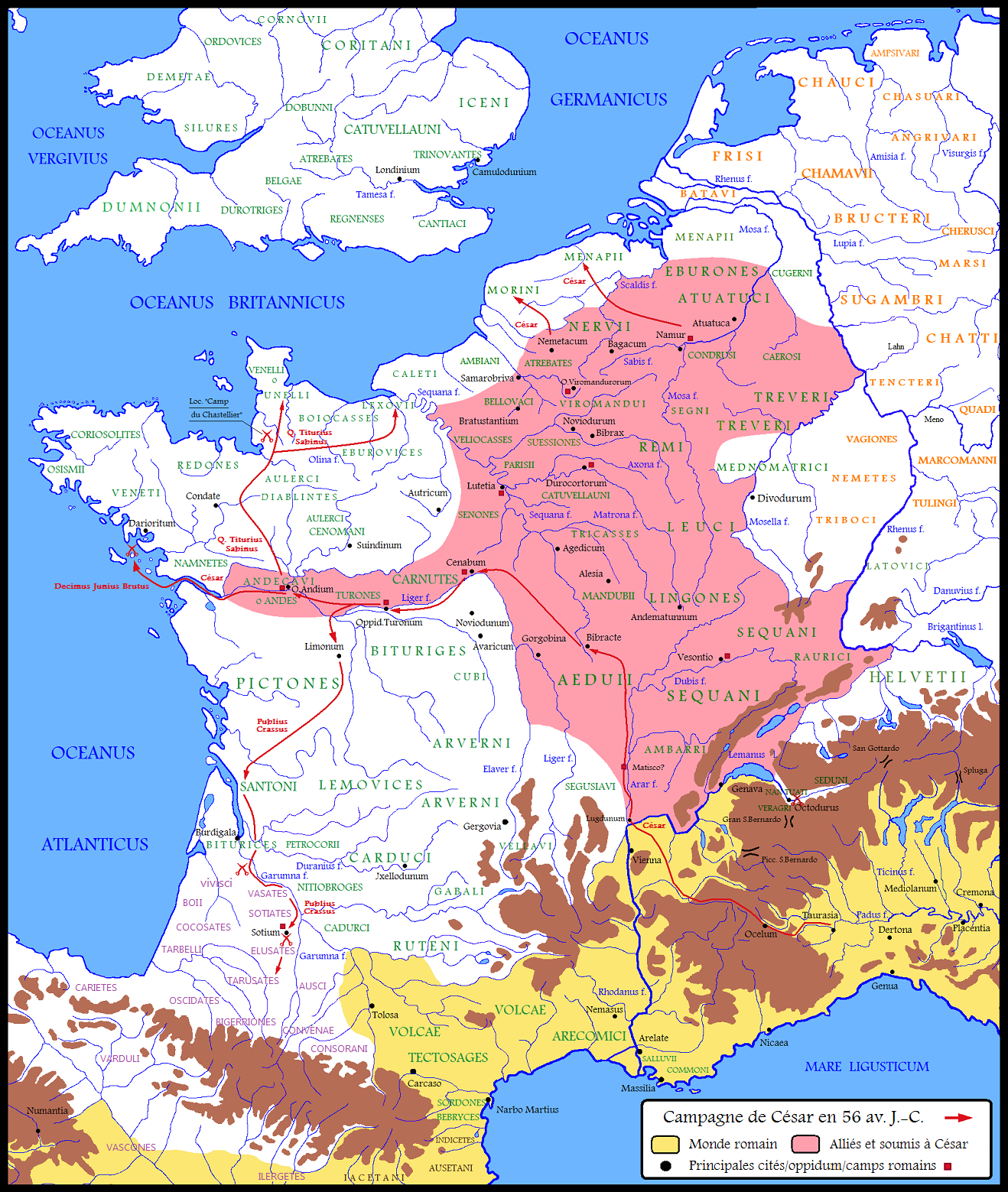
De campagne van Caesar in 56 v.Chr.

#### Veldtocht tegen de Veneti
Publius Crassus had zijn leger (Legio VII Claudia) ingekwartierd voor de winter bij de Andecavi, een stam bij de Atlantische kust. Omdat hij niet voldoende voorraden had, stuurde hij prefecten en krijgstribunen om er te vragen aan de naburige volkeren, de Esuvii, de Coriosolitae en de Veneti. Deze laatsten waren de machtigste volkeren aan de kust, want ze bezaten een groot aantal schepen om tot in Brittannië te geraken. De Veneti controleerden ook alle commerciële handel in de regio. Het waren zij die de andere volkeren aan de Atlantische kust aanzetten om in opstand te komen. Om dit te doen namen ze de Romeinse ambassadeurs gevangen. Ze vroegen de Romeinen om gijzelaars in ruil voor de ambassadeurs. De reden voor deze opstand is zonder twijfel het feit dat de Veneti, het machtigste zeevolk van Gallië, zich bedreigd voelden door de vergrotende invloed van de Romeinen en vreesden dat ze niet konden rivaliseren met hen wat betrof maritieme macht en handel.
Caesar, die zich op dat moment bevond in Italië en had gedacht dat er vrede was in Gallië, beval de constructie van een vloot op de Loire, die uitvloeide in de Atlantische Oceaan. De nieuwe Gallische coalitie, die onder leiding van de Veneti stond, bestond nu uit de Osimi, de Lexovii, de Namnetes, de Ambilatres, de Morini, de Diablinti, de Menapii en enkele Britten. Omdat ze wisten dat ze moesten vechten tegen de Romeinen rekenden de Galliërs op hun kennis van de zee, hun grote aantal zware schepen, de harde weersomstandigheden in de Atlantische Oceaan, het feit dat de Romeinen een tekort aan voorraden hadden, en vooral hun kennis van de lokale geografie (de Golf van Morbihan): dit was een ruige kust met veel eilanden, wat betekende dat er veel schuilplaatsen waren voor hen die deze goed kenden. Verder waren er ook stukken die soms zelfs doorwaadbaar waren en er waren maar weinig havens.
- Titus Labienus werd met de cavalerie naar de Treveri aan de Rijn gestuurd. Hij moest ervoor zorgen dat de vrede bewaard werd in Gallia Belgica en alle vijandelijke acties van de Germanen tegenhouden.
- Publius Crassus werd met 12 cohorten en cavaleristen naar Aquitania gestuurd, om ervoor te zorgen dat de inwoners van dit gebied geen versterkingen naar de andere Galliërs konden sturen.
- Quintus Titurius Sabinus werd met drie legioenen naar de Venelli, Coriosolitae en de Lexovii gestuurd om ook hier de vrede te bewaren.
- Decimus Junius Brutus Albinus werd met de vloot en Gallische schepen naar de Veneti gestuurd.

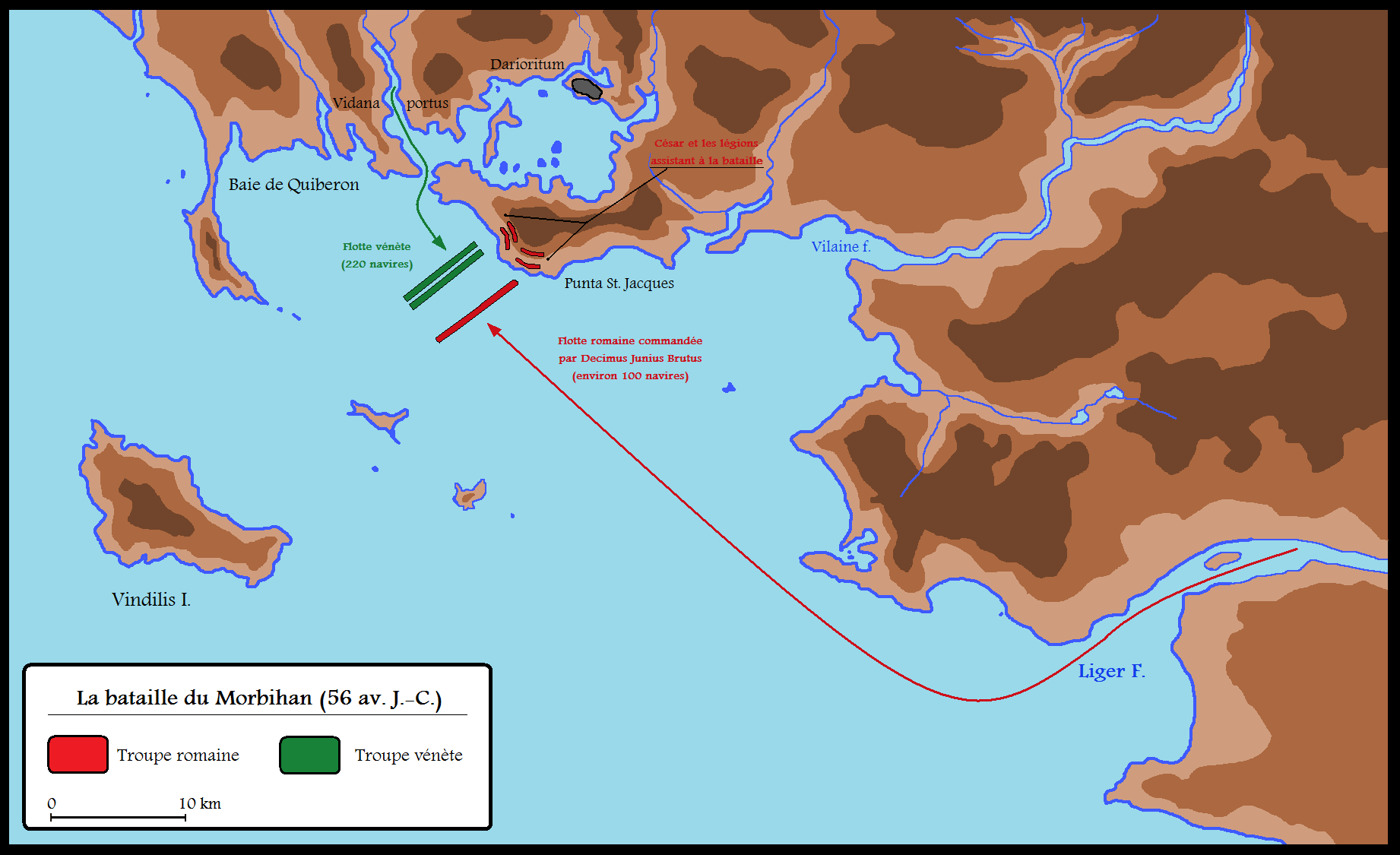
De zeeslag tegen de Veneti. De Romeinen onder leiding van Decimus Junius Brutus stonden tegenover een Venetische vlot in de Baai van Quiberon.

De Pictones, Santones en andere volkeren hadden boten naar de Romeinen gestuurd, en Caesar marcheerde met zijn troepen naar Armorica om samen met Junius Brutus een veldtocht te houden tegen de opstandige volkeren. De steden van de Veneti waren gebouwd op kleine schiereilanden of landtongen, wat ervoor zorgde dat ze zo goed als onbereikbaar waren over land, maar ook dat het zeer moeilijk was om per boot te bereiken. Caesar besefte al snel dat het belegeren van deze steden geen zin zou hebben en besloot om de oorlog beslist te laten worden door een zeeslag.
De Romeinse vloot, onder leiding van Junius Brutus, bestond uit een tiental schepen en stond tegenover 220 Gallische schepen. De confrontatie vond plaats in de zomer, in een stuk zee dat afgesloten werd door het Île-d'Houat, Hoëdic, het Île Dumet, Sarzeau en de ingang van de golf, in de Baai van Quiberon. De projectielen die geworpen werden vanaf de Romeinse schepen bereikten de Gallische schepen niet, want die waren veel hoger. Bijgevolg konden de Galliërs ook vanaf een hogere positie de Romeinen gemakkelijk aanvallen. De enige mogelijkheid tot aanvallen van de Romeinen, een soort mes om de zeilen kapot te maken en daardoor de Venetische schepen onbevaarbaar te maken waardoor de Romeinen de schepen konden enteren en veroveren, bleek echter zeer effectief te zijn. Omdat de wind toen ook nog wegviel moesten de Galliërs op de vlucht slaan, omdat ze nu zelf geen aanvallen meer konden uitvoeren. Zo werden zij dus ook overwonnen door de Romeinen.
Eenmaal hun vloot vernietigd was, hadden de Galliërs niet meer de middelen om te vechten en gaven zich over, wat een einde maakte aan de oorlog tegen de Veneti. Caesar liet daarna alle leden van de Venetische senaat executeren, en de rest van de bevolking werd gedeporteerd en tot slaaf gemaakt.

#### Veldtocht tegen de Venelli

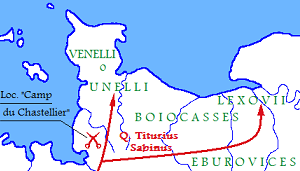
De veldtocht van Titurius Sabinus tegen de Venelli (56 v.Chr.)

Terwijl de oorlog tegen de Veneti ten einde kwam, kwam Quintus Titurius Sabinus aan in het gebied van de Venelli (Normandië, dicht bij Avranches) met drie legioenen. Daar woedde onder leiding van Viridovix een opstand tegen de Romeinen. De Venelli hadden zich aangesloten bij de Eburovici en de Lexovii. Ze verzamelden een leger en marcheerden onmiddellijk naar het Romeinse legerkamp, maar de luitenant weigerde om het gevecht aan te gaan. Hij voelde meer voor een list. Hij zorgde ervoor dat de Romeinen in het kamp dachten dat Julius Caesar verslagen was door de Veneti. Daarna leidde Viridovix het Gallische leger tot bij de muren van het Romeinse kamp en viel de frisse Romeinen aan, terwijl de Galliërs al buiten adem waren. Ze werden op de vlucht gejaagd en de Romeinen onderwierpen alle steden in deze regio.

#### Veldtocht tegen de Aquitani

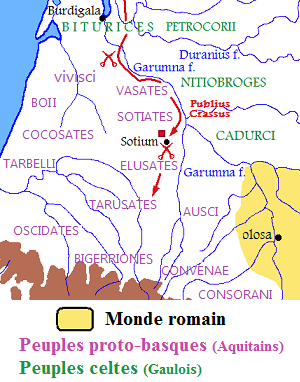
De veldtocht van Publius Crassus tegen de Aquitani (56 v.Chr.)

Op zijn beurt kwam Publius Crassus aan in Aquitania, het derde deel van Gallië. Enkele jaren eerder sneuvelde de Romeinse generaal Lucius Valerius Preconinus tijdens de nederlaag van de toenmalige proconsul Lucius Manlius. Nadat hij verschillende voorzorgen genomen had en zijn leger versterkt, zowel wat betreft soldaten als bevoorrading, drong de jonge luitenant door tot in het gebied van de Sotiates, die een leger aan het voorbereiden waren en de Romeinen aanvielen in een hinderlaag. Deze laatsten konden echter het marstempo behouden en hun vijanden op de vlucht jagen. Crassus verloor geen tijd en belegerde hun hoofdstad. Ondanks verschillende pogingen om de stad te ontzetten, konden ze het beleg niet opheffen en moesten zich uiteindelijk overgeven.
Eenmaal hij gijzelaars en de wapens van de Sotiates ontvangen had, marcheerde Crassus op naar het gebied van de Vasates en de Tarusates. De Aquitani sloten zich bij elkaar aan en vroegen stammen uit Hispania Citerior om hulp. Crassus, die aan het hoofd stond van een klein leger, wilde onmiddellijk vechten om het vijandelijke leger te verslaan voor het op volledige sterkte zou zijn. De Aquitani wisten een gevecht echter vermijden. Ze wachtten op versterkingen en blokkeerden ondertussen de Romeinse bevoorradingslijnen. Deze laatsten vielen toen het vijandige kamp aan, hoewel ze zwaar in de minderheid waren. De Romeinse soldaten boekten geen vooruitgang tegen de verdedigers, maar een klein groepje kon doordringen tot in het kamp door een omweg, waardoor ze hun vijanden in hun rug konden aanvallen. Hierdoor behaalde Crassus de overwinning.
Hierna onderwierp het grootste deel van Aquitania zich aan Crassus. Onder deze volkeren waren de Tarbelli, de Biggeriones, de Ptianii, de Vasates, de Tarusates, de Elusates, de Gates, de Auscii, de Garunni, de Suburates en de Cocosates. Carcopino onderlijnt de prestatie van de zoon van de triumvir, die met slechts twaalf cohorten en een alliantie met enkele Gallische stammen een enorm stuk land veroverd had.

#### Veldtocht tegen de Menapii en de Morini
Aan het einde van de zomer, nadat Publius Crassus Aquitania onderworpen had, marcheerde Julius Caesar met drie/vier legioenen op tegen de Menapii en de Morini, die weigerden zich te onderwerpen maar vreedzaam bleven. Deze laatsten maakten gebruik van een nieuwe tactiek; ze trokken zich terug in de bossen en de moerassen en voerden verrassingsaanvallen uit, maar deze hadden geen groot succes. Omdat mede het weer ervoor zorgde dat Caesar niet tegen zijn tegenstanders kon vechten, liet hij het land plunderen en kwartierde het leger in voor de winter bij de Aulerci, Lexovii en andere volkeren die recent onderworpen waren.

### 55 v.Chr.: Germanen en Britten

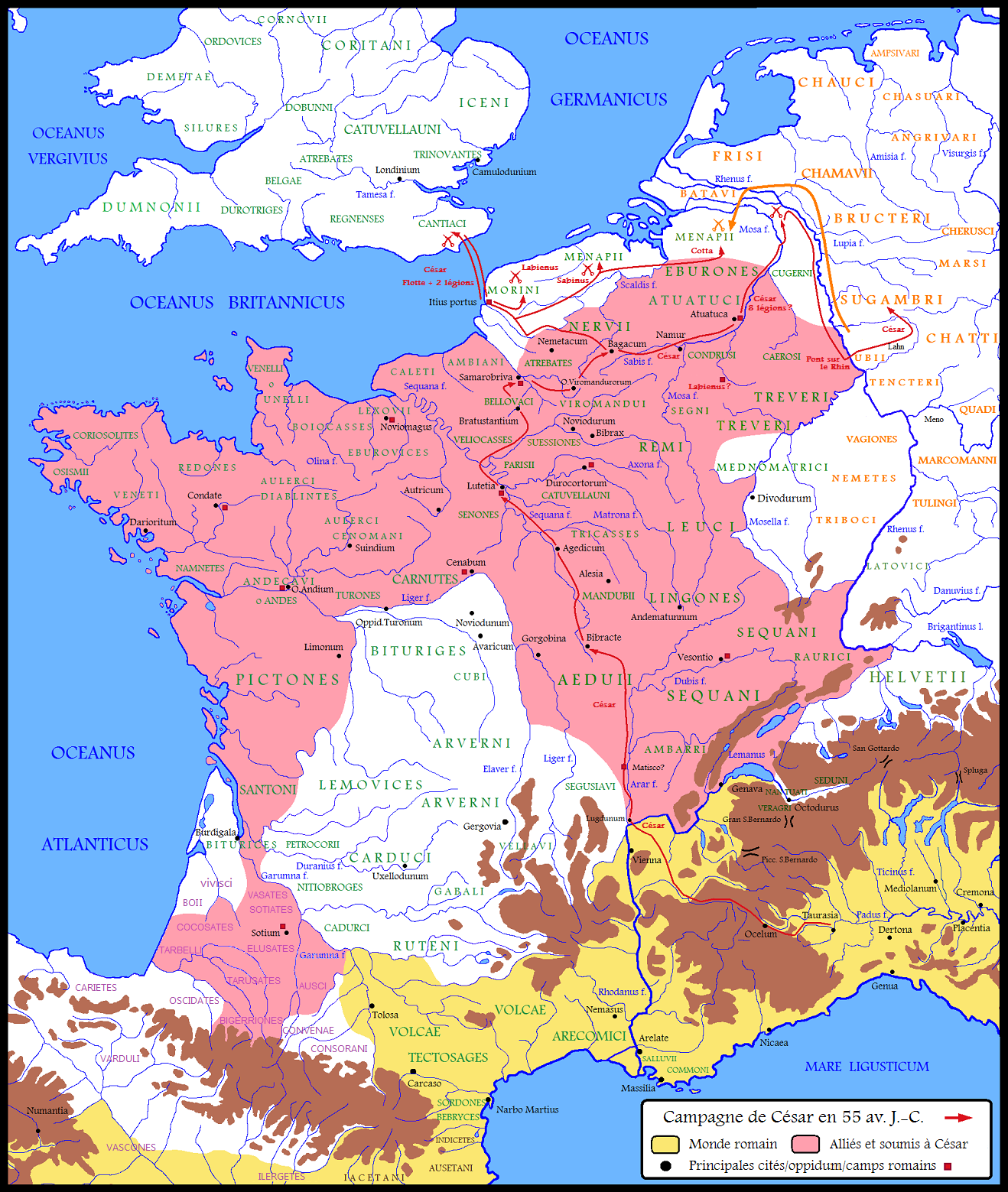
De campagne van Caesar in 55 v.Chr.

#### Veldtocht tegen de Usipetes en de Tencteri
De Usipetes en de Tencteri waren Germaanse stammen op de rechteroever van de Rijn die in beweging kwamen onder druk van de Suebi. Ze veroverden gebieden van de Menapii en dwongen deze zich terug te trekken naar de linkeroever van de Rijn. Terwijl ze zich daar definitief aan het vestigen waren, besloot Julius Caesar zich opnieuw bij zijn leger in Gallia Belgica te voegen om deze nieuwe dreiging het hoofd te bieden. De Germanen telden 430.000 mensen volgens Caesar en Appianus, maar het is erg waarschijnlijk dat dit aantal veel kleiner was. Caesar verklaarde dat hij tussenkwam in het belang van de Menapii, hoewel hij enkele maanden daarvoor hun grondgebied nog had geplunderd, onder het voorwendsel dat hij ze niet onderworpen had.
De onderhandelingen werden gestart. De Germanen wilden hun grondgebied behouden, maar Caesar stelde hen voor om zich te vestigen in het gebied van de Ubii, dat echter ook bedreigd werd door de Suebi. Er werd een wapenstilstand gesloten. Volgens Caesar viel de Germaanse cavalerie de Romeinse aan, die ondanks haar numerieke overwicht (5000 tegen 800 man) op de vlucht werd gedreven. Caesar stelde onmiddellijk zijn legioenen op in slagorde in drie linies, en viel de vijand bij verrassing aan. In hun kamp in Kessel nabij de samenvloeiing van de Waal en de Maas waren de stamhoofden afwezig, omdat ze kort ervoor waren gevangengenomen tijdens onderhandelingen in het Romeinse kamp. Mannen, vrouwen en kinderen werden afgeslacht. Overlevenden werden in de rivieren gedreven en verdronken.

Caesar liet later alle gevangenen vrij.
Volgens Appianus, die zich beroept op de historicus Canusius Geminus uit de 1e eeuw v.Chr., stelde Cato, een vijand van Caesar en grote vriend van diens co-consul van 59 v.Chr., Marcus Calpurnius Bibulus, voor aan de senaat "om Caesar over te leveren aan de barbaren wegens zijn verschrikkelijke daad tegenover de afgevaardigden." Wat hem werd verweten was niet het grote aantal doden, maar het schenden van de wapenstilstand en de gezanten. Carcopino meent dat Caesar telkens heeft geweigerd om een wapenstilstand te sluiten totdat er een schermutseling uitbrak, waardoor hij de Germanen kon aanvallen, wat leidde tot het bloedbad onder de bevolking. Hij beschouwt deze actie als een "afschuwelijke wreedheid".

#### Oversteek van de Rijn
Caesar besloot daarna om de Rijn over te steken, want hij wilde dat de Germanen hem ook in hun eigen land vreesden, en ook om hen te ontmoedigen om zich nog verder te vestigen in Gallië en om te tonen dat Rome in staat was om deze rivier over te steken. Ondertussen had het grootste deel van de cavalerie van de Usipetes en de Tencteri, die eerder aan het plunderen geslagen waren na het bloedbad onder hun volk, zich aangesloten bij de Sigambri aan de overkant van de Rijn. Caesar vroeg aan dit volk om hem ruiters te sturen, maar deze weigerden wegens het feit dat het machtsgebied van Rome eindigde bij de Rijn. Verder vroegen de Ubii, het enige volk aan de overkant van de Rijn dat zich een "vriend van de Romeinen" mocht noemen, hulp aan Caesar tegen de Suebi.

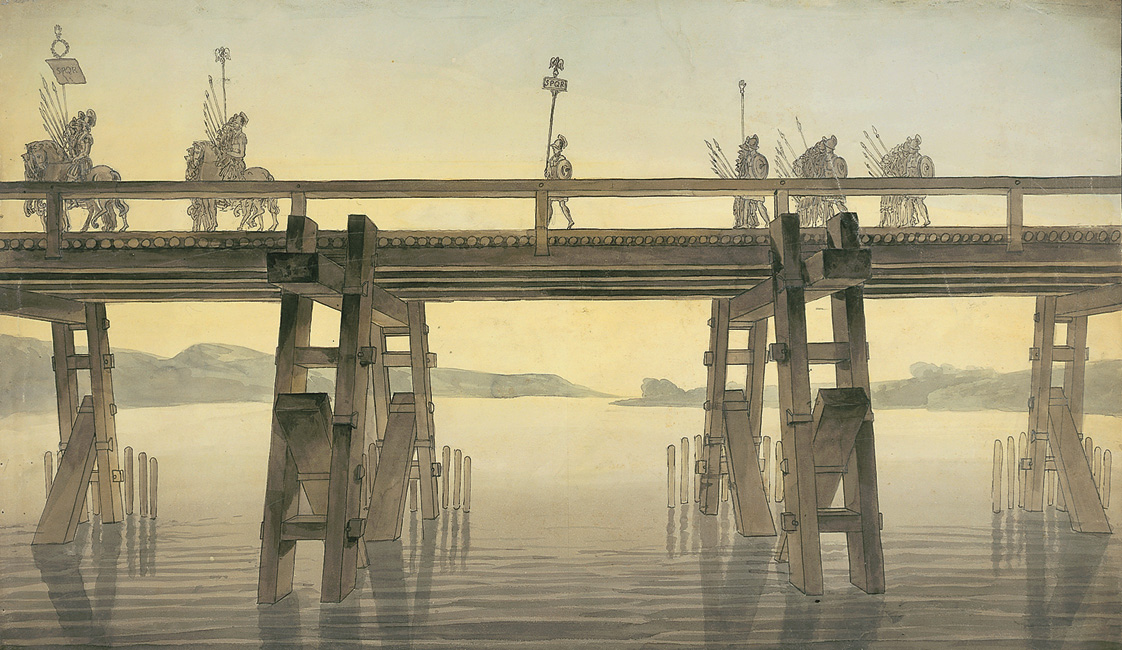
De brug van Caesar over de Rijn

De proconsul besloot de Rijn over te steken om al deze redenen. Hij liet een brug bouwen over de Rijn, de allereerste in de geschiedenis volgens Suetonius. Het was erg moeilijk om een brug over de Rijn te bouwen door de breedte, diepte en stroming van de rivier. Caesar koos een plaats waar de rivier erg breed was, maar waar de stroming en diepte redelijk bleven, om de brug te bouwen. Door een opmerkelijke technische prestatie slaagden de Romeinen erin om de brug in slechts tien dagen te bouwen.
Eenmaal de brug voltooid was, staken Caesar en zijn leger de Rijn over en marcheerden het gebied van de Sigambri binnen, maar ze lieten een sterk garnizoen achter om de brug te bewaken. De Sigambri en de ruiters van de Usipetes en de Tencteri verlieten hun dorpen, verrast door de aankomst van de Romeinen in Germania. De proconsul plunderde het vijandelijke grondgebied en ging daarna naar de Ubii om de Suebi het hoofd te bieden. Maar eenmaal deze laatsten hun leger verzameld hadden en Caesar opwachtten, besloot hij, tevreden over zijn veldtocht aan de overkant van de Rijn, om terug te keren naar Gallië na slechts 18 dagen, zonder zelfs maar gevochten te hebben. Hij liet daarna de brug afbreken. Een andere reden voor het feit dat Caesar zijn veldtocht zo snel beëindigde is misschien dat hij bijna geen tijd meer had om over de brug te komen door een tekort aan voorraden.

#### Eerste expeditie naar Brittannië
Hoewel de zomer aan zijn einde liep, besloot Caesar om een expeditie naar Brittannië te leiden, want de inwoners van dat eiland hadden volgens hem dikwijls versterkingen gestuurd naar de Gallische vijanden van Rome. Een andere motivatie om deze expeditie te ondernemen was omdat Caesar de inwoners en het eiland zelf niet kende, en hij wilde dat leren kennen door zelf ter plaatse te gaan, ook al was er niet genoeg tijd voor een volwaardige militaire campagne. Gaius Volusenus en Commius, de koning van de Atrebates, werden door Caesar gestuurd naar Brittannië als verkenners terwijl Caesar zelf en zijn leger zich klaarmaakten bij de Morini, van wie het gebied het dichtst lag bij de Britse eilanden. Nadat Caesar enkele Britse volkeren in Gallië zelf onderworpen had, de Morini zelf bijvoorbeeld, had hij een vloot verzameld en zijn legati en soldaten in de regio verspreid: Quintus Titurius Sabinus en Lucius Aurunculeius Cotta bij de Menapii en de Morini, die nog niet alle beloofde gijzelaars hadden gegeven aan Caesar, en Publius Sulpicius Rufus had de opdracht gekregen de haven te bewaken.

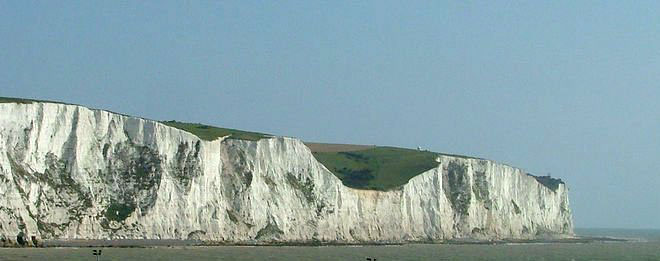
Krijtrotsen van Dover

Hierna stak Caesar Het Kanaal over met twee legioenen (Legio VII Claudia en Legio X Gemina) en ging voor anker bij de Krijtrotsen van Dover, waarop de Britten zich hadden verzameld om de Romeinen ervan te weerhouden om aan land te gaan. Caesar probeerde echter een landing te forceren op een strand dat een beetje verder lag, maar ook de Britten hadden zich naar die plaats gehaast. Zij hadden stevige grond onder hun voeten terwijl de Romeinen moesten vechten vanuit het water, en het gevecht draaide bijna uit in een ramp. Uiteindelijk konden de Romeinen door hun oorlogsmachines op hun schepen en hun tirailleurs te gebruiken de Britten terugdrijven, maar ook dankzij de moed van de aquilifer van het Tiende Legioen, die afstormde op de vijand en zo het volledige leger met zich meetrok, waardoor hij de troepen van Caesar redde van de ondergang. De Romeinen hadden dan wel de overwinning behaald, maar ze konden hun vijanden niet achtervolgen omdat ze hun cavalerie niet hadden. De transportschepen van de cavalerie waren er niet in geslaagd om die van de infanterie bij te houden.
Caesar accepteerde de onderwerping van enkele Britse volkeren, en hoewel zij gezworen hadden om niet tegen hem te vechten, eiste hij een groot aantal gijzelaars, van wie hij echter al snel een deel vrijliet. Ondanks deze successen had Caesar ook problemen: de transportschepen van de cavalerie waren in een storm beland en hadden zich daardoor gedwongen gezien om terug te keren naar Gallië. Verder was ook een deel van de vloot die Caesar wel bij zich had vernietigd, waardoor hij en zijn leger nu vastzaten op Brittannië zonder voorraden, aangezien Caesar voorzien had om te overwinteren in Gallië.

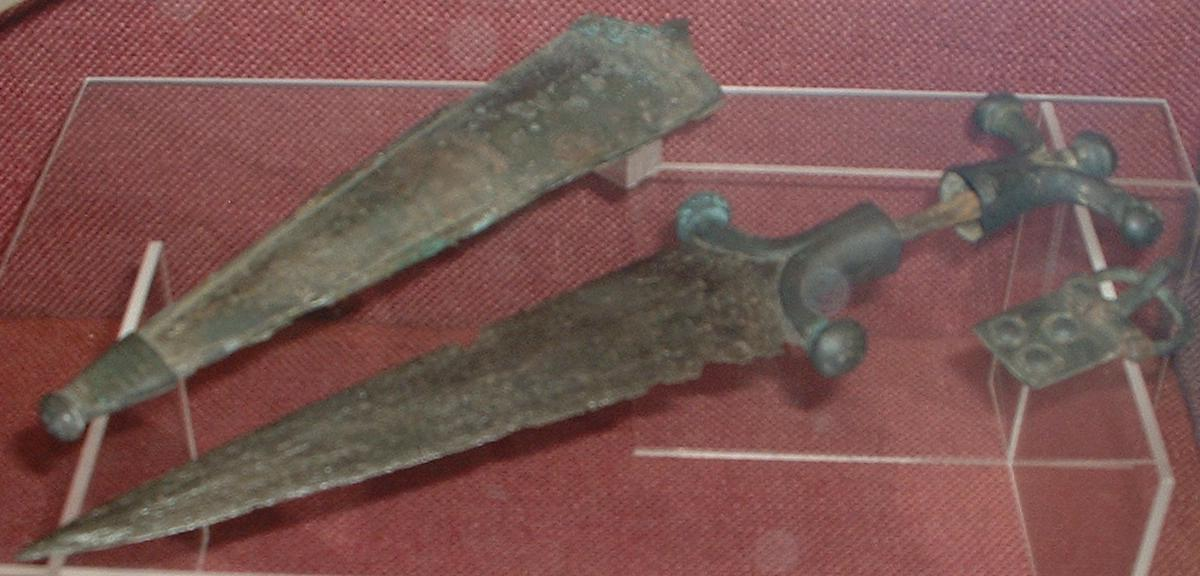
Keltische dolk

Caesar liet een kamp opzetten op het eiland. De Britten zagen dat de Romeinen in grote problemen zaten, zonder schepen, rantsoenen of cavalerie, en sloten zich opnieuw bij elkaar aan om de strijd te hervatten. Toen het Zevende Legioen eropuit trok om te foerageren, werden ze aangevallen in een hinderlaag, waarbij de Britse cavalerie en strijdwagens de Romeinen belangrijke verliezen toebrachten. Caesar kon echter nog op tijd aankomen met de rest van zijn troepen bij het gevecht, en de Britten trokken zich terug toen ze het volledige Romeinse leger zagen, dat daarna terugkeerde naar het kamp. Het Britse leger nam van dag tot dag toe en marcheerde nu op tegen het Romeinse kamp. Caesar stelde zijn troepen op in slagorde voor zijn kamp. De Britten, die de Romeinse legionairs in een geregelde veldslag niet het hoofd konden bieden, werden op de vlucht gedreven.
Er werd een nieuw vredesverdrag getekend, het aantal gijzelaars dat de Britten moeten afleveren werd verdubbeld en uiteindelijk konden de Romeinse troepen terugkeren naar Gallië om daar te overwinteren. Zo eindigde deze eerste expeditie die meerdere keren op een ramp had kunnen uitlopen, zowel door de onwetendheid en de zorgeloosheid van de legerleider, en door het feit dat er te weinig voorbereiding was geweest voor de oversteek. Verder had Julius Caesar ook de Britten én het weer op Het Kanaal onderschat.

#### Veldtocht tegen de Menapii en de Morini

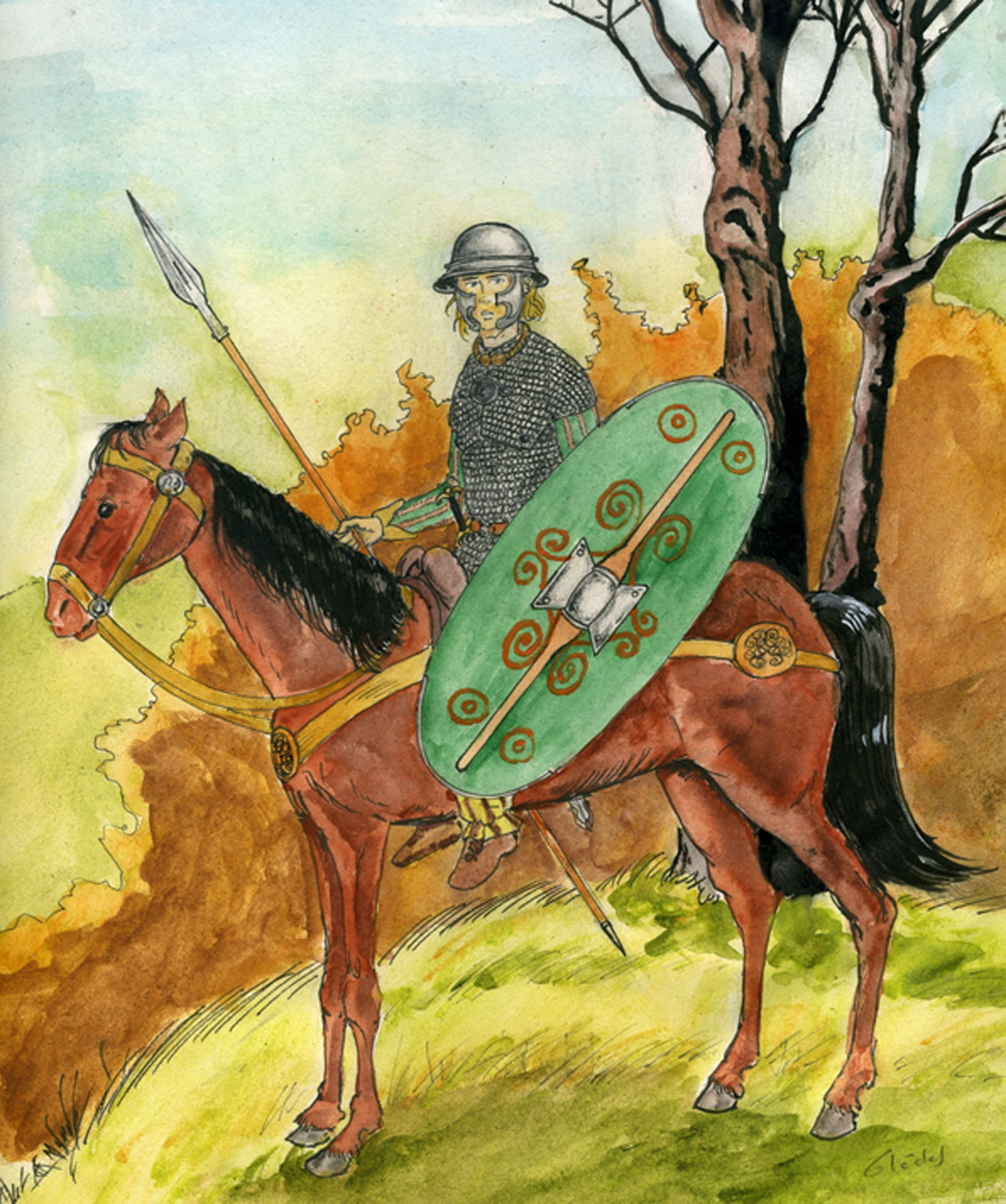
Keltische cavalerist uit de 1e eeuw v.Chr.

Toen de Romeinen terugkeerden naar Gallië bereikten verschillende contingenten, ongeveer 300 man, niet de afgesproken aanmeerhaven. Daarom moesten ze zich weer bij het leger voegen in het hoofdkamp. Ze werden echter verraden en aangevallen door de Morini, die in het voordeel waren door hun getalsoverwicht en hierdoor de Romeinen vier uur konden tegenhouden totdat de Romeinse cavalerie, gezonden door Caesar, er aankwam en een bloedbad onder hen aanrichtte.
Titus Labienus werd daarna gezonden met zijn legioenen om de Morini, die dus in opstand waren gekomen, te verslaan. In tegenstelling tot Caesar in het jaar daarvoor slaagde Labienus erin om het gebied te onderwerpen, misschien omdat het weer milder was dan toen Caesar er een veldtocht hield. Uiteindelijk onderwierpen ook Quintus Titurius Sabinus en Lucius Aurunculeius Cotta de Menapii om de overwinning compleet te maken. Caesar kwartierde al zijn legioenen in in Gallia Belgica om te overwinteren. Caesar ontving er slechts van twee Britse stammen gijzelaars, ondanks het feit dat veel meer stammen beloofd hadden er naar hem te sturen.
De senaat besloot om dankspelen van 20 dagen te organiseren ter ere van Caesars veldtochten, eerst tegen de Germanen op de andere oever van de Rijn, daarna tegen de Britten en de onderwerping van de Gallische volkeren die in opstand gekomen waren. Hij was de eerste Romein die de Rijn Het Kanaal overgestoken had en voet en wal had kunnen zetten in Brittannië.
De moderne historici gedragen zich zeer kritisch ten opzichte van de twee oversteken van Caesar, zowel die naar Germanië als die naar Brittannië. Camille Jullian, die de proconsul nochtans meestal erg gelooft, verwijt het Caesar dat hij te veel gebieden wilde veroveren zonder dat hij in degene die hij eerder veroverd had vrede had gebracht. Carcopino, die altijd strenger is voor de generaal, verwerpt de argumenten van Jullian over de twee expedities en geeft andere redenen: ten eerste wilde Caesar enkel de Romeinse wereld onder de indruk maken. Vervolgens bevestigde hij zijn autonomie door naar gebieden te gaan waar de Romeinse wetten niet golden. Verder, door de oorlog naar een ander gebied te verplaatsen stelde hij zichzelf voor als beschermer van de Galliërs. Hij veroverde niets, maar dit was eigenlijk enkel en alleen een machtsvertoon tegenover de Britten. Ten slotte zorgde Caesar ervoor dat de Romeinen hem door zijn buitengewone expedities nooit zouden vergeten. Ook bracht hij zijn twee volgende boeken uit, die onmiddellijk een groot succes waren.
Julius Caesar beval zijn luitenants en zijn troepen om tijdens de winter van 55 v.Chr. zo veel mogelijk schepen te bouwen en om de oude te herstellen. Hijzelf vertrok, zoals elk jaar, uit Gallië om de winter door te brengen in zijn provincies. Eerst ging hij naar Italië, daarna naar Gallia Cisalpina en Illyrië, waar de Pirustae aan het plunderen waren geslagen. Deze laatsten werden, nadat ze gijzelaars gezonden hadden naar Caesar, gepardonneerd.

#### Verlenging van het triumviraat en Caesars mandaat
Vanaf 56 v.Chr. zette Lucius Domitius Ahenobarbus, kandidaat voor het consulaat en gesteund door Cato en Cicero, de afzetting en de vervanging van Caesar op zijn programma. Omdat hij nog altijd verplicht was om in Gallië te blijven, ging hij opnieuw, net als Crassus en Pompeius, naar de stad Lucca. Ze verlengden alle drie hun bondgenootschap en stelden een verdeling van de provincies samen. Ondertussen Ahenobarbus en Cato werden aangevallen in het midden van het forum om ervoor te zorgen dat ze geen campagne meer konden voeren tegen Caesar. Pompeius en Crassus profiteerden van de ondersteuning van Caesar om mee te doen aan de verkiezingen en om verkozen te worden voor een tweede consulaat in 55 v.Chr. Cicero had enkele plichten tegenover Pompeius, waaraan hij telkens opnieuw herinnerd werd door zijn broer Quintus. Cicero moest buigen en steunde de verlenging van het mandaat van Caesar voor nog eens vijf jaar.

### 54 v.Chr.: Britten, Eburones en Treveri

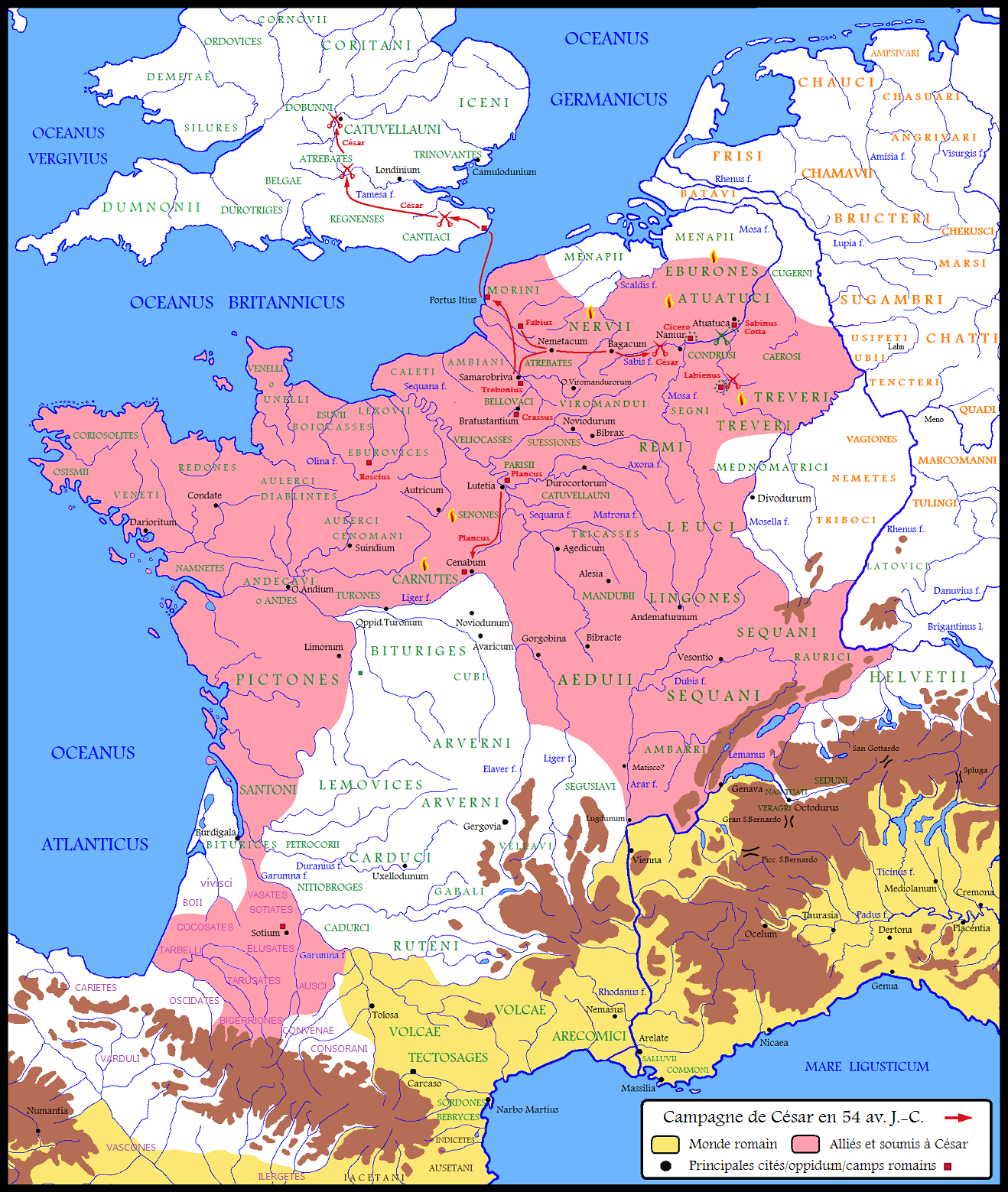
De campagne van Caesar in 54 v.Chr.

#### Voorbereidingen voor het vertrek naar Brittannië
Eenmaal de problemen met de Pirustae in Illyrië geregeld waren, sloot Caesar zich weer aan bij zijn leger in Gallia Belgica, om te zien dat de vloot van 600 schepen klaarlag in Portus Itius (Boulogne-sur-Mer).
Hij besloot daarna om met vier legioenen en 800 cavaleristen op te marcheren tegen de Treveri, die zijn bevelen niet meer gehoorzaamden en van wie hij dacht dat ze de Germanen de Rijn lieten oversteken. Binnen deze stam was er een machtsstrijd aan de gang over wie de alleenheerschappij behoorde te krijgen: Indutiomarus of Cingetorix. Deze laatste onderwierp zich onmiddellijk aan Caesar terwijl zijn tegenstander zich klaarmaakte voor de oorlog. Toen hij echter te horen kreeg dat het Romeinse leger op zijn weg was, onderwierp ook hij zich en zond een aantal gijzelaars, waaronder zijn naaste familieleden. Caesar liet alle macht overgaan op Cingetorix, waardoor hij Indutiomarus tot zijn een van zijn ergste vijanden maakte.
Nadat hij teruggekeerd was naar Portus Itius, verzamelde hij bijna 4000 Gallische cavaleristen om ze mee te nemen naar Brittannië, ook in de hoop om nieuwe opstanden tegen te houden, aangezien de Gallische cavalerie de adel van Gallië vertegenwoordigde. Onder hen was de Aeduer Dumnorix, die nochtans weigerde om buiten Gallië te gaan. De vloot bleef gedurende een maand in Gallië door de slechte wind. De situatie in het Romeinse kamp bleef kalm, maar toen Caesar het bevel gaf om aan boord te gaan, verlieten Dumnorix en zijn Aeduïsche cavaleristen het Romeinse kamp om terug te keren naar hun land. Caesar beval dat hij ter dood gebracht moest worden en alle cavaleristen sloten zich uiteindelijk weer aan bij hem.

#### Tweede expeditie naar Brittannië
Eenmaal de orde hersteld was, liet Caesar Labienus in Gallië achter onder leiding van drie legioenen en 2000 cavaleristen om het vasteland te controleren, de havens te bewaken en hem te voorzien van voorraden. Caesar vertrok met vijf legioenen en 2000 cavaleristen naar Brittannië zonder enige tegenstand te ondervinden.
Caesar, nadat hij Quintus Atrius had achtergelaten als bevelhebber van de vloot met drie cohorten en 300 cavaleristen, rukte met zijn leger op naar het Britse leger dat zich had verzameld op de hoogten in het binnenland. De Romeinse cavalerie drukte de vijand en zijn strijdwagens terug naar een rivier, waarna hij zich terugtrok in de bossen. Toen de Britten ook nog het Zevende Legioen zagen aankomen in een testudo-formatie, gaven ze hun sterke positie volledig op en sloegen op de vlucht. Caesar koos ervoor om hen niet te achtervolgen, hij kende het land immers niet. Daarna versterkte hij zijn kamp.

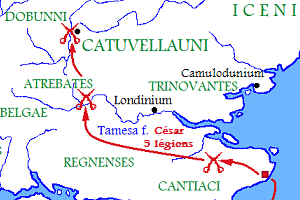
De tweede expeditie van Julius Caesar naar Brittannië (54 v.Chr.)

De volgende ochtend, nadat hij de infanterie en cavalerie in drie groepen verdeeld had, stuurde Caesar deze om de vluchtenden te achtervolgen. Caesar hoorde toen van Quintus Atrius dat een zware storm zo goed als alle schepen van de vloot had vernietigd, en riep daarop zijn mannen terug. Hij beval de herstelling van het grootste deel van de schepen en vroeg aan Labienus om er ook te bouwen en naar hem te sturen. Nadat hij de vloot verborgen had, keerde hij terug naar het versterkte kamp waar hij zag dat alle Britten zich hadden verenigd onder een enkele leider, Cassivellaunus, het stamhoofd van een stam ten noorden van de Theems.
Er braken opnieuw gevechten uit tussen de Romeinse en Britse cavalerie, die steeds bijgestaan werd door strijdwagens. Die gevechten draaiden telkens in het voordeel van de Romeinen uit. Maar de tactiek van de Britten verraste de Romeinen: ze vielen plotseling aan en trokken zich daarna snel terug, waardoor ze de Romeinen enkele verliezen toebrachten. Maar omdat deze zich konden herstellen en de Britten konden terugdrijven, werden de eilandbewoners gedwongen om zich terug te trekken, zodat ze niet te veel verliezen zouden lijden. De Romeinse cavalerie werd opnieuw verrast terwijl ze de vluchtende Britten achtervolgden, waardoor ze nu waren afgesneden van het hoofdleger. Verder hadden de Britten nog altijd niet al hun troepen gestuurd, slechts een klein deeltje. Ze probeerden eens hun volledige leger op de drie Romeinse legioenen die aan het foerageren waren, af te sturen, maar de aanval werd al snel een geregelde veldslag, en de Britten werden op de vlucht gedreven. Op die plaats hadden ze geen enkele kans om de Romeinen te verslaan.

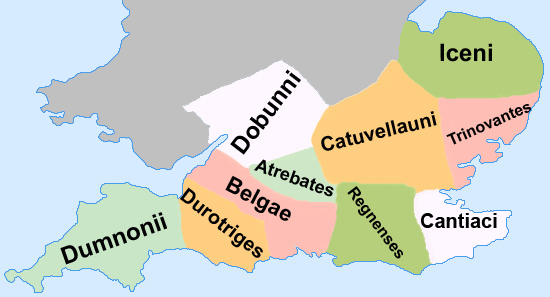
Volkeren in het zuiden van Brittannië tegen wie Caesar vocht tijdens zijn tweede expeditie

Caesar wilde naar het gebied van Cassivellaunus gaan om de oorlog zo te beëindigen. Hij moest hiervoor de Theems oversteken, waarin geen enkele doorwaadbare plaats was. Maar de Romeinen konden de Britten, die daar opgesteld waren, ondanks een moeilijke oversteek, op de vlucht drijven. De Britten konden niet op tegen de Romeinse legioenen. Cassivellaunus, wetend dat hij een georganiseerd Romeins leger niet kon verslaan, hernam zijn tactiek van schermutselingen, en viel telkens opnieuw kleine aantallen soldaten die aan het foerageren waren aan en hij vernietigde alle voorraden rond het leger van Caesar. Het Romeinse leger werd echter gered van de uithongering dankzij het feit dat het Britse leger verdeeld raakte en de Trinovantes zich onderwierpen aan de Romeinen en hen voorraden stuurden. Vervolgens was het aan de beurt van de Cenimagni, de Segontiaci, de Ancalites, de Bibroci en de Cassi om zich aan te sluiten bij de Romeinen. Cassivellaunus trok zich terug naar een natuurlijk versterkte plek, maar zijn troepen konden de Romeinen wederom niet tegenhouden, waardoor de plaats veroverd werd. Het is mogelijk dat dit fort het fort is op de heuvel van St Albans.
Cassivellaunus probeerde zijn leger, onder leiding van Cingetorix, Carvilius, Taximagulus en Segovax, daarna naar de kust te sturen, maar het werd teruggedreven door de cohorten die de vloot bewaakten. Omdat hij alle gebieden zag die vernield waren door de legioenen van Caesar onderwierp Cassivellaunus zich aan Caesar door de tussenkomst van Commius. De proconsul accepteerde zijn overgave snel in ruil voor gijzelaars en een som geld. De zomer liep immers ten einde, en de Romeinse generaal wilde terugkeren naar Gallië om er te overwinteren. Vanaf het moment dat hij de gijzelaars ontvangen had, keerde hij terug naar de kust met zijn mannen, liet de herstelde vloot terug te water en stak daarna het Kanaal over.
Hoewel hij geen nieuwe veroveringen had gedaan in Brittannië, werd Caesars expeditie gezien als een succes aangezien hij er de bevolking had geterroriseerd en er vazalstaten had gemaakt, wat het eiland in de invloedssfeer van Rome gebracht had. Hij was de eerste Romein die met zijn legioenen Het Kanaal had overgestoken. Daaruit vloeiden de diplomatieke uitwisselingen en relaties uit voort die de weg openden voor de Romeinse verovering van het eiland in 43 na Christus.

#### Opstanden in Gallië
Bij zijn terugkomst in Gallië woonde Caesar de vergadering van de Galliërs bij in Samarobriva (Amiens) en herverdeelde hij zijn legioenen in andere delen van Gallië, verschillend aan die van de vroegere jaren. Dit wegens een hongersnood veroorzaakt door de droogte. Caesar vertrok deze keer niet naar Italië eenmaal de legioenen ingekwartierd waren.
- Gaius Fabius werd met een legioen naar de Morini gestuurd
- Quintus Tullius Cicero met een legioen naar de Nervii
- Lucius Roscius met een legioen naar de Esuvii
- Titus Labienus met een legioen naar de Remi, aan de grens met de Treveri
- Marcus Crassus, Lucius Munatius Plancus en Gaius Trebonius met drie legioenen naar de Belgae
- Quintus Titurius Sabinus en Lucius Aurunculeius Cotta met een kort daarvoor gerekruteerd legioen en vijf cohorten bij de Eburones

Ondertussen werd bij de Carnutes het stamhoofd, Tasgetius, een vertrouweling van Caesar, vermoord. Lucius Munatius Plancus werd gestuurd om de schuldigen te berechten.

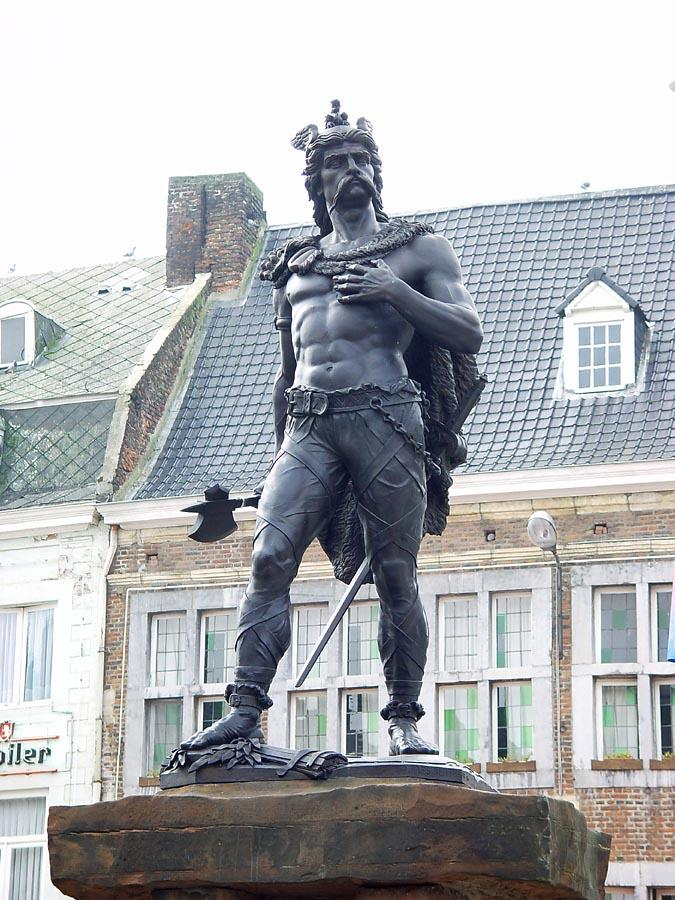
Standbeeld van Ambiorix op de markt van Tongeren

De Eburones, die onder leiding van Ambiorix en Catuvolcus stonden, hielpen eerst het legioen dat zich op hun grondgebied bevond door hen te voorzien van voedselvoorraden. Maar na twee weken vielen ze, geholpen door enkele andere stammen, tevergeefs het Romeinse kamp aan dat onder leiding stond van Quintus Titurius Sabinus en Lucius Aurunculeius Cotta. Deze laatsten stuurden gezanten naar Ambiorix, die hen waarschuwde dat er een opstand woedde in gans Gallië; het was een coalitie met als doel om alle legioenen op hetzelfde moment aan te vallen, zodat het leger van Caesar zich niet kon herenigen. Ambiorix zei dat hij tegen deze coalitie was en dat hij de Romeinen zou helpen. Volgens hem hadden enkele stamleden het kamp zonder zijn goedkeuring aangevallen. Hij liet hen geloven dat ook de Germanen de Rijn hadden overgestoken om zich ook aan te sluiten bij de Galliërs, en na veel discussie verlieten het legioen en de cohorten onder leiding van Sabinus en Cotta hun kamp om zich aan te sluiten bij de andere Romeinse legioenen.

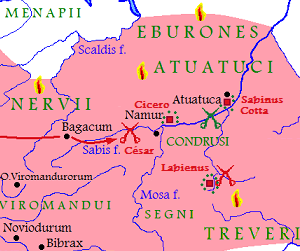
De opstand van Ambiorix en zijn bondgenoten tegen de Romeinen in Gallia Belgica (54 v.Chr.). Chronologische volgorde van de gebeurtenissen:
1. De slachting bij Aduatuca van het legioen van Sabinus en Cotta
2. Overwinning van Caesar op het leger dat Cicero belegerde
3. Overwinning van Labienus op het leger dat hem belegerde

Ambiorix leidde de Eburones over het pad dat de Romeinen zouden nemen en bereidde een hinderlaag voor in de vallei waardoor de Romeinen zouden marcheren (tussen Glaaien en Beurs). Dit was mogelijk de vallei van de Jeker. Zo begon de Slag bij Aduatuca. De Romeinse soldaten, langs alle kanten omsingeld door een leger van weliswaar dezelfde grootte, maar dat zich voordelig had opgesteld, zaten in de val. Het gevecht nam de volledige dag in beslag, maar uiteindelijk was zo goed als iedere Romein gesneuveld. Sabinus werd gedood door verraad toen hij probeerde te onderhandelen en Cotta sneuvelde tijdens het gevecht. Sommige overlevende Romeinen konden zich weer aansluiten bij het kamp van Titus Labienus om hem de ramp te melden: een Romeins legioen (Legio XIV Gemina) en vijf cohorten en hun twee luitenants, ongeveer 8000 man, waren gesneuveld in de hinderlaag van Ambiorix, het stamhoofd van de Eburones.
De overwinning van Ambiorix zorgde ervoor dat de opstand verspreid werd tot bij de Atuatuci en de Nervii, waar Quintus Tullius Cicero overwinterde, daarna tot bij de Ceutrones, Grudii, Leuaci, Pleumoxii en de Geidumnes, vazallen van de Eburones. Al deze volkeren vielen Cicero aan, wiens legioen hen maar nauwelijks kon tegenhouden. Daarna begonnen ze het kamp te versterken. Elke dag hielden de Romeinen met veel moeite het nieuwe coalitieleger tegen. De Galliërs probeerden dezelfde strategie als degene toegepast bij Sabinus en Cotta toe te passen, in de hoop dat Cicero ook in de val zou trappen, maar hij weigerde om het kamp te verlaten. Daarom begonnen de Nervii het Romeinse kamp te belegeren, waar twee centuriones van Legio VII Claudia, Lucius Vorenus en Titus Pulio, zich onderscheidden.
Het legioen had steeds meer moeite om de aanvallen tegen te houden en de boodschappers die Cicero naar Caesar stuurde werden tegenhouden en ter dood gebracht in het zicht van de Romeinse soldaten. Caesar ontving uiteindelijk een van de brieven van het omsingelde legioen dankzij een Gallische slaaf en beval onmiddellijk aan Marcus Crassus en Gaius Fabius, net als aan Labienus als hij kon, om zich bij hem aan te sluiten om het Zevende Legioen te hulp te schieten. Labienus kon hem echter niet gaan helpen, omdat hij zelf omsingeld was door de Treveri, waardoor hij zich niet kon aansluiten bij het leger van Caesar, maar hij informeerde hem over de nederlaag van het legioen van Sabinus en Cotta. Caesar vertrok aan het hoofd van twee legioenen op een geforceerde mars richting de Nervii.
De Nervii, die hoorden over de aankomst van een Romeins leger, hieven het beleg op en maakten zich klaar voor de strijd. Volgens Caesar waren ze met 60.000 terwijl hijzelf slechts twee legioenen onder zijn leiding had (7000 man). Toen Caesar hoorde dat Cicero en zijn legioen niet meer bedreigd werd, liet hij een versterkt kamp bouwen om de vijand op te wachten. Deze viel het kamp onvoorzichtig aan en werd op de vlucht gedreven door de Romeinen. Caesar sloot zich daarna weer aan bij het Zevende Legioen, dat uitgeput maar gered was.
Ook de Treveri, die onder leiding stonden van Indutiomarus, hieven het beleg op, waardoor ze het legioen van Titus Labienus weer even wat ademruimte lieten. Caesar herenigde drie legioenen dicht bij Samarobriva om ze in te kwartieren voor de winter en bleef ook zelf in Gallië. Ook Lucius Roscius en het Dertiende Legioen waren afgesneden geweest van Caesar door de Armoricanen, die hem aangevallen hadden maar zich hadden teruggetrokken toen ze gehoord hadden over de nederlaag van de Nervii. Niettemin hieven in geheel Gallië de stammen hun wapens opnieuw op tegen de Romeinen na de afslachting bij de Eburones.
De Treveri van Indutiomarus probeerden zich aan te sluiten bij de Germaanse stammen en sloten zich aan bij een aantal stammen die in opstand waren tegen Rome. Onder hen waren de Senones, Carnutes, Nervii en de Atuatuci. Ze maakten zich klaar voor de oorlog en besloten om op te marcheren tegen het legioen van Labienus. Deze laatste had zijn legioen een versterkt kamp laten opzetten op een zo goed als onneembare plaats. Verder was een aantal Gallische cavaleristen dat trouw was gebleven aan Rome erin geslaagd om zich bij hem aan te sluiten. Hieronder waren de ruiters van Cingetorix, de tegenstander van Indutiomarus bij de Treveri die trouw gebleven was aan Rome. Labienus bedacht in plaats van te proberen het volledige vijandelijke leger uit te roeien in een veldslag een ander plan. Dankzij zijn cavalerie, bijgestaan door enkele cohorten, kon hij de vijandige ruiterij op de vlucht drijven, maar hij beval dat ze de vluchtenden niet moesten achtervolgen of doden, uitgezonderd Indutiomarus zelf, voordat de vijandige infanterie aanviel. Labienus' plan slaagde en het hoofd van zijn tegenstander werd naar hem gestuurd. Hierna sloegen de Galliërs op de vlucht. Een aantal van hen werd gedood door de Romeinse cavalerie en die van hun bondgenoten. Dit maakte een einde aan de opstanden in Gallia Belgica – althans voor dat jaar.

### 53 v.Chr.: nog een opstand in Gallië

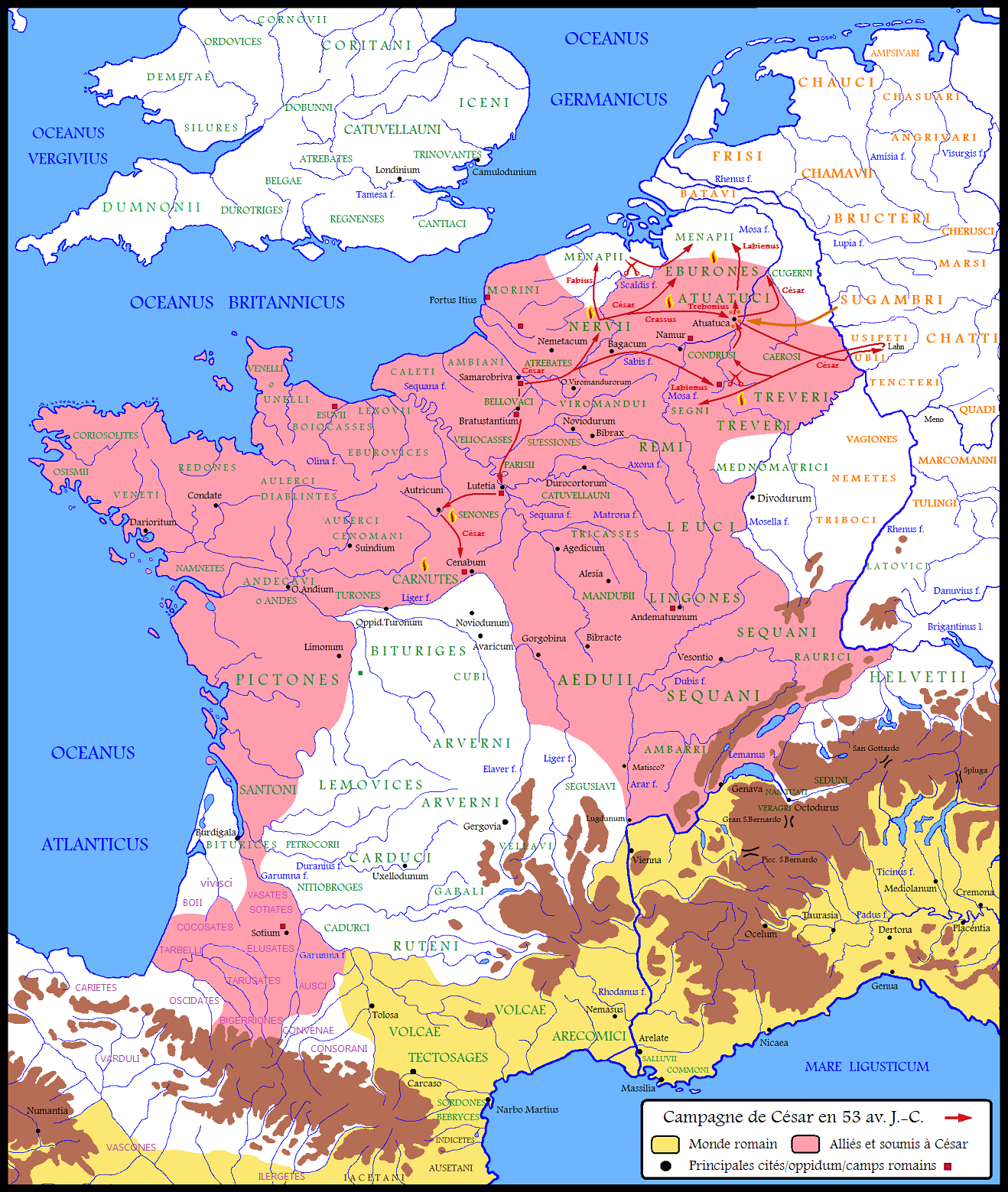
De campagne van Caesar in 53 v.Chr.

#### Veldtocht tegen de Menapii en de Treveri
Aan het einde van het consulaat van de twee andere triumviri in 54 v.Chr. kreeg elk van beide het gouverneurschap over een provincie: Crassus vertrok naar Azië om er militaire glorie te zoeken om zo Pompeius en Caesar bij te benen. Pompeius kreeg Hispania en Africa, maar hij besloot om in Rome, het machtscentrum, te blijven en stuurde zijn legaten om zijn provincies te besturen. Van de vier legioenen die Pompeius onder zijn hoede kreeg, stuurde hij er twee als versterking naar Caesar, die daar dringend nood aan had. Caesar, die tot dan toe de teugels van het triumviraat in handen had gehouden, moest de macht overgeven aan Pompeius terwijl hijzelf in Gallië moest blijven. Er kan opgemerkt worden dat Pompeius, ondanks de dood van Julia, zijn vrouw en dochter van Caesar, bewonderenswaardige inspanningen deed om de taak van Caesar te vergemakkelijken. Caesar bezat nu meer soldaten dan ooit.
Als gevolg van de opstanden van de winter van 54 v.Chr., het verlies van een volledig legioen en de vele aanvallen die de Romeinse aantallen hadden doen slinken, beval Caesar de mobilisatie van nieuwe troepen om zo zijn verloren legioen (Legio XIV Gemina) te reformeren. Verder werden er nog drie legioenen gerekruteerd, waaronder de twee van Pompeius (Legio XV Apollinaris en Legio I Germanica), het dubbele van het aantal gesneuvelde soldaten bij Aduatuca. Caesar wou zo tonen aan de Galliërs dat de Romeinen veel meer troepen kunnen rekruteren dan er zich in Gallië bevonden in een recordtijd. Hij was vastbesloten om opnieuw het initiatief te nemen in het komende jaar en begon een strafcampagne in het noorden van Gallië, om zo een algemene opstand te voorkomen.
Na de dood van Indutiomarus door het plan van Titus Labienus hadden de Treveri niet meer de moed om helemaal alleen de wapens op te nemen en vroegen hulp aan de Germanen, net als aan andere Gallische stammen. Ambiorix sloot zich bij hen aan, net als de Nervii, de Atuatuci, de Menapii, de Senones, de Carnutes en enkele Germaanse stammen aan de Rijn.
Julius Caesar wilde ervoor zorgen dat deze nieuwe coalitie zich niet kon organiseren en herenigde nog voor het begin van de zomer de vier legioenen die hij bij zich had. Hij ging zonder plan naar het gebied van de Nervii in maart 53 v.Chr. Deze werden verslagen, hun grondgebied werd geplunderd en ze moesten zich onderwerpen. Bij de vergadering met de Galliërs die hij al elke lente had bijeengeroepen sinds het begin van de oorlog, ontbraken er drie volkeren: de Treveri, de Senones en de Carnutes. Het was een zekere Acco die de opstand leidde. Caesar marcheerde in april op tegen hen nadat hij de vergadering van de Galliërs had verplaatst naar Lutetia (Parijs), de hoofdstad van de Parisii, buren van de Senones. De Senones werden onderworpen met behulp van de Aedui, hun vroegere bondgenoten. Daarna was het de beurt aan de Carnutes, deze keer met behulp van de Remi, nog steeds trouwe bondgenoten van de Romeinen.
In dit deel van Gallië werd de opstand zo onderdrukt. De enigen die overgebleven waren, waren de Treveri, de Menapii en de Eburones met hun stamhoofd Ambiorix. Caesar besloot om aan het hoofd van vijf legioenen op te marcheren tegen de Menapii, terwijl de rest van het leger en de bagage onder leiding stond van zijn eerste luitenant, Labienus. Aangekomen in het gebied van de Menapii begon Caesar te plunderen en ook zij gaven zich over. Ze werden geplaatst onder bewaking van Commius, de koning van de Atrebates. Daarna richtte Caesar zijn aandacht weer op de Treveri.
Deze besloten om Labienus, die op hun grondgebied overwinterde, en diens legioen aan te vallen. Op dat moment kwamen er echter twee nieuwe legioenen, gestuurd door Caesar, samen met de bagage aan. Daarom marcheerde Labienus op tegen de Galliërs en zette zijn kamp op dicht bij zijn vijanden voordat de Germaanse hulptroepen aankwamen. Hij gebruikte opnieuw een list. Hij liet hen geloven dat hij zich wilde terugtrekken en de rivier, die de twee kampen van elkaar scheidde, niet over wilde steken. Dit had als gevolg dat de Galliërs een charge uitvoerden op het Romeinse leger. De Romeinen draaiden zich echter om, weerstonden de eerste schok en joegen de vijandelijke troepen op de vlucht. Labienus nam de leiding over de cavalerie en achtervolgde hen, waarbij hij vele gevangenen maakte. Tien dagen later gaven de Galliërs zich over. Zo kreeg Cingetorix, een Trevierse bondgenoot van Caesar, weer de alleenheerschappij over de Treveri.

#### Tweede oversteek van de Rijn
Caesar besloot na de overwinning van Labienus op de Treveri om de Rijn opnieuw over te steken, en dit wel om twee redenen: de eerste was om de Germanen te straffen omdat ze hulptroepen hadden gestuurd naar de Gallische rebellen. De tweede was om ervoor te zorgen dat Ambiorix, de verantwoordelijke voor het verlies van een volledig legioen, de Rijn niet kon oversteken. Na een paar dagen bouwden de Romeinen een nieuwe brug, dicht bij de plek waar hij de rivier eerder had overgestoken. Caesar liet een aantal soldaten achter om de brug te bewaken, vooral aan de Gallische kant. Hij ging naar de Ubii, zijn voormalige bondgenoten, en onderwierp hen. Hij hoorde ook dat de Suebi hun troepen opnieuw verenigden op een enkele plek, in het midden van Germanië.
Caesar weigerde echter om nog dieper in vijandig gebied door te dringen, aangezien hij bijna geen voorraden meer had. Hij stak de Rijn opnieuw over en liet de brug opnieuw vernietigen. Hij liet echter twaalf cohorten onder leiding van Gaius Volcacius Tullus achter aan de Gallische kant van de Rijn, waar hij ook verschillende versterkingen liet bouwen.

#### Uitroeiing van de Eburones
Bij zijn terugkomst uit Germanië besloot Caesar om op te marcheren tegen Ambiorix door de Ardennen te doorkruisen. Hij stuurde Minucius Basilus aan het hoofd van de cavalerie vooruit om de Eburones te verrassen en hun stamhoofd te doden. Maar deze laatste kon, beschermd door enkelen die zich dicht bij hem bevonden, wegvluchten toen de Romeinse ruiters aankwamen. Hij kon zijn leger echter niet opnieuw verzamelen om te vechten tegen de Romeinen, en de Galliërs verkozen om zich te verstoppen in plaats van te vechten. Catuvolcus, de andere koning van de Eburones en volgens Caesar al een oude man, pleegde zelfmoord.
Aangekomen in het vijandelijk grondgebied ontving Caesar gezanten van de Segni en de Condrusi, volkeren die oorspronkelijk uit Germanië kwamen maar toen tussen de Eburones en de Treveri woonden. Ze verzekerden Caesar ervan dat ze noch hadden meegedaan aan de opstand, noch Ambiorix en zijn mannen hadden geholpen. De proconsul besloot om zijn troepen te herverdelen:
- Quintus Tullius Cicero moest met alle bagage, net als Legio XIV Gemina en 200 cavaleristen naar het kamp gaan dat Sabinus en Cotta hadden verlaten.
- Titus Labienus werd met drie legioenen naar de grens van de Menapii gestuurd.
- Gaius Trebonius werd met drie legioenen naar de grenzen met de Atuatuci gestuurd, met het bevel om deze te plunderen.

Caesar moest vechten tegen een verdeeld leger dat niets kon aanrichten tegen een georganiseerd leger, maar een georganiseerd leger kon ook niets aanrichten tegen hen omdat ze overal verspreid zaten. Nochtans had de Romeinse generaal besloten om de Eburones uit te roeien, de verantwoordelijken voor de slachting bij Atuatuca. Om dit te doen deed hij een beroep op andere Gallische volkeren, met de belofte dat ze alle oorlogsbuit zelf mochten houden. Dit deed hij liever dan zijn eigen mannen het bos in te sturen, wat zijn troepen in gevaar zou brengen.
De Sugambri hoorden dat ze vrij waren om het gebied van de Eburones te plunderen. Ze verzamelden 2000 ruiters en staken de Rijn over. Quintus Cicero, die de taak had om de Rijn te bewaken, liet hen oversteken en gaf hen zelfs de toestemming om hun voedsel van het land te halen. Ze vielen echter het Romeinse kamp aan, maar slaagden er niet in het in te nemen. De bewakers aan de poorten konden hen nauwelijks tegenhouden, en paniek verspreidde zich door de rangen van het legioen. De Germaanse cavalerie bracht ook de Romeinen die het kamp hadden verlaten en dus geen dekking hadden zware verliezen toe. Uiteindelijk trokken de Germanen zich terug bij de aankomst van de andere legioenen onder leiding van Caesar.
De Romeinse generaal stuurde zijn troepen vooruit om alle dorpen in brand te steken en al het land te plunderen, waardoor er geen voedsel meer te vinden was op het land. Zo werden de Eburones dus flink uitgedund. Enkel Ambiorix kon ontsnappen. Na de vernietiging van hun grondgebied keerde het leger, dat twee cohorten had verloren, terug naar Durocortorum (Reims). Caesar riep er een vergadering samen en berechtte de samenzwering van de Senones en de Carnutes. Acco, hun leider, werd veroordeeld tot de doodstraf op de Romeinse manier, wat een schok onder de Galliërs veroorzaakte.
Deze buitensporige represailles tegen de Galliërs, zoals de wrede uitroeiing van de Eburones, zorgde voor nieuwe opstanden, waarvan de belangrijkste die van Vercingetorix zou zijn. Het was het begin van de algemene opstand in Gallië. De wrede dood van Acco, die blijkbaar een gerespecteerd stamhoofd geweest was, zorgde ervoor dat geheel Gallië nu gemobiliseerd was tegen Caesar. De stamhoofden verzamelden zich op geïsoleerde plekken in de bossen. In elk geval verkondigden de Carnutes in hun enthousiasme het begin van de opstand.
In de herfst van 53 v.Chr. beval Julius Caesar om de vergaderingen in Chartres, de belangrijkste plek voor de druïdencultus, te verplaatsen naar Lutetia. De Bellovaci, de Senones, de Parisii, de Carnutes, de Eburones en de Treveri gingen hier echter niet naartoe. Caesar beschouwde dit als een oorlogsverklaring en marcheerde op tegen de Senones. De tegenstand van de Senones en de Carnutes duurde niet lang. Toen de legioenen aankwamen onderwierpen ze zich. De onderwerping van de Eburones en de Treveri beëindigde het zesde oorlogsjaar van de Gallische Oorlog.
Nu de winter aangekomen was en de veldtocht beëindigd, bracht Caesar zijn troepen onder in de winterkwartieren: twee legioenen bij de Treveri, twee bij de Lingones en zes bij de Senones. Zelf keerde hij terug naar Italië om zich bezig te houden met zijn andere provincies en om de gebeurtenissen in Rome te regelen. Daar was Publius Clodius Pulcher gedood in een gevecht, wat veel problemen veroorzaakte.
In 53 v.Chr. was het triumviraat door de dood van Marcus Crassus en zijn zoon Publius tegen de Parthen in de Slag bij Carrhae en de dood van Julia, de dochter van Caesar, en die van haar dochter die ze had bij Pompeius, verbroken. Caesar stelde Pompeius voor om te trouwen met zijn nichtje Octavia en om zelf te trouwen met de dochter van Pompeius zelf, maar deze aanbiedingen werden niet geaccepteerd.

### 52 v.Chr.: opstand van Vercingetorix

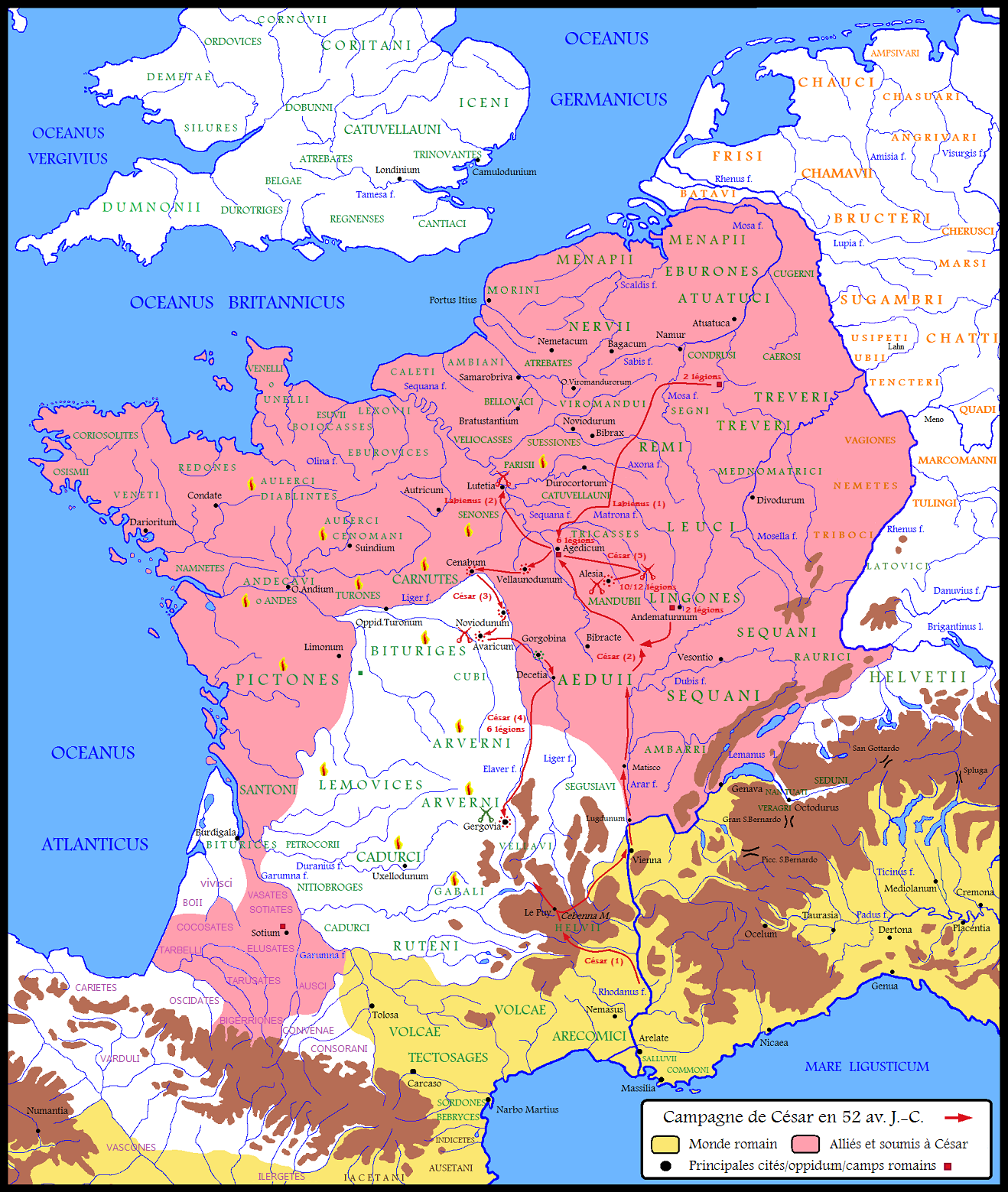
De campagne van Caesar in 52 v.Chr.

#### Begin van de opstand en de vernietiging van Avaricum
Eenmaal Julius Caesar teruggekeerd was naar Italië bereidde een coalitie zich voor in Gallië tegen Rome. Het eerste wapenfeit van deze nieuwe opstand was op 23 januari. Dit was de slachting bij Cenabum (Orléans), gepleegd door de Carnutes op bevel van Cotuatus en Conconnetodumnus. Alle Romeinse burgers die zich in de stad bevonden werden afgeslacht.

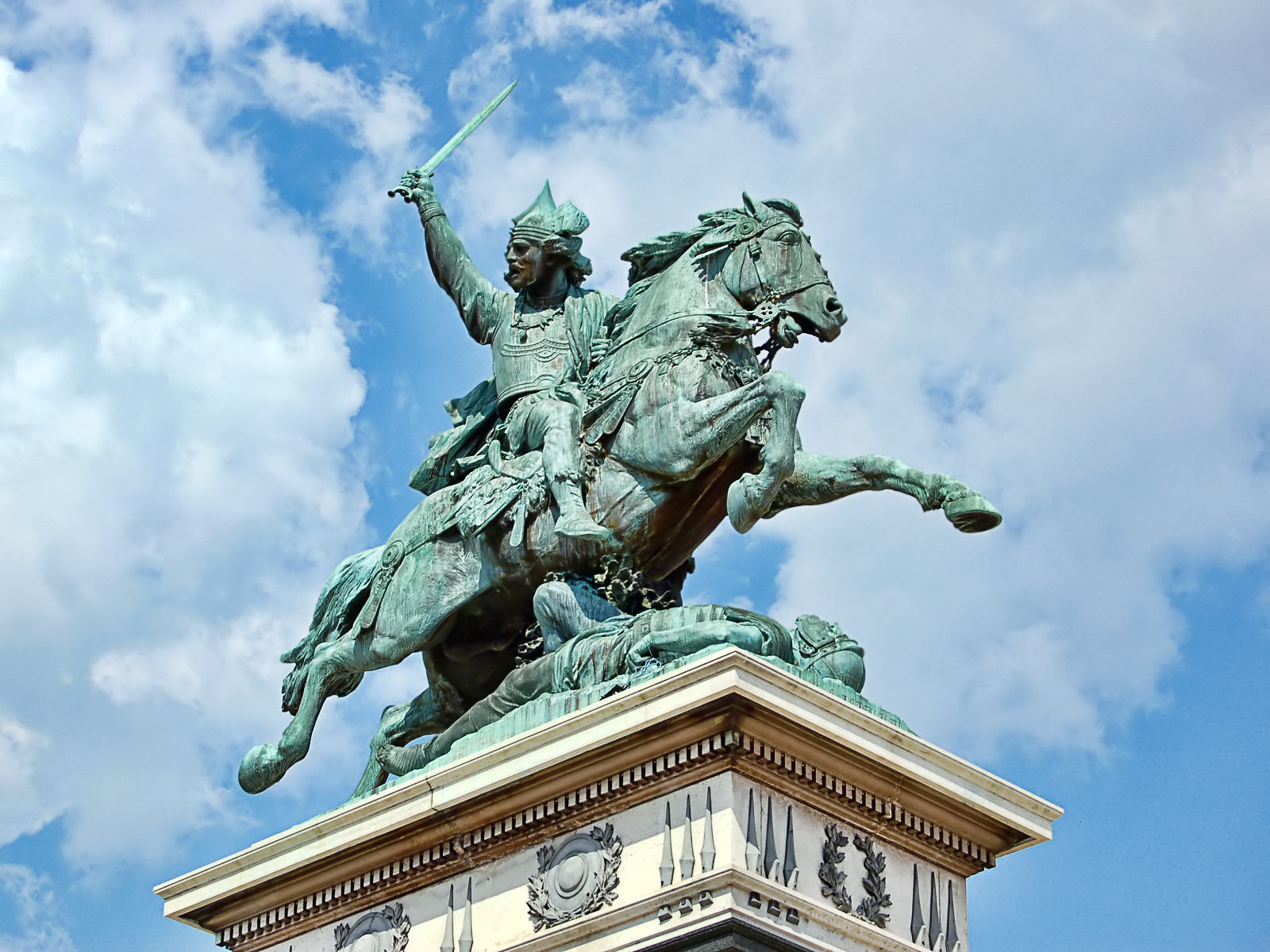
Standbeeld van Vercingetorix door Frédéric Auguste Bartholdi

Het nieuws verspreidde zich al snel door geheel Gallië, vooral bij de Arverni, waar een machtige edelman, Vercingetorix, zijn volk in een opstand leidde tegen Rome. De Senones, de Parisii, de Pictones, de Cadurci, de Turones, de Aulerci, de Lemovices, de Andecavi en alle andere volkeren die grensden aan de oceaan sloten zich aan bij de opstand en allen kwamen overeen dat Vercingetorix de leiding moest krijgen in het gevecht tegen de Romeinen. De Bituriges sloten zich op hun beurt ook aan bij hem, ondanks het feit dat ze vazallen van de Aedui waren.
Caesar kon zich niet opnieuw bij zijn troepen, die zich bevonden in het noorden van Gallië, aansluiten, aangezien een groot aantal van de volkeren in het centrum van Gallië in opstand waren en het andere deel niet te vertrouwen was. Verder sloten ook de Ruteni, de Nitiobroges en de Gabali zich op hun beurt aan bij de coalitie, waardoor Gallia Narbonensis nu bedreigd werd. Caesar haastte zich er onmiddellijk naartoe aan het hoofd van de nieuwe rekruten en organiseerde de verdediging rond Narbo Martius (Narbonne). Vercingetorix hoopte om Caesar te isoleren van zijn leger in de Romeinse provincies, maar hij stak de Cevennen en daarna het gebied van de Helvii over, waardoor hij de grens met de Arverni bereikte. Dit verbaasde hen omdat hij de bergen waarvan gedacht werd dat ze in de zomer niet te oversteken waren, overgestoken had. Maar de Romeinse generaal stopte niet in het gebied van zijn nieuwe vijand, die aan het terugkeren was om hem aan te vallen, maar stak het land van de Aedui, die nog bondgenoten van hem waren, over. Daarna doorkruiste hij het gebied van de Lingones waar hij een deel van zijn legioenen dat hier overwinterde terugvond. De Galliërs waren er niet in geslaagd om Caesar te isoleren van zijn legioenen.
Eenmaal Caesar weer de leiding had genomen over zijn legioenen hernam Vercingetorix het offensief. Hij keerde terug van bij de Bituriges en belegerde een stad van de Boii, vazallen van de Aedui. Aangezien de winter nog niet voorbij was, aarzelde Caesar om zijn bondgenoten te gaan helpen. Hij vreesde echter ook dat als hij hen niet te hulp kwam, ze over zouden lopen naar zijn vijanden. Daarom marcheerde hij aan het hoofd van zijn twaalf legioenen op tegen Vercingetorix. Hij liet slechts twee legioenen de bagagetrein van het volledige leger bewaken. Hij kwam langs de stad Vellaunodunum, een stad van de Senones, en nam deze in na slechts drie dagen. Hierdoor voorkwam hij dat zijn vijand hem in de rug kon aanvallen of dat zijn bevoorradingslijnen afgesneden werden. Hij ging rechtstreeks naar Cenabum, een stad van de Carnutes, dat hij met een verrassingsaanval innam. De Galliërs die verdedigers waren geweest en op de vlucht geslagen waren, liet hij tot op de laatste man doden als wraak. Caesar stak daarna de Loire over en kwam aan in het gebied van de Bituriges. Daar werd de stad Noviodunum (Nevers) aan hem overgeleverd, een stad van de Bituriges, maar de inwoners namen de wapenen weer op bij de aankomst van de ruiterij van Vercingetorix, die voor de rest van het leger kwam. De Romeinse cavalerie moest eerst wijken voor de Gallische, maar de versterking van 600 Germanen liet de balans doorslaan in het voordeel van de Romeinen. Na deze kleine overwinning gaf Noviodunum zich definitief over aan Caesar, die besloot om op te marcheren tegen Avaricum (Bourges), de grootste stad van de Bituriges.

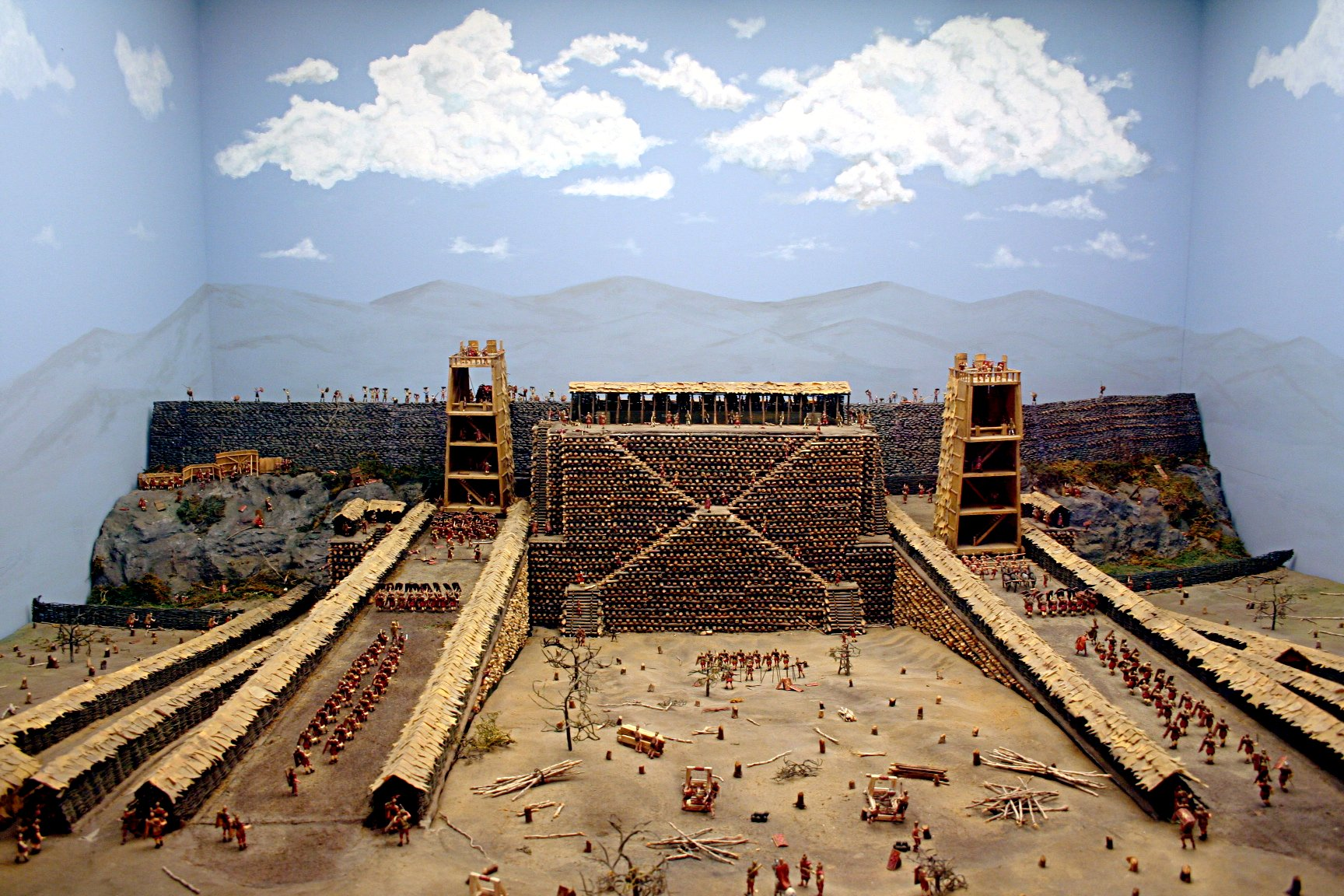
Maquette van het Beleg van Avaricum

Vercingetorix nam na deze tegenslagen een nieuwe tactiek aan: die van de verschroeide aarde. Er werden op een dag meer dan twintig steden van de Bituriges vernietigd en verschillende andere in de buurt van Caesar, om zo zijn bevoorradingslijnen af te snijden. Enkel de stad Avaricum werd niet vernietigd, omdat de Kelten dachten dat de stad toch onneembaar was. Het resultaat van Vercingetorix' tactiek was dat Caesars leger, dat zich nu bij Avaricum bevond, al snel geen voorraden meer had. Hij werd slechts weinig geholpen door de Aedui. Caesar probeerde om het kamp van zijn tegenstanders met een verrassingsaanval in te nemen, maar hij moest vechten tegen het volledige vijandelijke leger, dat zich ook nog eens op een heuvel had opgesteld. Daarom begon hij de stad te belegeren. De inwoners van Avaricum verdedigden zich moedig en ze vertraagden het beleg enorm (vooral door de belegeringsschansen telkens weer te vernielen). De eerste aanvallen draaide op niets uit voor de Romeinen. Er werden verschillende belegeringstorens in brand gestoken en de belegerden groeven tunnels om de torens en versterkingen van de Romeinen te doen instorten. Op zijn beurt probeerde Vercingetorix om met zijn cavalerie en lichte infanterie alle bevoorradingstreinen voor de Romeinen te vernietigen.
Onder de gietende regen probeerden de Romeinse legioenen een nieuwe aanval en probeerden ze gebruik te maken van de wanorde die gecreëerd was door deze verrassingsaanval op een onverwacht moment. De inwoners van de stad wilden vluchten, maar werden afgeslacht aan de poorten door de legionairs. De Romeinen namen zo de stad in. Het Romeinse leger plunderde de stad niet alleen, maar, denkend aan de slachting in Cenabum, doodde elk levend wezen dat zich in de stad bevond: niet enkel de Keltische krijgers, maar ook de oudere mannen, de vrouwen en de kinderen werden gedood. Enkel 800 van de 40.000 inwoners slaagden erin om zich opnieuw aan te sluiten bij Vercingetorix, wiens kamp niet ver van daar stond.
Vercingetorix was niet ontmoedigd na het verlies en de vernietiging van Avaricum en slaagde erin om andere Gallische volkeren over te halen om zich aan te sluiten bij hem. Op zijn beurt bleef Caesar enige tijd in Avaricum, waar zijn leger voorraden en rustplaatsen vond. Toen de winter aan zijn einde liep, maakte hij zich klaar om een nieuwe veldtocht te beginnen. Zijn bondgenoten, de Aedui, hadden ondertussen te maken met interne problemen: de macht werd verdeeld tussen Convictolitavis en Cotus. De burgeroorlog bedreigde het volk, een van de enige die trouw gebleven waren aan Caesar tijdens de gehele oorlog. Wetende dat Vercingetorix zich zou kunnen aansluiten bij een van de twee facties, greep Caesar in en nam Cotus zijn macht af, waardoor Convictolitavis het enige stamhoofd was geworden.

#### Overwinning van Vercingetorix bij Gergovia

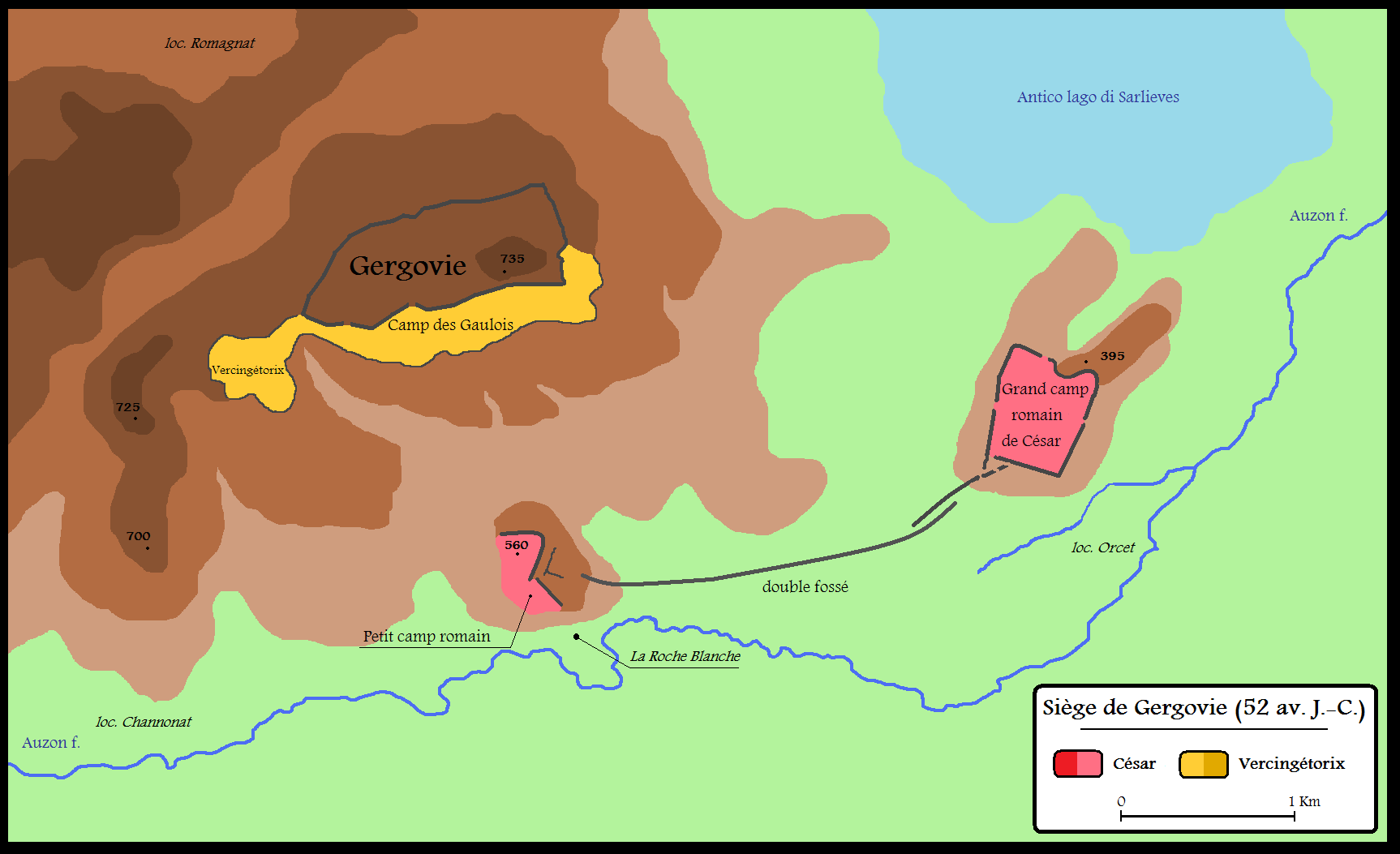
Beleg van Gergovia.

Caesar verdeelde zijn leger in twee. Hij liet vier legioenen en de cavalerie achter bij Labienus om naar de Senones en de Parisii te gaan. Zelf ging hij aan het hoofd van zes andere legioenen richting Gergovia, dat aan de rivier de Allier, waarvan Vercingetorix alle bruggen had vernietigd, lag. Maar Caesar kon een van deze bruggen herstellen en de rivier oversteken. Het Gallische leger koos ervoor om zich terug te trekken in plaats van zich tot een veldslag te wagen. Ze trokken zich terug in de stad zelf. Er vonden enkele cavalerieschermutselingen plaats. Het oppidum en de dichtstbijzijnde heuveltoppen waren bezet door de troepen van Vercingetorix. Omdat Caesar de stad niet zomaar kon bestormen, besloot hij om deze te belegeren. Hij begon het beleg echter niet voordat de bevoorradingslijnen veiliggesteld waren. Caesar liet eerst een groot kamp bouwen en probeerde zijn positie te versterken, waardoor er nog meer schermutselingen plaatsvonden. Daarna gebruikte hij twee legioenen om een groep Galliërs weg te lokken vanop een heuvel dicht bij het oppidum. Hij liet er een klein kamp bouwen, net als een dubbele gracht van 12 voet breed tussen de twee kampen, wat ervoor zorgde dat de Romeinen relatief veilig tussen de twee kampen konden marcheren.
De Aedui hadden Caesar beloofd om ongeveer 10.000 man naar hem te sturen onder leiding van Litaviccus. Maar deze laatste verried, onder invloed van Convictolitavis, Caesar en wilde zich aansluiten bij de Arverni. De Romeinse generaal was dit verraad echter te snel af dankzij de hulp van Aedui die trouw gebleven waren, Eporedorix en Viridomarus. Hij ging met vier legioenen de 10.000 Aedui tegemoet voor ze de tijd hadden gehad om zich bij de andere Kelten te voegen. Litaviccus werd gedwongen om te vluchten en sloot zich aan bij Vercingetorix in Gergovia. De rest van de Aedui werd gespaard door Caesar, die terugkeerde naar zijn kamp. Het kamp, dat onder leiding stond van Gaius Fabius met twee legioenen, had ondertussen te kampen gehad met een zware aanval tijdens de afwezigheid van de proconsul: een aantal legionairs was gewond geraakt, maar het kamp behouden, vooral dankzij de artillerie. Caesar haastte zich om zich weer aan te sluiten bij het kamp en om het leger weer te herenigen, waardoor het nu weer bestond uit zes legioenen.
Toen ze hoorden over het verraad van Litaviccus doodden de Aedui veel Romeinse burgers en plunderden en vernietigden hun eigendom. Maar eenmaal ze gehoord hadden dat deze laatste had moeten vluchten en dat zijn leger in handen was van Caesar, keerden de Aedui op hun schreden terug en vroegen vergiffenis aan de Romeinse generaal.

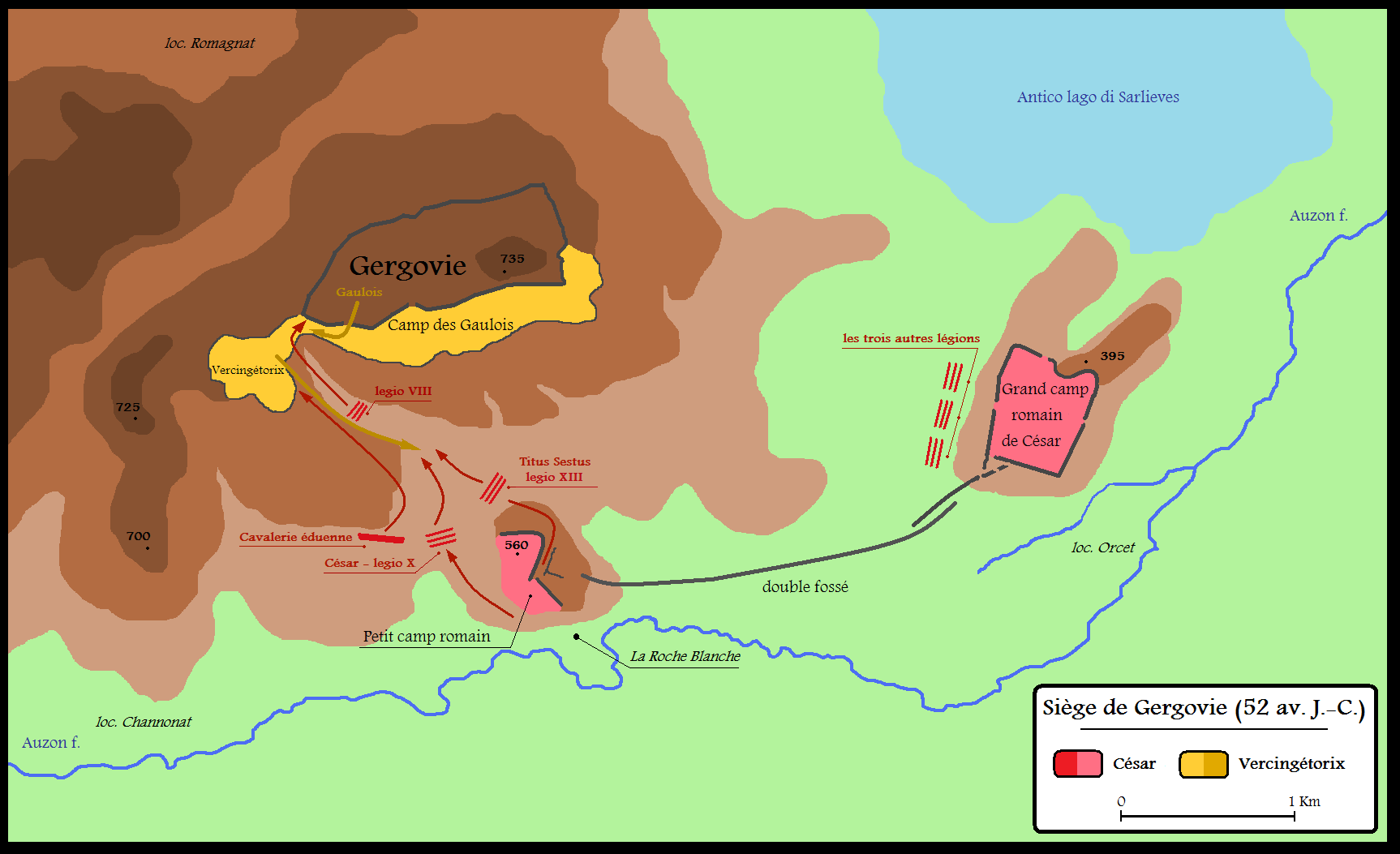
Beleg van Gergovia.

Caesar probeerde vervolgens om met een list het beleg te beëindigen; hij deed alsof hij een heuvel wilde innemen die bezet was door de Galliërs. Hij stuurde er enkele troepen naartoe. Ondertussen liet hij het grootste deel van zijn troepen naar het kleine kamp gaan. De Aedui in zijn leger deden ondertussen een aanval langs rechts terwijl ze het grote kamp verlieten. Dit leek te werken tot op het moment waarop Caesar, aan het hoofd van het Tiende Legioen, besloot tot de terugtocht. Het terrein verhinderde zijn plan echter. Een groot aantal van zijn troepen hoorde het signaal niet en bleven vechten, vooral de soldaten van het Achtste Legioen. Verder verwarden ze de Aedui die een afleidingsmanoeuvre uitvoerden op de flank met de belegerden, waardoor ze op de vlucht sloegen. Daardoor leed het Romeinse leger belangrijke verliezen. Het leger kon zich pas herstellen toen de soldaten die aan het vechten geweest waren zich weer aansloten bij de rest. Vercingetorix achtervolgde hen niet, en dat was het einde van het Beleg van Gergovia. Het beleg was onhoudbaar geworden. De risico's waren te groot geworden. Julius Caesar gaf toe dat hij ongeveer 700 man verloren had, waaronder 46 centuriones.
Caesar besloot om de plaats te verlaten, maar hij besloot om het erop te laten lijken dat hij zich bij Labienus zou aansluiten in plaats van toe te geven dat hij een nederlaag geleden had. Nadat hij tevergeefs een poging had gedaan om een veldslag uit te lokken, verlieten Caesar en zijn leger Auvergne en volgden de loop van de Allier. De Aeduïsche ruiters, onder leiding van Eporedorix en Viridomarus, verlieten Caesars colonne: de alliantie met de Aedui was nu definitief verbroken. Caesar had dan wel het verraad van de Aeduïsche ruiters vermeden in het begin, maar hij was er niet in geslaagd om de totale controle te krijgen over de situatie. Hij moest zich nu ook veel dieper in vijandig gebied begeven.

#### Nederlaag van de Senones, Parisii en Aulerci

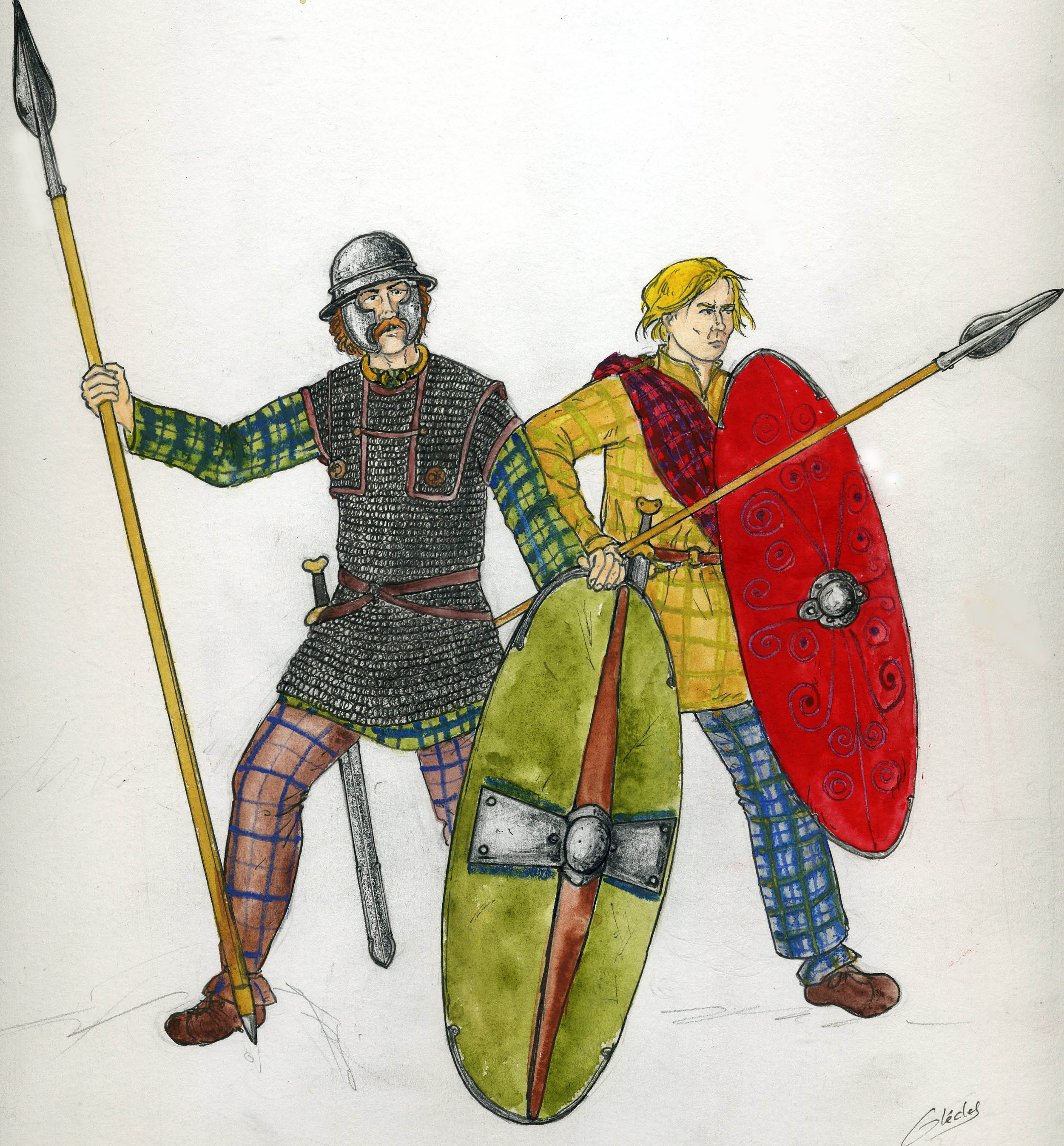
Keltische krijgers in de 1e eeuw v.Chr.

Titus Labienus marcheerde met zijn vier legioenen op naar Lutetia, een stad van de Parisii. Hij had de bagage van het leger achtergelaten in Agedincum (Sens), bewaakt door nieuwe rekruten uit Italië. De Galliërs in Lutetia stonden onder leiding van Camulogenus, een Galliër uit de stam der Aulerci. Hij stelde zijn troepen op langs de Seine om ervoor te zorgen dat de Romeinen die niet konden oversteken. Omdat Labienus ook niet door de moerassen langs de Seine kon gaan, trok hij zich terug. Hij deed een verrassingsaanval op Metlosedum (Melun), een stad van de Senones. Van daaruit stak hij de rivier over. Toen de Galliërs hoorden over het verlies van deze stad vernietigden ze Lutetia en alle bruggen over de Seine, waardoor Labienus nu vastzat op de linkeroever, terwijl de bagage en de reservetroepen zich aan de andere kant bevonden. Verder hoorden de Bellovaci over het verraad van de Aedui en stonden op het punt om in opstand te komen. Deze bevonden zich in de rug van de luitenant van Caesar. Daarom besloot hij om zich terug te trekken naar Agedincum om zich opnieuw aan te sluiten bij Caesar. Hij kon de Seine in de nacht oversteken met boten, maar de Galliërs probeerden om de weg naar de proconsul te versperren. Het vijandige leger, dat bestond uit Senones, Parisii en Aulerci en onder leiding stond van Camulogenus, werd opgesteld in slagorde. Ze dachten dat de Romeinen zouden wegvluchten terwijl zijzelf zich georganiseerd zouden terugtrekken.
De Slag bij Lutetia begon: het Zevende Legioen, dat op de rechterflank opgesteld was, viel de Galliërs aan; op de linkerflank, waar het Twaalfde Legioen stond, werden de pila geworpen voor de eerste charge, maar de Galliërs hielden stand, aangemoedigd door hun oude stamhoofd. De beslissing kwam er toen een krijgstribuun van het Zevende Legioen de vijand in de rug aanviel. De troepen die door de Kelten in reserve gehouden waren kwamen tussenbeide door een dichtbijzijnde heuvel in te nemen, maar ze konden het verloop van de strijd niet meer veranderen: ze sneuvelden zoals hun stamhoofd of sloegen op de vlucht. De vluchtenden werden achtervolgd door de Romeinse cavalerie. Na de veldslag keerde Labienus terug naar Agedincum, waar zijn bagages en de rest van het leger zich bevonden. Van daaruit sloot hij zich opnieuw aan bij Caesar.

#### Einde van de opstand en terugtrekking van Vercingetorix naar Alesia
Het nieuws over de afvallige Aedui zorgde ervoor dat de oorlog in geheel Gallië verspreid werd. Alle Galliërs verenigden zich onder Vercingetorix in Bibracte. Enkel de Remi, de Lingones en de Treveri ontbraken. Deze twee eerste omdat ze trouw gebleven waren aan Rome. De laatste omdat ze zich bedreigd voelden door de Germanen. De Arvernische leider beval zijn bondgenoten om al hun huizen in brand te steken en hun gewassen te vernietigen als de Romeinen naderden, in de hoop om zo de legioenen van Caesar uit te hongeren. Bovendien bezat Vercingetorix meer dan 15.000 ruiters om het Romeinse leger telkens opnieuw aan te vallen. Hij haalde ook de Allobroges en de Helvii over om zich bij hem aan te sluiten, om zo Gallia Narbonensis te bedreigen.
Caesar had zijn luitenant Labienus naar de Parisii gestuurd om deze te onderwerpen, terwijl hijzelf de Arverni aanviel bij Gergovia. Na zijn nederlaag in Gergovia ging Caesar terug naar het noorden met zes legioenen en sloot zich dicht bij Sens opnieuw aan bij de vier legioenen van zijn luitenant Labienus, die hij het bevel had gegeven om terug te komen uit Lutetia. Daar vond hij ook de twee net gerekruteerde legioenen uit Italië. Met zijn twaalf legioenen verliet hij het gebied van de opstandige Senones en trok zich terug richting Andematunnum (Langres), de hoofdstad van de Lingones, zijn bondgenoten. Hij liet tijdens de zomer van 52 v.Chr. een groep cavalerie van Germaanse huurlingen naar zich toe komen om een veilige terugtocht naar de Romeinse provincies te kunnen garanderen.
Er waren enkele factoren die ervoor zorgden dat Caesar naar Romeins grondgebied wilde terugkeren. Er was de dreiging voor aanvallen van de Aedui en de Arverni op Gallia Narbonensis. Verder waren er problemen in Rome zelf: de dood van zijn dochter Julia, de vrouw van Pompeius, de nieuwe alliantie van Pompeius met zijn vijanden, een oppositie van de senatoren tegen de veroveringstocht van Caesar en de dreiging van een opschorting van zijn proconsulaat.
Vercingoterix zag dat de Romeinse legioenen zich aan het terugtrekken waren. Hij stopte met zijn tactiek van de verschroeide aarde en besloot om het leger van Caesar aan te vallen voor het de Romeinse provincies kon bereiken. In het midden van augustus, terwijl het Romeinse leger aan het marcheren was, lanceerde Vercingetorix een aanval van ongeveer 15.000 cavaleristen. De ruiterij was verdeeld in drie delen: twee delen moesten de flanken aanvallen en het andere het hoofd van de colonne, in de hoop om hen op de vlucht te drijven. De legionairs stelden zich echter opnieuw op, ontvingen versterkingen en Caesar leidde een tegenaanval. De zonet gerekruteerde Germaanse cavalerie viel aan en zorgde voor verrassing bij de Galliërs. De Keltische cavaleristen werden teruggedreven en op de vlucht gejaagd, en drie Aeduïsche adelmannen die hun toevlucht hadden gezocht op een verhoogde plek werden gevangengenomen: Cotus, wiens macht bij de Aedui door Caesar van hem was afgenomen, Cavarillus, leider van de infanterie nadat Litaviccus van kant was veranderd, en Eporedorix. Vercingetorix zag dat zijn cavalerie verslagen was en beval zijn cavalerie om het kamp op te breken. Hij beval dat ze zich moesten terugtrekken naar Alesia, een stad van de Mandubii, maar verloor 3000 man tijdens deze terugtocht, want hij werd achtervolgd door de Romeinse troepen.

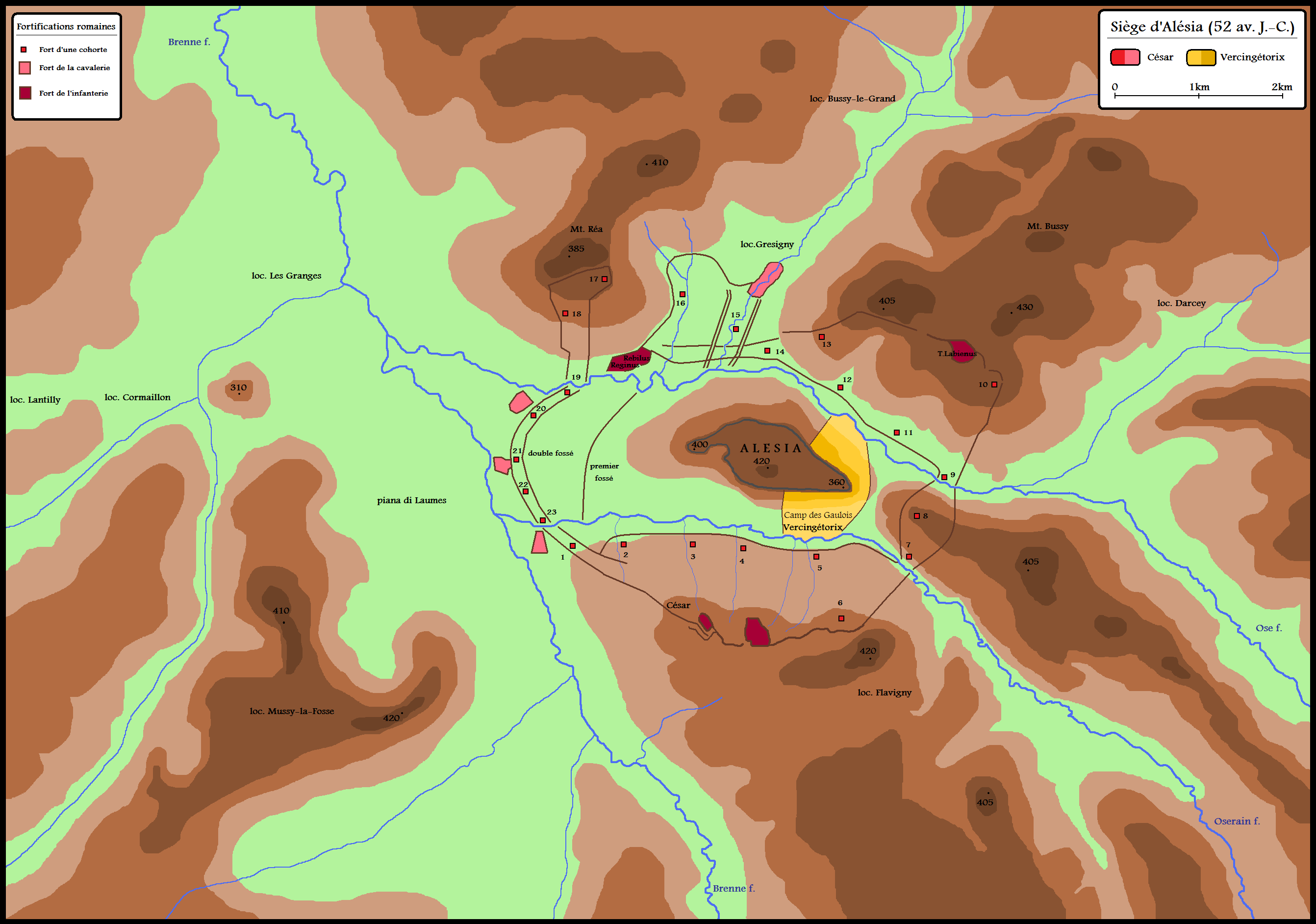
De fortificaties van Caesar tijdens het Beleg van Alesia (in de veronderstelling dat het beleg plaatsvond bij Alise-Sainte-Reine).

De volgende dag zette Caesar zijn kamp op voor het oppidum Alesia, op ongeveer 15 km afstand van de cavalerieslag daarvóór. Vercingetorix had volgens Caesar de leiding over een leger van 95.000 man (15.000 cavaleristen en 80.000 infanteristen), maar had slechts een maand voorraden voorhanden. Hij wachtte in Alesia op een Gallisch ontzettingsleger dat de Romeinen in de rug zou moeten aanvallen. Caesar en zijn zes tot 12 legioenen, tussen 60 en 72.000 man, besloten om het Beleg van Alesia te beginnen.
Volgens Caesar was het oppidum gebouwd op een heuvel tussen twee waterlopen. Aangezien hij sterk in de minderheid was, kon de Romeinse generaal niet denken aan een directe aanval op de muren. Daarom toonde hij tot wat de Romeinen allemaal in staat waren wat betrof belegeringswerken, om zo de Galliërs uit te hongeren en de stad tot de overgave te dwingen, door een aantal versterkingen te bouwen. Hij liet een dubbele muur rond de stad bouwen. Een circumvallatielinie van meer dan 16 km rond de stad zelf om de belegerden in de stad te houden. Er werd ook een naar buiten gerichte contravallatielinie van 21 km lang gebouwd, om een eventueel ontzettingsleger tegen te houden. De Romeinen bouwen de muur echter niet op plaatsen waar dit niet nodig was door het reliëf, waardoor er niet overal rond de stad een muur stond.
Het ontzettingsleger kwam zes weken later aan bij Alesia. Het stond onder leiding van de Atrebaat Commius, de Aeduërs Viridomarus en Eporedorix, en de Arverner Vercassivellaunus, de neef van Vercingetorix. Dit leger telde volgens Caesar 246.000 infanteristen en 8000 cavaleristen:

De Aedui, met hun vazalstaten de Segusiavi, de Ambivareti, de Aulerci Brannovices, de Blannovii, 35.000 man; de Arverni met de mensen van hun rechtsgebied, de Eleuteti, de Cadurci, de Gabali en de Vellavi, een gelijkaardig aantal; de Senones, de Sequani, de Bituriges, de Santones, de Ruteni, de Carnutes, elk 12.000; [...]; de Lemovices, evenveel; de Pictones, de Turones, de Parisii, de Helvetii, elk 8000; de Ambiani, de Mediomatrici, de Petrocorii, de Nervii, de Morini, de Nitiobroges, elk 5000; de Aulerci Cenomani, evenveel; de Atrebates, 4000; de Veliocasses, de Lexovii, de Aulerci Eburovici, elk 3000, de Rauraci met de Boii, 1000; 5000 van alle volkeren langs de oceaan, die de Galliërs naar gewoonte Armoricanen noemen, waaronder de Coriosolitae, de Riedones, de Ambibarii, de Caleti, de Osismii, de Lemovices, de Venelli. De Bellovaci [...] stuurden 2000 mannen
— Julius Caesar, Commentarii de Bello Gallico, VII, 75

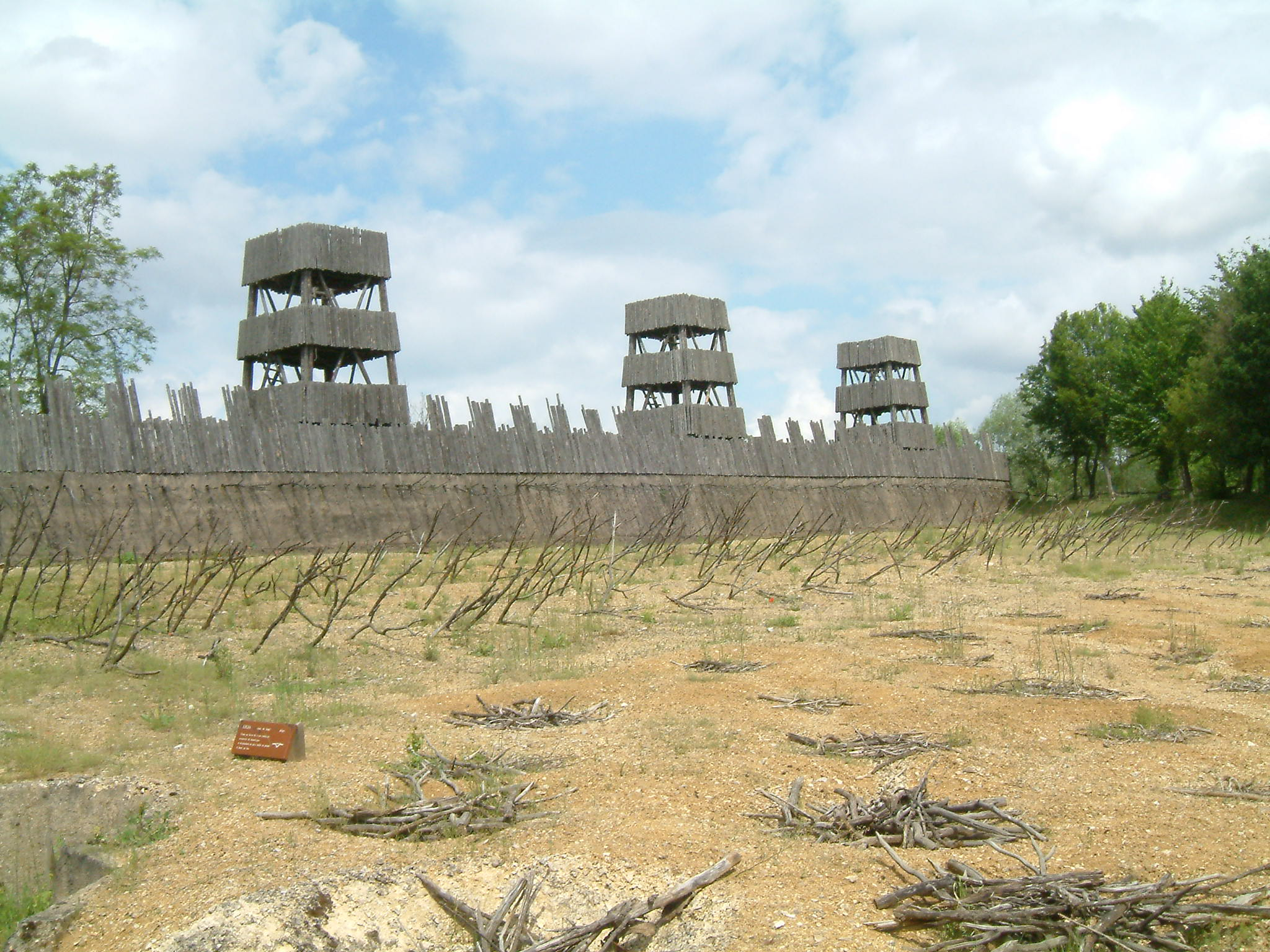
Reconstructie van de fortificaties gebruikt tijdens het Beleg van Alesia.

Dit hoge aantal aanwezigen tijdens deze beslissende confrontatie is buitengewoon: er waren maximum 400.000 krijgers aanwezig, waar ook nog het enorme aantal burgers, die meegekomen waren met de legers, en de bedienden en slaven uit het Romeinse leger moeten bijgeteld worden.
Het ontzettingsleger had een heuvel bezet en bevond zich op slechts 1000 passen afstand van de Romeinse linies. De volgende dag stelden ze hun cavalerie op en vulden volgens Caesar zo een vlakte van 3 km breed. De Romeinse infanterie nam positie op de muren. Caesar beval zijn cavalerie om diens Gallische tegenhanger, die aangevuld was met lichte infanterie en boogschutters, aan te vallen. De gevechten duurden van de middag tot het vallen van de nacht. De Germaanse cavalerie dreef de Gallische ruiters op de vlucht en richtte een bloedbad aan onder de boogschutters. De volgende dag probeerden de Gallische krijgers van het ontzettingsleger de muren aan te vallen. Ze lieten pijlen en stenen neerregenen op de Romeinse verdedigers. Zij konden echter met behulp van slingers en speren de aanvallers terugdrijven. De duisternis zorgde voor zware verliezen aan beide kanten. Ondertussen schoot de artillerie een hagel van projectielen af op de Galliërs. De Romeinen versterkten systematisch de zwakkere punten in hun verdedigingslinie met behulp van hun reservetroepen. Ondertussen bleven de vallen voor de muren de Galliërs vertragen en, omdat ze nergens een doorbraak hadden kunnen forceren, trokken ze zich in het begin van de ochtend terug in het geloof dat hun rechterflank bedreigd werd door een Romeinse uitval. Vercingetorix had zich niet bij het ontzettingsleger kunnen aansluiten, hoewel hij wel het strijdgewoel had gehoord. Hij had te veel tijd verloren bij het vullen van de grachten en het verplaatsen van zijn aanvalsmachines. Hij hoorde zelfs eerder over de terugtrekking van het leger dan dat hij de versterkingen van de Romeinen bereikte. Daarom trok ook hij zich terug in de stad.
Na deze gebeurtenissen werd een elitegroep van 60.000 man onder leiding van Vercassivellaunus, een neef van Vercingetorix, geplaatst. Na een lange nachtmars en een rustpauze in de ochtend viel Vercassivellaunus het grootste Romeinse kamp aan, nadat hij eerst rond de noordelijke heuvels getrokken was. Ondertussen naderde de Gallische cavalerie de versterkingen vanuit de vlakte en de rest van de troepen stelde zich op voor het Gallische kamp. Vercingetorix ging ook de stad uit met al zijn aanvalsmateriaal. De Romeinen, die nu van alle kanten aangevallen werden, begonnen te wijken, vooral toen de Galliërs erin slaagden de obstakels te vermijden. Caesar stuurde Labienus met zijn soldaten om het grootste kamp te versterken. De belegerden, die wanhopig waren om een doorbraak te forceren, probeerden de Romeinse muren op te klimmen. Ze gebruikten daarvoor alle machines die ze meegebracht hadden. Ze achtervolgden de verdedigers op de muren onder een regen van projectielen, vulden de grachten en konden een doorbraak forceren in de palissade en de borstwering. Caesar stuurde versterkingen naar die plek en leidde daarna zelf de verse troepen. Nadat hij de vijanden teruggedrongen had, sloot hij zich opnieuw aan bij Labienus met vier cohorten en een deel van de cavalerie, terwijl het andere deel van de soldaten die Caesar daarvoor had geleid een uitval deed en de Galliërs in de rug aanviel. Omdat ze zagen dat de Romeinen aankwamen, sloegen de Galliërs op de vlucht. De Romeinse ruiters sneden hun terugweg af en richtten een slachting aan onder hen. Vercassivellaunus werd gevangengenomen. Toen hij deze ramp zag beval ook Vercingetorix zijn mannen zich terug te trekken. De terugtrekkende Galliërs van Vercingetorix werden ook gedeeltelijk ingehaald en afgeslacht door de Romeinse cavalerie. Degenen die hadden kunnen ontsnappen verspreidden zich opnieuw naar hun steden.

Overgave van Vercingetorix aan Julius Caesar. Schilderij van Lionel-Noël Royer uit 1899..

De volgende dag besloot Vercingetorix om zich over te geven. Carcopino merkt de toewijding van het Arvernisch stamhoofd op, die zich opofferde door zich persoonlijk voor de voeten van de Romeinse overwinnaar te gooien, in plaats dan een laatste, wanhopige aanval te beginnen, waardoor hij zijn mannen spaarde. De historicus verwijt het Caesar dat hij Vercingetorix in de boeien sloeg, ongevoelig voor diens opoffering. Het Gallische stamhoofd zou zes jaar moeten wachten op zijn terechtstelling tijdens de triomftocht van Caesar in 46 v.Chr. Ondertussen werd hij van gevangenis naar gevangenis gebracht tijdens de burgeroorlog. Carcopino onderstreept dat hij dit onbegrijpelijk vindt als je weet dat Caesar zijn reputatie als genadevolle generaal wilde behouden.
Na de overgave van de Galliërs werd het grootste deel van de krijgers, uitgezonderd die van de Aedui en de Arverni, tot slaaf gemaakt en uitgedeeld aan de legionairs: elke soldaat kreeg één "hoofd".
Hierna ontving Caesar de onderwerping van de Aedui en daarna die van de Arverni. Hierna kwartierde de proconsul zijn legioenen in om te overwinteren en bracht zelf de winter door in Bibracte met twee legioenen (Legio X Gemina en Legio XII Fulminata):
- Titus Labienus overwinterde met twee legioenen (Legio VII Claudia en Legio XV Apollinaris) en de cavalerie bij de Sequani.
- Gaius Fabius en Lucius Minucius Basilus overwinterden met elk een legioen (respectievelijk Legio VIII Augusta en Legio IX Hispana) bij de Remi.
- Titus Antistius Reginus overwinterde met een legioen (Legio XI Claudia) bij de Ambivariti.
- Titus Sextius overwinterde met een legioen (Legio XIII Gemina) bij de Bituriges.
- Gaius Caninius Rebilus overwinterde met een legioen (Legio I Germanica) bij de Ruteni.
- Quintus Tullius Cicero en Publius Sulpicius overwinterden met elk een legioen (respectievelijk Legio VI Ferrata en Legio XIV Gemina in Cavillonum (Châlons) en Matisco (Mâcon)) bij de Aedui om zo de bevoorrading te verzekeren.

De reputatie van Caesar was opnieuw hersteld na drie sombere jaren na de Slag bij Atuatuca en de grote opstand in Gallië. Caesar publiceerde de laatste boeken over zijn veldtochten om zo de harten van het Romeinse volk terug te winnen. Zijn boeken waren een uitzonderlijk succes, ook al had hij een groot deel van zijn invloed en macht verloren aan Pompeius. De senaat beval 20 dagen publieke gebeden voor Caesars verwezenlijkingen.

### 51 v.Chr.: laatste opstanden in Gallië

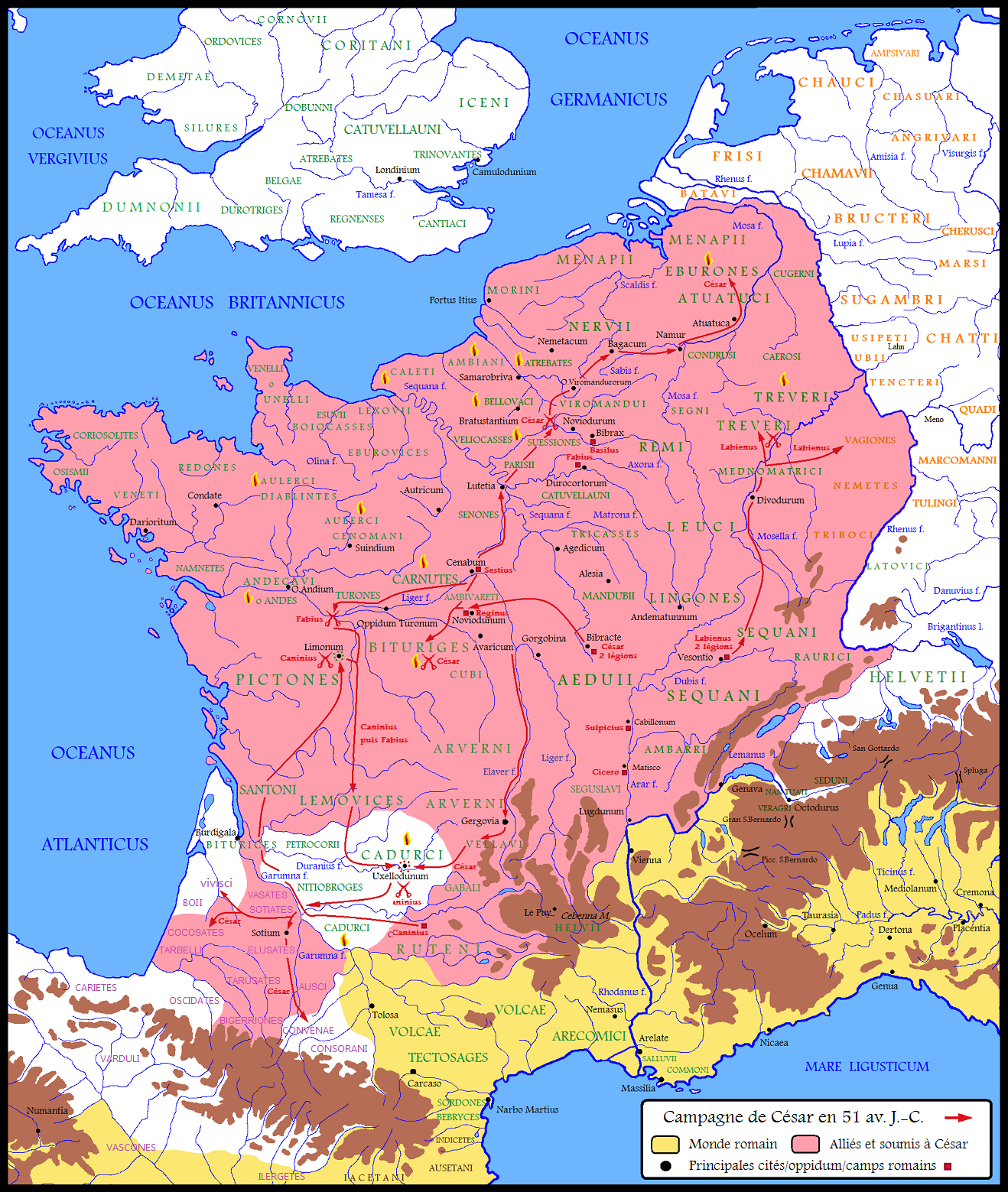
De campagne van Caesar in 51 v.Chr.

#### Veldtocht tegen de Bituriges en de Bellovaci
Ondanks de overgave van Vercingetorix bij Alesia en het feit dat quasi alle Gallische krijgers die mee hadden gedaan in de slag als slaaf verkocht waren, ontstonden er nieuwe coalities in Gallië tegen Rome. Caesar, die niet wilde dat de nieuwe coalities de tijd hadden om zich goed voor te bereiden, sloot zich opnieuw aan bij het Elfde en Dertiende Legioen en vertrok op veldtocht tegen de Bituriges. De Bituriges hadden, ondanks de nabijheid van een legioen op hun grondgebied, zich toch voorbereid op een oorlog. De plotselinge aankomst van de Romeinse generaal, nog steeds in de winter, overviel de Galliërs, die zich na een maand onderwierpen. Bij zijn terugkeer in Bibracte moest Caesar zijn aandacht weer, nu in februari, op de Carnutes richten. Deze keer nam hij het Zesde en Veertiende Legioen met zich mee. Hij marcheerde op tegen Cenabum (Orléans), een van hun dorpen. Daar brachten zijn troepen de Carnutes belangrijke verliezen toe.
Als gevolg van de twee opstanden maakten ook de Bellovaci en hun bondgenoten zich klaar om het grondgebied van de Suessiones binnen te vallen. Zij stonden onder leiding van de Bellovaak Correus en de Atrebaat Commius. Aan het hoofd van het Elfde Legioen sloot Caesar zich opnieuw aan bij de twee legioenen in Cenabum en een legioen van Labienus. Hij zette zijn kamp op bij de grens met de Bellovaci. Daar hoorde hij dat deze laatsten hem opwachtten, samen met de Ambiani, Aulerci, Caleti, Veliocasses en Atrebates, en dat er Germaanse hulptroepen op weg waren om hen te komen helpen. De Galliërs wilden het gevecht niet beginnen totdat Caesar begon te marcheren aan het hoofd van drie legioenen. Caesar liet echter een legioen wat verder marcheren, zodat de Kelten zouden denken dat ze de Romeinen nu het best konden aanvallen. Hij zette een versterkt kamp op voor het Gallische leger, dat zich op een hoogte opgesteld had. Er vonden enkele schermutselingen plaats, maar geen enkele zijde durfde de andere echt aan te vallen. De Germaanse versterkingen, 500 ruiters, sloten zich aan bij het Galliërs terwijl Caesar drie nieuwe legioenen opriep. Een schermutseling bracht belangrijke verliezen teweeg bij de Remi, bondgenoten van Caesar. Daarna sloegen de Germanen echter op de vlucht. De aankomst van de drie legioenen ter versterking zorgde ervoor dat de Galliërs op de vlucht sloegen. Om ervoor te zorgen dat de Romeinen hen niet konden achtervolgen, staken ze hun kamp in brand om hun terugtocht te dekken en zo makkelijker een nieuw kamp op een voordelige hoogte te bouwen.
Correus, het stamhoofd van de Bellovaci, bereidde met 6000 infanteristen en 1000 cavaleristen een hinderlaag voor, maar Caesar hoorde hierover, en herenigde zijn leger om de Galliërs zelf in de val te lokken. De Romeinse cavalerie werd aangevallen in de hinderlaag, maar weerstond de aanval hoewel ze helemaal omsingeld waren. De legioenen onder leiding van Caesar omsingelden daarna de Galliërs, die op de vlucht gedreven werden. Correus sneuvelde tijdens de gevechten.
Dit had de onderwerping van de Bellovaci tot gevolg. Niettemin slaagde Commius erin om te vluchten. Hij had gezworen om niet meer voor een Romein te verschijnen sinds Labienus een centurio had gestuurd om hem te vermoorden. Door deze nieuwe Romeinse overwinning verspreidde Caesar opnieuw zijn legioenen, en marcheerde met zijn luitenant Marcus Antonius op tegen het vaderland van Ambiorix om het gebied opnieuw te plunderen. Daarna stuurde hij Labienus met twee legioenen naar de Treveri, om hen opnieuw tot de orde te roepen.

#### Veldtocht tegen de Pictones
In Aquitanië werd Gaius Caninius Rebilus belegerd in Lemonum (nu Poitiers) door de Pictones onder leiding van Dumnacus. Gaius Fabius werd door Caesar naar dit gebied gestuurd om Rebilus te helpen. Dumnacus, die hoorde over de aankomst van dit tweede Romeinse leger, besloot tot de terugtocht, maar deze werd afgesneden door Fabius, die hem verraste. De Romeinse cavalerie was eerst alleen aan het vechten zonder infanterie, maar bij de aankomst van de legioenen sloegen de Pictones op de vlucht. Ze hadden tijdens het gevecht 12.000 man verloren.

#### Veldtocht tegen de Cadurci in Uxellodunum
Nadat de Pictones op de vlucht gedreven waren, werden 5000 van hen opgevangen door de Senoon Drapes en de Cadurk Lucterius, twee vijanden van Rome. Rebilus marcheerde op tegen hen aan het hoofd van twee legioenen terwijl Fabius een veldtocht begon tegen de Carnutes en de andere stammen die zich hadden aangesloten bij Dumnacus. De snelheid van zijn veldtocht verplichtte de Carnutes om zich te onderwerpen. Ook de Armoricanen werden onderworpen toen de luitenant van Caesar aankwam in hun grondgebied.
Drapes en Lucterius hoorden over de aankomst van de legioenen van Rebilus en keerden terug naar het grondgebied van de Cadurci. Ze verschansten zich in de stad Uxellodunum. De Romeinse legaat kwam aan bij deze versterkte stad en liet een circum- en contravallatielinie bouwen om ervoor te zorgen dat de stad geen voorraden zou ontvangen. De twee Gallische leiders besloten een uitval te doen met zo goed als al hun soldaten om voedsel te gaan zoeken om een lang beleg uit te houden. Ze lieten slechts 2000 man achter in de stad. In enkele dagen verzamelden ze grote hoeveelheden tarwe op het grondgebied van de Cadurci en maakten zich klaar om terug te keren naar de stad. Gaius Caninius pauzeerde de belegeringswerken, omdat hij de stad niet volledig kon omsingelen met zo weinig mannen. Daarom verkoos hij om zijn troepen te concentreren op enkele strategische punten. De twee Gallische stamhoofden hoopten de stad binnen te komen via wegen die onbekend waren voor de Romeinen, maar de legaat was gewaarschuwd. Hij viel een groep Galliërs onder Lucterius aan en doodde hen bijna allemaal. Daarna verraste hij de Kelten in het kamp van Drapes en liet zijn vijanden afslachten, waardoor hij alle bevoorrading voor de stad tegenhield. Daarna hernam hij het Beleg van Uxellodunum, nu geholpen door de aankomst van Gaius Fabius en diens troepen. De inwoners van de stad weigerden zich te onderwerpen aan de Romeinse legaten en besloten om zich te blijven verzetten, ondanks hun geringe aantal. Nu hadden ze echter geen problemen meer wat betrof de voorraden, aangezien het grootste deel van de troepen nu weg was.
Ondertussen liet Julius Caesar Marcus Antonius achter bij de Bellovaci met vijf cohorten nadat hij nieuwe opstanden bij de Belgae had onderdrukt. Hij hoorde over de nederlaag van Lucterius en daarna over die van Drapes, maar vooral over de koppige weerstand van de inwoners van Uxellodunum. Hij ging onmiddellijk op weg naar de stad met de cavalerie. Hij wist dat de belegerden over voldoende voorraden beschikten om een lang beleg uit te houden. Daarom besloot Caesar om de watervoorziening van de stad af te sluiten. Het terrein van het fort was echter zo dat het onmogelijk was om de rivier naar een andere plaats dan naar Uxellodunum te leiden, want het water vloeide bijna onmiddellijk vanuit de berg in de vallei net voor Uxellodunum. Hierdoor was het graven van afleidingskanalen onmogelijk. Caesar had echter opgemerkt dat ook de Galliërs moeite hadden met het verzamelen van water, omdat ze een zeer steile helling moesten afgaan om de oever van de rivier te bereiken. Om deze mogelijke zwakheid in de verdediging uit te buiten plaatste Caesar boogschutters en ballistae bij de rivier om de Galliërs het onmogelijk te maken om nog water uit de rivier te gaan halen.
Wat Caesar echter meer problemen bezorgde was dat er een tweede bron vanuit de berg onmiddellijk onder de muren van het fort vloeide. Het leek bijna onmogelijk om de toegang tot deze bron te blokkeren. Het terrein was erg ruw en het zou niet haalbaar zijn om dat stuk met een stormaanval te veroveren. Caesar had de precieze plaats van de bron te horen gekregen. Met deze kennis beval hij zijn ingenieurs om een schans uit aarde en steen te bouwen die een belegeringstoren zou kunnen ondersteunen die gebruikt zou worden om de bron te bombarderen. Ondertussen liet hij een andere groep ingenieurs een tunnel graven die uitkwam bij dezelfde bron. Na enkele vergeefse pogingen om de belegeringstoren van de Romeinen te vernietigen, zagen de Galliërs zich gedwongen om zich over te geven aan de Romeinse generaal.
Caesar accepteerde de Gallische overgave. Hij besliste echter om een voorbeeld te stellen zodat dit de laatste Gallische opstand zou zijn. Hij besliste niet om alle overlevenden als slaven te verkopen, maar hij beval dat de handen van alle mannen die oud genoeg waren om te vechten afgehakt moesten worden. Daarna verspreidde hij de verslagen Galliërs over de volledige provincie zodat ze nooit meer de wapenen zouden kunnen opnemen tegen hem of tegen Rome. Carcopino vindt dat deze wreedheden onaanvaardbaar zijn, maar toont aan dat Caesars daad wel te begrijpen is: Caesar wist dat zijn mandaat ten einde liep en dat zijn vijanden dit zouden aangrijpen tegen hem. Als er een nieuwe opstand in Gallië zou uitbreken, zou hij weer veel tijd verliezen.

#### Laatste gevechten

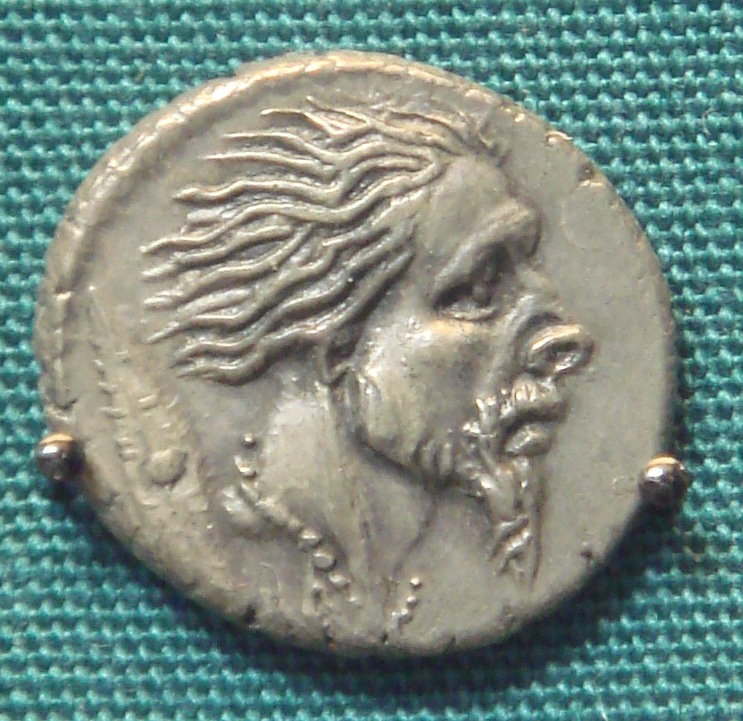
Zilveren denarius met het hoofd van een Gallische gevangene (48 v.Chr.).

Titus Labienus ging naar de Treveri aan het hoofd van twee legioenen en boekte een beslissende overwinning op dit volk en hun Germaanse bondgenoten. Een groot aantal stamhoofden werd gevangengenomen, waaronder de laatste Aeduïsche edele die nog in opstand was.
Julius Caesar ging voor de eerste keer in de oorlog naar Aquitanië, aangezien deze regio onderworpen was door zijn luitenant Publius Crassus in 56 v.Chr. De volkeren waren echter in opstand gekomen, maar onderwierpen zich nu opnieuw. Hierna kwartierde Caesar zijn troepen opnieuw in voor de winter, en sloot zich daarna opnieuw aan bij die in Gallia Belgica. Zelf bracht hij de winter door in Nemetocenna (Arras).
- Marcus Antonius, Gaius Trebonius en Publius Vatinius werden ingekwartierd in Gallia Belgica.
- Twee legioenen werden ingekwartierd bij de Aedui, waardoor ze zo het Oosten van Gallië controleerden.
- Twee legioenen bij de Turones, aan de grens met de Carnutes, om alle gebieden aan de oceaan te controleren.
- Twee legioenen bij de Lemovices, niet ver van de Arverni.

Zo eindigde de Gallische Oorlog, na acht jaren. Vanaf de overwinning op de Helvetii tot aan het Beleg van Uxellodunum, die voor de overgave van de laatste strijders van het vrije Gallië zorgde.
Tijdens deze lange veroveringsoorlog, waren in Gallië, dat tussen vijf en tien miljoen mensen geteld had, een miljoen inwoners gedood (volgens Julius Caesar, aantallen die ons bereikt hebben via Plutarchus en Plinius de Oudere) en nog een miljoen verkocht als slaaf. Volgens Velleius Paterculus had Caesar 400.000 Galliërs laten doden en nog een groot aantal laten gevangennemen. Deze aantallen kunnen buitensporig lijken, maar ze lijken voor de historicus Michel Reddé betrouwbaar, en weerspiegelen volgens hem goed de indruk die achtergelaten was door de gevechten onder leiding van Caesar.

### Chronologie
- 59 v.Chr. : consulaat van Julius Caesar en Marcus Calpurnius Bibulus
  - Caesar krijgt tijdens zijn proconsulaat Gallia Cisalpina, Illyrië en 3 legioenen gedurende vijf jaar
  - Gallia Transalpina en zijn legioen worden toegevoegd bij Caesars provincies
- 58 v.Chr. : consulaat van Lucius Calpurnius Piso Caesonius en Aulus Gabinius
  - Begin van de migratie van de Helvetii en de Boii onder leiding van Divico naar het oosten van Gallië
  - Caesar bouwt een muur bij Genève en zorgt er zo voor dat de Helvetii niet door de Romeinse provincies kunnen trekken. Hij achtervolgt hen op vraag van de Aedui en verslaat ze voor een eerste keer in de Slag bij de Arar
  - Beslissende overwinning voor Caesar bij Bibracte
  - Caesar stuurt de Helvetii terug naar hun vroegere gebied en laat de Boii zich vestigen als vazallen in het gebied van de Aedui
  - Begin van de veldtocht tegen de Germanen onder leiding van Ariovistus
  - Overwinning van Caesar op de velden van de Elzas, Ariovistus vlucht weg
- 57 v.Chr. : consulaat van Publius Cornelius Lentulus Spinther en Quintus Caecilius Metellus Nepos
  - Begin van de veldtocht tegen de Belgae onder leiding van Galba
  - Eerste overwinning van Caesar op de Suessiones, die zich onderwierpen, net als de Bellovaci
  - Tweede overwinning van Caesar en Labienus op de Nervii, Atrebates en Viromandui, die zich op hun beurt onderwierpen
  - Onderwerping van de Atlantische volkeren en die in Armorica door Publius Crassus
  - Slag bij Octodurus in de Alpen, Servius Sulpicius Galba red zijn legioen en trekt zich terug naar de veroverde gebieden
- 56 v.Chr. : consulaat van Gnaius Cornelius Lentulus Marcellinus en Lucius Marcius Philippus
  - Begin van de oorlog tegen de Veneti na de opstand van de Gallische volkeren rond Publius Crassus
  - Overwinning van Decimus Junius Brutus Albinus tegen de Veneti, de opstand in Armorica wordt onderdrukt
  - Quintus Titurius Sabinus onderwerpt de Venelli en hun bondgenoten onder leiding van Viridovix
  - Publius Crassus verslaat de Aquitani en verovert hun gebied voor Rome
- 55 v.Chr. : consulaat van Marcus Licinius Crassus en Gnaeus Pompeius Magnus
  - Overwinning van Caesar op de Usipetes en Tencteri
  - Caesar steekt de Rijn als eerste Romeinse generaal ooit over
  - Eerste expeditie naar Brittannië, wat ook de eerste keer is in de Romeinse geschiedenis
  - Overwinning van Labienus op de Morini en de Menapii
  - Verlenging van het mandaat van Caesar als proconsul voor vijf jaar
- 54 v.Chr. : consulaat de Appius Claudius Pulcher en Lucius Domitius Ahenobarbus
  - Tweede expeditie naar Brittannië. Caesar verslaat een Brits leger onder leiding van Cassivellaunus
  - Opstanden in Gallië, waaronder de Eburones onder leiding van Ambiorix en Catuvolcus
  - Vernietiging van een Romeins legioen onder leiding van Quintus Titurius Sabinus en Lucius Aurunculeius Cotta door Ambiorix
  - Quintus Tullius Cicero wordt belegerd in zijn kamp met een legioen door de Nervii. Zij worden verslagen door Caesar
  - Titus Labienus vecht ook tegen de Treveri, die hij verslaat door hun stamhoofd Indutiomarus te doden
- 53 v.Chr. : consulaat van Marcus Valerius Messalla Rufus en Gnaeus Domitius Calvinus
  - Caesar en Labienus zetten een punt achter de opstanden in het noorden van Gallië
  - Tweede oversteek van de Rijn door Caesar
  - Uitroeiing van de Eburones, Ambiorix onstnapt
- 52 v.Chr. : consulaat van Gnaeus Pompeius Magnus en Scipio Metellus :
  - Bloedbad onder de Romeinen in Cenabum door de Carnutes
  - Begin van de opstand van Vercingetorix, die een deel van de Gallische volkeren verenigt
  - Na verschillende tegenslagen past de Arverner de tactiek van de verschroeide aarde toe, met het Beleg van Avaricum als gevolg
  - Beleg, inname en vernietiging van Avaricum door Caesar
  - Beleg van Gergovia, verraad van de Aedui en nederlaag van Caesar, die zich terugtrekt
  - Overwinning van Labienus bij Lutetia op de Senones en de Parisii
  - Nederlaag van Vercingetorix, die zich terugtrekt naar Alesia
  - Nederlaag van het ontzettingsleger en de belegerde Galliërs bij Alesia, Vercingetorix geeft zich over aan Caesar
- 51 v.Chr. : consulaat van Servius Sulpicius Rufus en Marcus Claudius Marcellus
  - Overwinning van Caesar op de Bituriges en de Bellovaci onder leiding van de Atrebaat Commius
  - Gaius Caninius Rebilus en Gaius Fabius verslaan de Pictones
  - Caninius verslaat de Cadurci dicht bij Uxellodunum
  - Beleg van Uxellodunum, Caesar komt aan en onderwerpt de inwoners en stelt hen als voorbeeld
  - Schitterende overwinning van Titus Labienus op de Treveri, de laatste opstanden

## Einde en aanloop naar de burgeroorlog

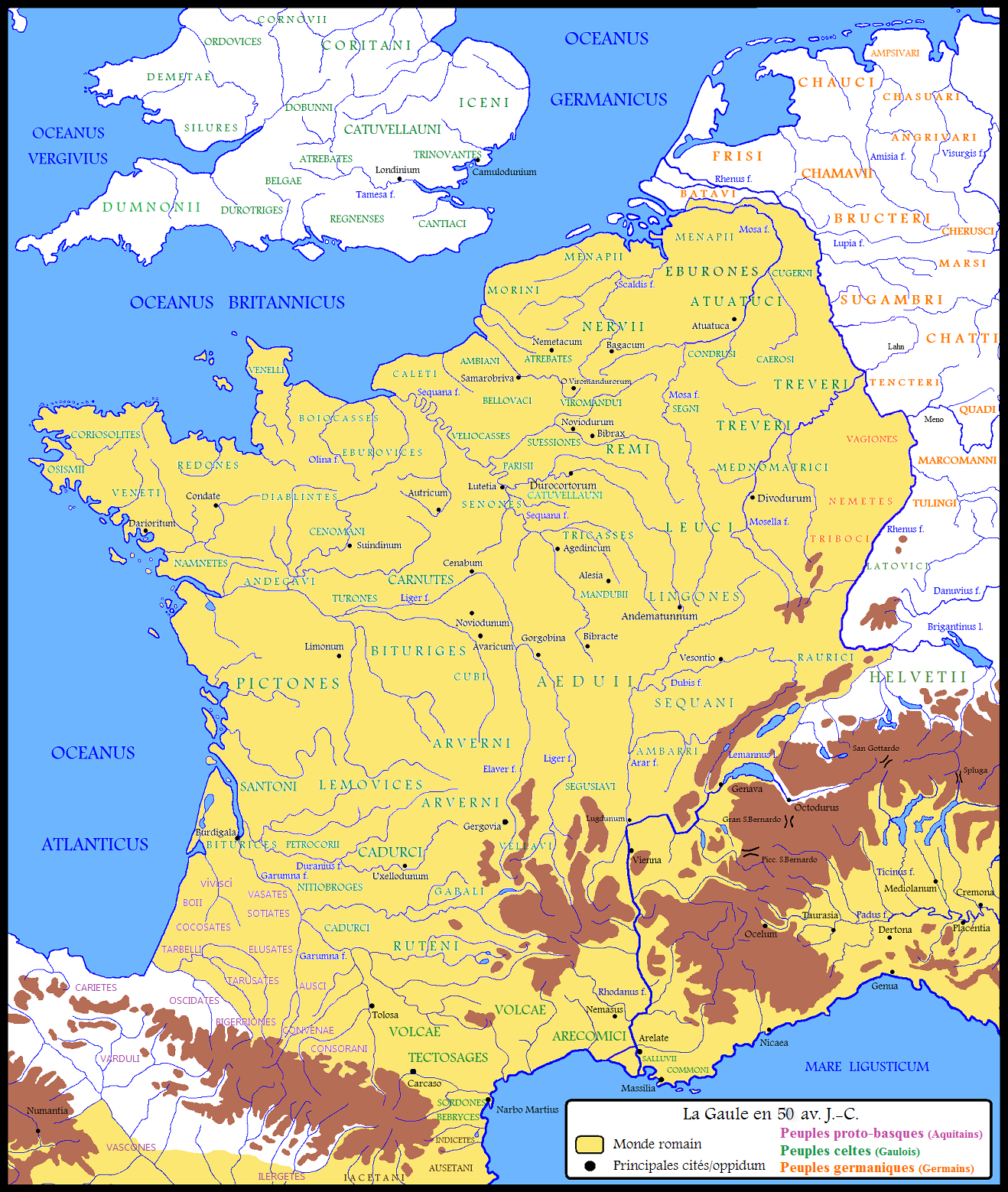
Romeins Gallië vanaf 50 v.Chr.

In Rome was de wanorde zo groot geworden dat Pompeius gekozen werd als consul sine collega (consul zonder collega), met de steun van Cato en de conservatieven. Pompeius trouwde met Cornelia, de jonge weduwe van Publius Crassus en de dochter van de conservatieve Metellus Scipio, die hij in het midden van het jaar als medeconsul kreeg. Vanaf dat moment was Pompeius de beschermer van de factie van de conservatieven.
In 51 v.Chr. had Caesar de laatste opstanden de kop ingedrukt en bevestigde de soevereiniteit van Rome over de gebieden van Gallië ten westen van de Rijn. Volgens Velleius Paterculus kan er tussen de negen veldtochten van Caesar slechts een gevonden worden die niet beloond werd met een triomftocht. Volgens Plutarchus was de verovering van Gallië een van de grootste overwinningen van Rome en plaatst Caesar tussen de beste Romeinse veldheren, zoals de Fabii, de Metelli en de Scipiones:

In minder dan tien jaren die de Gallische Oorlog geduurd heeft, heeft hij meer dan achthonderd steden aangevallen, heeft hij driehonderd verschillende naties onderworpen en gevochten in meerdere veldslagen, tegen drie miljoen vijanden, van wie hij er een miljoen gedood heeft, en evenveel gevangenen gemaakt heeft
— Plutarchus, Parallelle Levens, Caesar, 16

Terwijl zijn mandaat van proconsul ten einde liep, bereidde Caesar zijn terugkeer naar Rome voor: hij antwoordde op de kritieken op de oorlog met de publicatie van zijn Commentarii de Bello Gallico, waarin hij zichzelf erg positief profileert. Verder beval hij in 51 v.Chr. de constructie van een nieuw forum, gefinancierd door de buit gemaakt op de Galliërs. Het doel van Caesar was nu om zich populair te maken voor de verkiezingen van 50 v.Chr. voor een tweede consulaat in 49 v.Chr. Dit was conform met de wet, die zei dat er een interval van minstens tien jaar tussen elk consulaat moest zitten. Om de juridische aanval van Cato te ontkomen, behield hij zijn proconsulaat in Gallië, en was kandidaat ondanks het feit dat hij niet in Rome was.

## Gevolgen van de verovering van Gallië

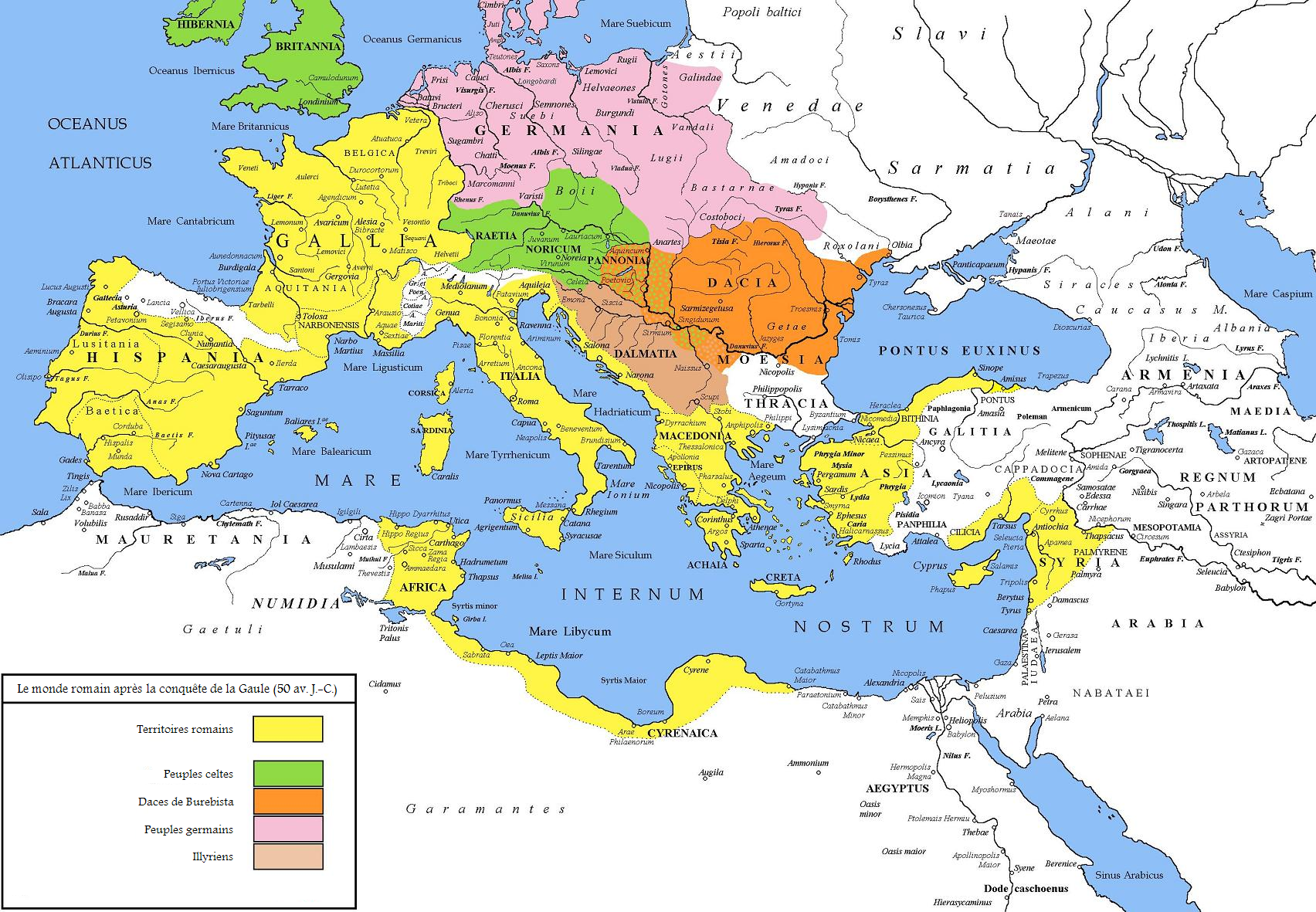
De Romeinse wereld (geel) na de verovering van Gallië.

Dankzij de verovering van Gallië verkreeg de Romeinse Republiek de overheersing over Europa. In de decennia die volgden, zou Rome ook de Alpen, Raetia, Noricum en Britannia onderwerpen, en zou het het continent gedurende eeuwen domineren.
Vanaf dat moment volgden het lot van Gallië en Rome dezelfde route: in Gallië werden, dankzij de Romanisatie, nieuwe steden, wegen en aquaducten gebouwd. Verder smolten de twee culturen samen: dit werd de Gallo-Romeinse cultuur. Deze zou later verdwijnen door de invasie van de Franken, en later door het Karolingische Rijk van Karel de Grote. Tachtig jaar na de verovering van Gallië liet keizer Claudius Gallische edelen toe in de Romeinse senaat. Daarvoor had keizer Augustus Gallië al opgedeeld in verschillende provincies: Gallia Transalpina werd Gallia Narbonensis, en verder ontstonden Gallia Aquitania, Gallia Lugdunensis en Gallia Belgica.
Maar los daarvan waren er geen redenen geweest om de oorlog in Gallië te starten. Er waren geen echte bedreigingen geweest voor het gebied van de Romeinen ten zuiden van Gallië voor 60 v.Chr. Noch de Helvetii, noch de Allobroges hadden in 59-8 v.Chr. de Romeinse provincies bedreigd om zo'n reactie uit te lokken. De oorlog werd niet beslist om af te rekenen met een reëel gevaar: integendeel, het was een eenzijdige beslissing van Caesar, die zijn eigen macht wilde versterken in de politieke strijd rond het Eerste Triumviraat. Caesar wilde vooral het publieke succes van Pompeius in het oosten evenaren. Verder was het ook de bedoeling om een bijna onuitputtelijke bron van geld, een goed en loyaal leger, vazalstaten en veel slaven te garanderen. Dit werd allemaal gerealiseerd.
Caesar kwam door Gallië te veroveren tussen de grote Romeinse veroveraars te staan. Hij was geliefd onder het plebs van Rome, dat verschillende voordelen genoot dankzij de oorlog. De senaat en Pompeius vreesden Caesar, die nu goed getrainde legioenen bezat door lange oorlog. Caesar kwam als rijk en invloedrijk man uit de oorlog, en dit vormde de basis voor de burgeroorlog. Rome werd al geteisterd door burgeroorlogen sinds de tijd van de Gracchi, en nu werd het evenwicht dat hersteld was tijdens de dictatuur van Sulla weer doorbroken.
Over de militaire gebeurtenissen heeft Caesar een betrouwbare bron achtergelaten, namelijk de Commentarii de Bello Gallico. Hij beschrijft er de gebeurtenissen, feiten, slagen, veldtochten, maar dan wel vanuit Romeins standpunt. Veel meer weten we er niet over. In de geschiedenis blijft deze oorlog echter verschrikkelijk, waarbij beide zijden elkaar de grootste gruwelijkheden aandeden.
De verovering van Gallië verbond uiteindelijk de Middellandse Zee en het Europese continent. Echter, noch de overwinnaar Caesar, noch de verliezer Vercingetorix zou de gevolgen hiervan zien. Een verschrikkelijke dood volgde voor hen beiden enkele jaren na het einde van de oorlog. De twee werden gedood in Rome in de naam van de Republiek.
In Rome en in Gallië luidde de verovering van de Galliërs door Caesar een nieuw tijdperk in. Rome had er een groot en belangrijk stuk land bij gekregen, en Gallië maakte nu deel uit van het machtigste rijk in Europa.